# La guerra de les galàxies
La guerra de les galàxies (Star Wars en anglès) és una franquícia de ciència-ficció creada pel guionista, productor i director George Lucas.
La primera pel·lícula de la franquícia, Una nova esperança, que va estrenar-se el 25 de maig de 1977, va comptar amb els actors Mark Hamill, Harrison Ford, Carrie Fisher, Alec Guinness, Anthony Daniels, Kenny Baker, Peter Mayhew, Peter Cushing i David Prowse i, tot i que va tenir nombroses dificultats durant la producció, 20th Century Fox es va encarregar finalment de la seva distribució. Finalment va esdevenir un fenomen de la cultura popular mundialment i la seva influència ha estat reconeguda per nombrosos cineastes. L'èxit de la pel·lícula va fer que Lucas s'involucrés en el finançament de les dues seqüeles que van completar l'anomenada «trilogia original», L'Imperi contraataca i El retorn del jedi, a les quals es van incorporar nous actors com Billy Dee Williams, Frank Oz i Ian McDiarmid. Van ser estrenades en intervals de tres anys.
Setze anys després va arribar als cinemes The Phantom Menace, la primera pel·lícula d'una nova trilogia centrada en els anys previs a l'anterior i l'única de la saga en no ser traduïda al català. Liam Neeson, Ewan McGregor, Natalie Portman, Jake Lloyd, Hayden Christensen, Samuel L. Jackson i Christopher Lee van ser alguns dels principals membres del repartiment, que també va comptar amb la presència d'alguns actors de la trilogia original. L'atac dels clons i La venjança dels Sith, estrenades novament en intervals de tres anys, van completar una saga que va recaptar aproximadament 5.510 milions de dòlars nord-americans entre les sis pel·lícules, el que va convertir-la en la tercera franquícia més rendible de tots els temps per darrere de les franquícies de James Bond i Harry Potter, sense considerar la inflació. L'octubre de 2012, The Walt Disney Company va adquirir els drets de Lucasfilm per un pressupost de 4.000 milions de dòlars, i va anunciar la producció d'una nova trilogia cinematogràfica, la primera pel·lícula, El despertar de la força, es va estrenar el 18 de desembre de 2015.
La saga cinematogràfica de Star Wars ha derivat en altres mitjans, com ara: llibres, sèries de televisió, videojocs, còmics, jocs de rol i merchandising. Aquests suplements formaven inicialment el denominat «Univers expandit» (actualment «Llegendes»), a partir del qual es va desenvolupar de manera significativa el material fictici de la saga. A més a més, aquesta col·lecció de mitjans ha aprofundit en qüestions tot just incorporades a les pel·lícules originals, estenent d'altra banda les trames presentades en cada trilogia. El 2008 es va estrenar The Clone Wars, convertint-se en la primera pel·lícula de la franquícia a llançar-se mundialment i que no forma part de les trilogies originals. Així mateix, cal assenyalar que aquesta va ser la primera pel·lícula animada de Star Wars, destinada a servir d'introducció de la sèrie televisiva homònima i que es basa en la sèrie prèvia també del mateix nom.
Lucas va decidir deixar la franquícia en mans d'altres cineastes, anunciant el gener de 2012 que deixaria de fer blockbusters.
A octubre de 2012, la Walt Disney Company va arribar a un acord per comprar Lucasfilm, productora de les pel·lículas anteriors, i va anunciar l'Episodi VII: El despertar de la força per 2015, que seria l'inici d'una trilogia seqüela que es completaria amb Els últims Jedi (2017) i L'ascens de Skywalker (2019), en les que va participar el repartiment original amb actors com Daisy Ridley, John Boyega i Oscar Isaac. L'estudi també és responsable de la producció de dues pel·lícules derivades com Rogue One: A Star Wars Story (2016) i Solo: A Star Wars Story (2018).
La trilogia seqüela també va significar el final de l'univers expandit existent, per donar la màxima llibertat creativa als realitzadors i també preservar un element de sorpresa i descobriment per a l'audiència.

## Ambientació
Els esdeveniments de Star Wars tenen lloc en una galàxia fictícia de nom desconegut i en un temps no especificat. A més dels éssers humans, hi són descrits molts tipus d'espècies extraterrestres procedents dels nombrosos planetes i satèl·lits que formen la galàxia. Altres personatges recurrents són els robots i els androides, creats generalment per servir un propòsit, observant així androides astromecànics, metges, de protocol o de combat, entre d'altres.
Els viatges espacials són comuns i la majoria dels planetes que apareixen en la saga estan afiliats a la República Galàctica, la unió democràtica que regeix la galàxia i el govern, presidida per un canceller suprem, està formada per representants elegits o designats de tota ella agrupats en l'anomenat Senat Galàctic, ubicat al planeta Coruscant. En oposició a la República es troba la Confederació de Sistemes Independents, i l'enfrontament d'ambdues és un dels temes més importants en la trama de les tres primeres pel·lícules de Star Wars.
Un dels elements principals en la saga és «la Força», un poder metafísic i omnipresent que impregna tot l'univers i tot el que hi ha en ell. L'ordre jedi és una organització de cavallers units per la seva creença i percepció de la Força, que lluiten per la pau i la justícia a la República Galàctica. S'entrenen en l'ús del sabre de llum o espasa làser, una arma semblant a una espasa tradicional excepte pel fet que la seva fulla és un feix d'energia. Els jedi són capaços de manejar la Força i aconseguir així habilitats com la telequinesi, la clarividència, el control mental o una amplificació dels reflexos, la velocitat i altres capacitats físiques. Tanmateix, i encara que aquest grup la utilitza amb fins positius, té un costat fosc provocat per la ira, la por i l'odi. Aquest costat és usat pels Sith per tal d'exterminar als jedi i prendre el control de la galàxia.

### Planetes i poblacions

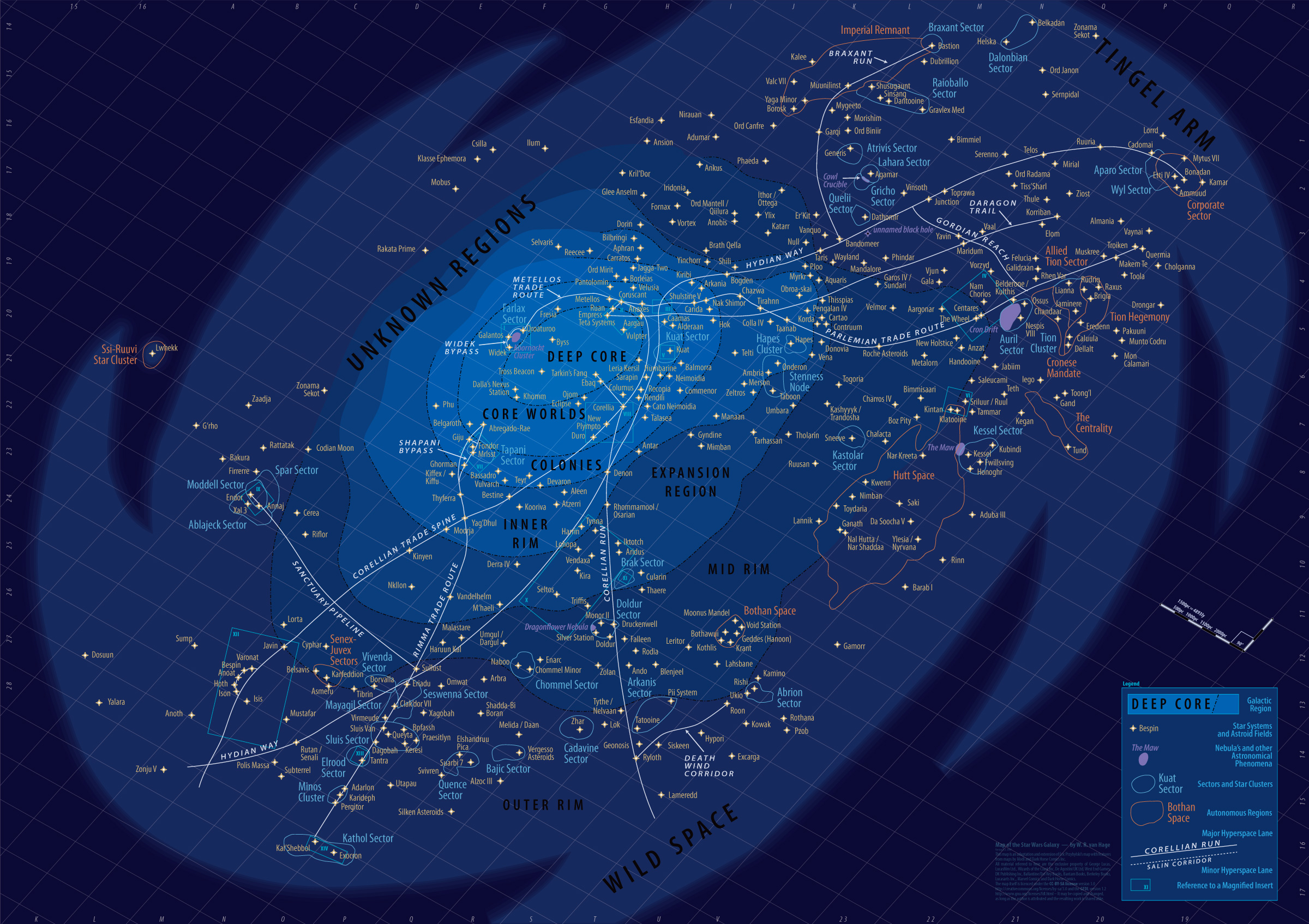
Mapa de la galàxia fictícia on té lloc la saga de Star Wars.

La galàxia fictícia en què tenen lloc els esdeveniments de Star Wars està formada per diverses regions, que al seu torn se subdivideixen en sectors i sistemes, amb nombrosos planetes i satèl·lits com Bespin, Dagobah, Utapau o Yavin.
- Coruscant: capital de la República Galàctica. És al centre de la galàxia i és un dels seus planetes més poblats, fins al punt que gairebé tot en ell és una gran ciutat. En ell es troben el senat galàctic i el temple jedi, seu de l'orde i on es reuneix el consell.[17]
- Endor: lluna muntanyosa caracteritzada pels seus grans boscos i situada al sistema homònim. Els seus habitants més coneguts són els ewok, uns éssers de petita grandària, la forma corporal s'assembla a la dels ossos.[18]
- Geonosis: d'aspecte rocós i àrid. Els seus principals pobladors, els geonosians, tenen trets insectoides i les seves construccions són similars als nius de termites.
- Hoth: inhòspit planeta gelat, la temperatura es manté durant tot el dia sota els zero graus. Entre la seva fauna autòctona es troben el depredador wampa i el tauntaun.[19]
- Kamino: assotat per fortes pluges, és un planeta aquàtic, els habitants dominen la tecnologia de clonació.[20]
- Kashyyyk: planeta selvàtic. Està poblat pels wookiees, que viuen en ciutats construïdes sobre els grans arbres del planeta i que es caracteritzen per la gran quantitat de pèl que cobreix el seu cos i per la seva alçada, arribant a fer més de dos metres.[21]
- Kijimi: antigament va ser conegut com un planeta de marcada espiritualitat, però després del col·lapse de l'Imperi, es va convertir en un refugi per als caçadors de recompensa i criminals a causa de la seva distància amb el nucli galàctic. Kijimi es va associar fortament amb el comerç d'espècies, que va canviar de forma després de la mort de Jabba el Hutt a El retorn del Jedi.
- Naboo: planeta pacífic colonitzat pels humans i ple de verds prats i turons. Els seus habitants natius són coneguts com a gungan, tenen forma d'amfibi i la seva major ciutat, Otoh Gunga, es troba submergida sota el llac Paonga.[22]
- Tatooine: planeta desèrtic il·luminat per dos sols i amb un dur clima. Escassament poblat, la majoria dels seus habitants treballen en granges d'humitat, on empren vaporitzadors per a obtenir aigua per al seu propi consum i venda. Està sota el control dels hutts i és un lloc de trànsit per pirates, caça-recompenses i traficants.[23] Entre els seus pobladors autòctons es troben els jawas, uns petits venedors de ferralla que es cobreixen per complet amb una túnica,[24] i els tusken o habitants de les sorres, una agressiva raça molt territorial i xenòfoba que rebutja la convivència amb qualsevol altra al planeta.[25]
- Ajan Kloss: els exploradors alderaanians van descobrir Ajan Kloss abans de la Guerra Civil Galàctica. Tot i que hi ha algunes evidències que Ajan Kloss va ser durant un període inhabitada, els nadius –que es coneixen amb el nom de "Kloss"- van morir molts eons abans. Es va convertir en una fortalesa secreta de la Família Reial Alderaaniana i va passar a Leia Organa després de la mort dels seus pares. Tot i que la Rebel·lió no va utilitzar mai Ajan Kloss, Leia va portar Luke Skywalker allà per entrenar la seva primera generació de Jedi. La Resistència s'ha instal·lat recentment a Ajan Kloss i un lloc on Rey va poder continuant el seu entrenament.[26]
- Pasaana: la majoria dels planetes desertics a Star Wars han estat desolats, però Pasaana és conegut pel seu art i cultura. L'aigua es recull en valls ombrejades, on la vida floreix, i els nadius Aki-Aki acullen els estrangers amb els braços oberts durant els seus festivals.[27] Els habitants mantenen un nivell de civilització previ a l'espai, però adapten algunes eines avançades per ajudar a la seva explotació.[28]
- Kef Bir: una de les llunes del sistema d'Endor, Kef Bir és un planetoide oceànic.[29] Kef Bir està deshabitada. Jannah, una lluitadora per la llibertat s'hi va instal·lar allà liderant una tribu de lluitadors.[30] Tot i que no ho saben, viuen involuntàriament al costat d'una pista important sobre el reducte Sith d'Exegol.[31]
- Exegol: establerta en els temps en què l'Imperi Sith va governar la galàxia, mil·lenaris abans de la fundació de la República, és la llar d'una de les seves fortaleses més grans. El planeta es troba a les Regions Desconegudes,[32] amagades darrere d'un laberint d'anomalies gravimètriques que són gairebé impossibles de navegar. Unes enormes fissures arriben fins a la Ciudatadela,[33] excavada pels fidels als Sith en èpoques passades per arribar a la vergència del costat fosc que es troba amagat sota la superfície.[34]

## Les pel·lícules
La saga cinematogràfica de Star Wars va començar amb la pel·lícula actualment coneguda com Una nova esperança, estrenada als cinemes el 25 de maig de 1977. A aquesta, la van seguir: L'Imperi contraataca, estrenada el 21 de maig de 1980, i El retorn del jedi, el 25 de maig de 1983. Ambdues seqüeles apareixen numerades en l'escena d'obertura com «Episodi V» i «Episodi VI», respectivament, encara que en realitat van ser promocionades només amb els respectius subtítols. El film original de la sèrie portava per títol simplement Star Wars («La guerra de les galàxies»), però més tard va adoptar el subtítol Episodi IV - Una nova esperança per tal de diferenciar-la de les  seqüeles i posteriors preqüeles.
El 1997, amb motiu del vintè aniversari de l'estrena de Star Wars, Lucas va llançar una sèrie d'edicions especials de les tres primeres pel·lícules, als cinemes. Els rellançaments incorporaren canvis significatius respecte a les edicions originals, principalment en el camp dels efectes generats per ordinador, de manera que els efectes visuals van millorar. Aquestes addicions no podien haver-se fet en el seu moment per l'escassetat de tecnologia. Temps després, el cineasta va realitzar més canvis en la trilogia original per posteriors rellançaments, com ara la primera distribució en format DVD, que va ser llançada el 21 de setembre de 2004.
Més de dues dècades després de l'estrena de la cinta original, l'univers de Star Wars va continuar amb una trilogia de preqüeles formada per The Phantom Menace, estrenada el 19 de maig de 1999, L'atac dels clons, el 16 de maig de 2002, i finalment La venjança dels Sith, el 19 de maig de 2005. Tres anys després Lucasfilm va produir Star Wars: The Clone Wars, una pel·lícula animada per ordinador i estrenada també als cinemes, la trama se situa cronològicament entre els episodis II i III, i constitueix el primer episodi d'una sèrie televisiva homònima que va començar a emetre aquest mateix any als Estats Units.
L'octubre de 2012, The Walt Disney Company va adquirir a Lucasfilm i va anunciar la producció d'una nova trilogia formada pels episodis VII, VIII i IX, estrenats entre 2015 i 2019 i dirigits per J. J. Abrams i Rian Johnson. De manera intercalada a les dates d'estrena d'aquests episodis, es va produir un altre parell de cintes derivades de la saga principal, les quals porten el subtítol d'Una historia de Star Wars: Rogue One (2016) i Solo (2018).
Lucasfilm té a hores d'ara un bon nombre de pel·lícules Star Wars en desenvolupament, incloent una trilogia que serà escrita pel director-guionista de Els últims Jedi Rian Johnson i que serà independent de la saga Skywalker. A més, una pel·lícula basada en els videojocs Knights of the Old Republic va ser anunciada, amb Laeta Kalogridis escrivint el guió. El setembre de 2019 es va anunciar que K. Kennedy i Kevin Feige col·laborarien desenvolupant una pel·lícula de Star Wars per determinar. El gener de 2020 es va anunciar que hi havia un film situat en l'era de L'Alta República en el forn. El febrer de 2020 es va anunciar que era en desenvolupament un film del director J. D. Dillard i el guionista Matt Owens, tanmateix, el novembre de 2022 Dillard va anunciar que ja no estava vinculat a la direcció d'aquesta pel·lícula. El maig de 2020 Lucasfilm va anunciar que Taika Waititi havia estat contractat per a dirigir una pel·lícula Star Wars basada en un guió que ell era escrivint conjuntament amb Krysty Wilson-Cairns.

### Argument
A grans trets, l'acció de Star Wars se situa en una galàxia molt llunyana, on durant segles ha existit un dur enfrontament entre els jedi, que advoquen per l'orde i la justícia a la República galàctica, i els sith, una secta que utilitzen el «costat fosc de la Força» per destruir els jedi i governar en la galàxia.
A la preqüela cinematogràfica (iniciada per The Phantom Menace), els esdeveniments relatats s'enfoquen en la formació d'Anakin Skywalker, un nen esclau de 9 anys que vivia amb la seva mare al planeta Tatooine. Anakin és descobert pel mestre jedi Qui-Gon Jinn, qui pensa que aquest jove és l'elegit, ja que, d'acord amb la profecia jedi, ell portarà l'equilibri a la Força i que vencerà els Sith. Tanmateix, el Consell Jedi, encapçalat pel mestre Yoda, veient que el futur d'aquest jove es troba ennuvolat per la por, descarten que es tracti de l'elegit. Tot i això, després de la mort de Qui-Gon a les mans del sith Darth Maul, Yoda permet que el padawan de Qui-Gon, Obi-Wan Kenobi, entreni a Anakin. Alhora, el planeta Naboo es troba sota atac i la reina Padmé Amidala, busca el suport de l'orde jedi per repel·lir l'atac. No obstant això, el sith Darth Sidious ha planejat de manera discreta aquest atac, per tal de fer que el seu àlter ego, el senador Palpatine, pugui enderrocar el Canceller suprem de la República. La resta de la trilogia relata la caiguda d'Anakin al costat fosc de la Força, mentre que Palpatine mana crear un exèrcit de clons d'un caça-recompenses anomenat Jango Fett per vèncer els jedis. Anakin i Padmé s'enamoren i decideixen casar-se en secret. Ella queda embarassada. Finalment, el jove jedi sucumbeix davant la seva ira i por (tal com havia predit Yoda), convertint-se en el sith Darth Vader. En el procés, Palpatine reorganitza la República transformant-la en el nou Imperi Galàctic, i com a primera acció ordena Vader exterminar l'orde jedi. En descobrir la conversió d'Anakin al costat fosc, Obi-Wan decideix enfrontar al seu aprenent en una batalla de sabres de llum a Mustafar, d'on surt victoriós, deixant Vader sense cames ni braços i cremat viu. Moments després, arriba Palpatine per salvar el seu nou deixeble, atorgant-li braços i cames mecàniques, una armadura de color negre, i una màscara perquè pogués respirar. D'altra banda, Padmé, afligida pel lliurament d'Anakin al costat fosc, mor mentre dona a llum dos bessons, Luke i Leia. Obi-Wan, Yoda i el Senador Organa decideixen separar-los per posar-los fora de perill de l'Emperador. Luke és portat per Obi-Wan a Tatooine i queda sota la cura d'Owen Lars, el germanastre d'Anakin, i de Beru Lars, la seva dona; Leia és adoptada pel senador Organa i la seva dona.
La trilogia original (iniciada per Una nova esperança) reprèn els esdeveniments vint anys després de l'establiment de l'Imperi Galàctic, moment en el qual els cavallers jedi han estat exterminats i només un petit grup de rebels es resisteixen al domini imperial. En aquells dies, l'emperador Palpatine ha aconseguit acabar la construcció d'una estació espacial coneguda com l'Estrella de la mort, la qual li hauria de permetre erradicar la rebel·lió. Sota aquesta premissa, Vader segresta la princesa Leia Organa d'Alderaan, que ha robat els plànols de l'Estrella de la mort, aconseguint amagar-los al robot R2-D2. Mentrestant, aquest últim, acompanyat de la seva contrapart C-3PO, escapa al planeta Tatooine, on és comprat per Luke Skywalker. Quan Luke es troba netejant a R2-D2, accidentalment activa el missatge gravat per Leia, on li demana ajuda a Obi-Wan Kenobi. Això commociona a Luke, qui decideix ajudar els robots en la seva missió de trobar al jedi, que ara viu com un vell ermità sota el sobrenom de «Ben Kenobi». Obi-Wan li explica llavors a Luke l'etapa jedi del seu pare, mentint-li en dir que havia estat assassinat per Vader. Després d'això, tots dos contracten al contrabandista Han Solo i al seu copilot, el wookiee Chewbacca, perquè els portin a bord de la nau Falcó Mil·lenari fins a la base dels rebels. Alhora, Obi-Wan comença a mostrar-li a Luke com d'usar la Força, però durant el viatge són atrapats per l'Imperi a l'Estrella de la mort. Rescatada Leia, Obi-Wan se sacrifica davant Vader per tal de permetre que els altres escapin amb els plànols que li hauria de permetre a l'Aliança Rebel destruir l'Estrella de la mort en la batalla de Yavin.
Un cop destruïda l'estació espacial, el superdestructor Executor va ser entregat a Vader, amb suficients naus de combat i suport, soldats d'assalt terrestres i caminants imperials per destruir qualsevol base rebel. Davant això, Luke va a la recerca del mestre jedi Yoda, per demanar-li que l'entreni, però abans de culminar el seu entrenament és enganyat per Vader, qui finalment captura a Han i als altres. Quan Vader li talla la mà dreta a Luke, li revela que ell és el seu pare, intentant fallidament convertir-lo al costat fosc. Luke aconsegueix escapar i reprèn el seu entrenament amb Yoda, qui li diu que per esdevenir un jedi primer ha d'enfrontar-se al seu pare, revelant-li que Leia és la seva germana bessona. Poc després, mentre els rebels ataquen la segona Estrella de la mort, Luke s'enfronta a Darth Vader davant els ulls de l'Emperador. El jove jedi acaba vencent a Vader, i l'Emperador li diu que el mati i que es converteixi en el seu nou aprenent. Luke, però, es nega a ser seduït pel revers tenebrós, i Palpatine el sotmet a una dura tortura. El debilitat Vader, incapaç de veure patir tant el seu fill, decideix sacrificar-se per acabar amb l'Emperador, demostrant d'aquesta manera que si era l'elegit després de tot. Gairebé al mateix temps, en la batalla d'Endor, després que els generadors d'escuts de l'Executor fossin destruïts, un pilot de caça rebel va estavellar el seu caça intencionadament contra el pont de comandament de l'Executor, i la nau, fora de control, es va veure arrossegada contra la incompleta segona Estrella de la Mort, explotant en l'impacte. La segona Estrella és destruïda totalment i restaurant la pau i la llibertat a la galàxia.

#### Cronologia
ABY és un sufix que s'afegeix a una data i que indica que l'esdeveniment és posterior a la Batalla de Yavin, com l'abreviació de l'anglès After the Battle of Yavin. S'usa aquest èpic combat amb victòria final rebel, explicat en la pel·lícula La Guerra de les Galàxies IV: Una Nova Esperança, com a punt de referència de la cronologia galàctica. El seu correlatiu és BBY, per a Before the Battle of Yavin, i serveix per indicar esdeveniments anteriors a aquesta batalla insigne. De fet ABY i BBY forment part del llenguatge de friquis de la Guerra de les Galàxies per indicar amb BBY els episodis originals realitzats per George Lucas abans que aquest va vendre els drets a Disney el 2011.

### Repartiment principal i personatges
| Anakin Skywalker          | Jake Lloyd                        | Hayden Christensen | Hayden Christensen                        |                                     |                                                    | Sebastian Shaw (Hayden Christensen edició en DVD de 2004) |                     |                     | Hayden Christensen (veu)                         |  |  |  |
| Obi-Wan Kenobi            | Ewan McGregor                     | Ewan McGregor      | Ewan McGregor                             | Alec Guinness                       | Alec Guinness                                      | Alec Guinness                                             |                     |                     | Ewan McGregor (veu) Alec Guinness (arxiu de veu) |  |  |  |
| Padmé Amidala             | Natalie Portman                   | Natalie Portman    | Natalie Portman                           |                                     |                                                    |                                                           |                     |                     |                                                  |  |  |  |
| Yoda                      | Warwick Davis Frank Oz (veu)      | Frank Oz (veu)     | Frank Oz (veu)                            |                                     | Frank Oz (veu)                                     | Frank Oz (veu)                                            |                     | Frank Oz (veu)      | Frank Oz (veu)                                   |  |  |  |
| Palpatine / Darth Sidious | Ian McDiarmid                     | Ian McDiarmid      | Ian McDiarmid                             |                                     | Clive Revill Ian McDiarmid (edició en DVD de 2004) | Ian McDiarmid                                             |                     |                     | Ian McDiarmid                                    |  |  |  |
| R2-D2                     | Kenny Baker                       | Kenny Baker        | Kenny Baker                               | Kenny Baker                         | Kenny Baker                                        | Kenny Baker                                               | Kenny Baker         | Jimmy Vee           | Lee Towersey                                     |  |  |  |
| C-3PO                     | Anthony Daniels                   | Anthony Daniels    | Anthony Daniels                           | Anthony Daniels                     | Anthony Daniels                                    | Anthony Daniels                                           | Anthony Daniels     | Anthony Daniels     | Anthony Daniels                                  |  |  |  |
| Qui-Gon Jinn              | Liam Neeson                       |                    |                                           |                                     |                                                    |                                                           |                     |                     | Liam Neeson (veu)                                |  |  |  |
| Mace Windu                | Samuel L. Jackson                 | Samuel L. Jackson  | Samuel L. Jackson                         |                                     |                                                    |                                                           |                     |                     |                                                  |  |  |  |
| Jar Jar Binks             | Ahmed Best (veu)                  | Ahmed Best (veu)   | Ahmed Best (veu)                          |                                     |                                                    |                                                           |                     |                     |                                                  |  |  |  |
| Shmi Skywalker            | Pernilla August                   | Pernilla August    |                                           |                                     |                                                    |                                                           |                     |                     |                                                  |  |  |  |
| Nute Gunray               | Silas Carson                      | Silas Carson       | Silas Carson                              |                                     |                                                    |                                                           |                     |                     |                                                  |  |  |  |
| Darth Maul                | Ray Park Peter Serafinowicz (veu) |                    |                                           |                                     |                                                    |                                                           |                     |                     |                                                  |  |  |  |
| Jabba el Hutt             | Larry Ward (veu)                  |                    |                                           | Larry Ward (veu)                    |                                                    | Larry Ward (veu)                                          |                     |                     |                                                  |  |  |  |
| Sebulba                   | Lewis MacLeod (veu)               |                    |                                           |                                     |                                                    |                                                           |                     |                     |                                                  |  |  |  |
| Watto                     | Andy Secombe (veu)                | Andy Secombe (veu) |                                           |                                     |                                                    |                                                           |                     |                     |                                                  |  |  |  |
| Bail Organa               |                                   | Jimmy Smits        | Jimmy Smits                               |                                     |                                                    |                                                           |                     |                     |                                                  |  |  |  |
| Comte Dooku /Lord Tyranus |                                   | Christopher Lee    | Christopher Lee                           |                                     |                                                    |                                                           |                     |                     |                                                  |  |  |  |
| Jango Fett                |                                   | Temuera Morrison   |                                           |                                     |                                                    |                                                           |                     |                     |                                                  |  |  |  |
| Boba Fett                 |                                   | Daniel Logan       |                                           | Jeremy Bulloch                      | Jeremy Bulloch                                     | Jeremy Bulloch                                            |                     |                     |                                                  |  |  |  |
| General Grievous          |                                   |                    | Matthew Wood (veu)                        |                                     |                                                    |                                                           |                     |                     |                                                  |  |  |  |
| Owen Lars                 |                                   | Joel Edgerton      | Joel Edgerton                             | Phil Brown                          |                                                    |                                                           |                     |                     |                                                  |  |  |  |
| Beru Lars                 |                                   | Bonnie Piesse      | Bonnie Piesse                             | Shelagh Fraser                      |                                                    |                                                           |                     |                     |                                                  |  |  |  |
| Luke Skywalker            |                                   |                    |                                           | Mark Hamill                         | Mark Hamill                                        | Mark Hamill                                               | Mark Hamill         | Mark Hamill         | Mark Hamill                                      |  |  |  |
| Leia Organa               |                                   |                    |                                           | Carrie Fisher                       | Carrie Fisher                                      | Carrie Fisher                                             | Carrie Fisher       | Carrie Fisher       | Carrie Fisher (imatges d'arxiu)                  |  |  |  |
| Han Solo                  |                                   |                    |                                           | Harrison Ford                       | Harrison Ford                                      | Harrison Ford                                             | Harrison Ford       |                     | Harrison Ford                                    |  |  |  |
| Chewbacca                 |                                   |                    | Peter Mayhew                              | Peter Mayhew                        | Peter Mayhew                                       | Peter Mayhew                                              | Peter Mayhew        | Peter Mayhew        | Joonas Suotamo                                   |  |  |  |
| Wedge Antilles            |                                   |                    |                                           | Denis Lawson                        | Denis Lawson                                       | Denis Lawson                                              |                     |                     | Denis Lawson                                     |  |  |  |
| Lando Calrissian          |                                   |                    |                                           |                                     | Billy Dee Williams                                 | Billy Dee Williams                                        |                     |                     | Billy Dee Williams                               |  |  |  |
| Wilhuff Tarkin            |                                   |                    | Wayne Pygram                              | Peter Cushing                       |                                                    |                                                           |                     |                     |                                                  |  |  |  |
| Darth Vader               |                                   |                    | Hayden Christensen James Earl Jones (veu) | David Prowse James Earl Jones (veu) | David Prowse James Earl Jones (veu)                | David Prowse James Earl Jones (veu)                       |                     |                     | James Earl Jones (veu)                           |  |  |  |
| Wicket W. Warrick         |                                   |                    |                                           |                                     |                                                    | Warwick Davis                                             |                     |                     | Warwick Davis                                    |  |  |  |
| Kylo Ren                  |                                   |                    |                                           |                                     |                                                    |                                                           | Adam Driver         | Adam Driver         | Adam Driver                                      |  |  |  |
| Rey                       |                                   |                    |                                           |                                     |                                                    |                                                           | Daisy Ridley        | Daisy Ridley        | Daisy Ridley                                     |  |  |  |
| Finn                      |                                   |                    |                                           |                                     |                                                    |                                                           | John Boyega         | John Boyega         | John Boyega                                      |  |  |  |
| Poe Dameron               |                                   |                    |                                           |                                     |                                                    |                                                           | Oscar Isaac         | Oscar Isaac         | Oscar Isaac                                      |  |  |  |
| Hux                       |                                   |                    |                                           |                                     |                                                    |                                                           | Domhnall Gleeson    | Domhnall Gleeson    | Domhnall Gleeson                                 |  |  |  |
| Maz Kanata                |                                   |                    |                                           |                                     |                                                    |                                                           | Lupita Nyong'o      | Lupita Nyong'o      | Lupita Nyong'o                                   |  |  |  |
| Snoke                     |                                   |                    |                                           |                                     |                                                    |                                                           | Andy Serkis         | Andy Serkis         | Andy Serkis (veu)                                |  |  |  |
| Phasma                    |                                   |                    |                                           |                                     |                                                    |                                                           | Gwendoline Christie | Gwendoline Christie |                                                  |  |  |  |
| Lor San Tekka             |                                   |                    |                                           |                                     |                                                    |                                                           | Max von Sydow       |                     |                                                  |  |  |  |
| Rose Tico                 |                                   |                    |                                           |                                     |                                                    |                                                           |                     | Kelly Marie Tran    | Kelly Marie Tran                                 |  |  |  |
| Amilyn Holdo              |                                   |                    |                                           |                                     |                                                    |                                                           |                     | Laura Dern          |                                                  |  |  |  |
| DJ                        |                                   |                    |                                           |                                     |                                                    |                                                           |                     | Benicio del Toro    |                                                  |  |  |  |

### Informació tècnica

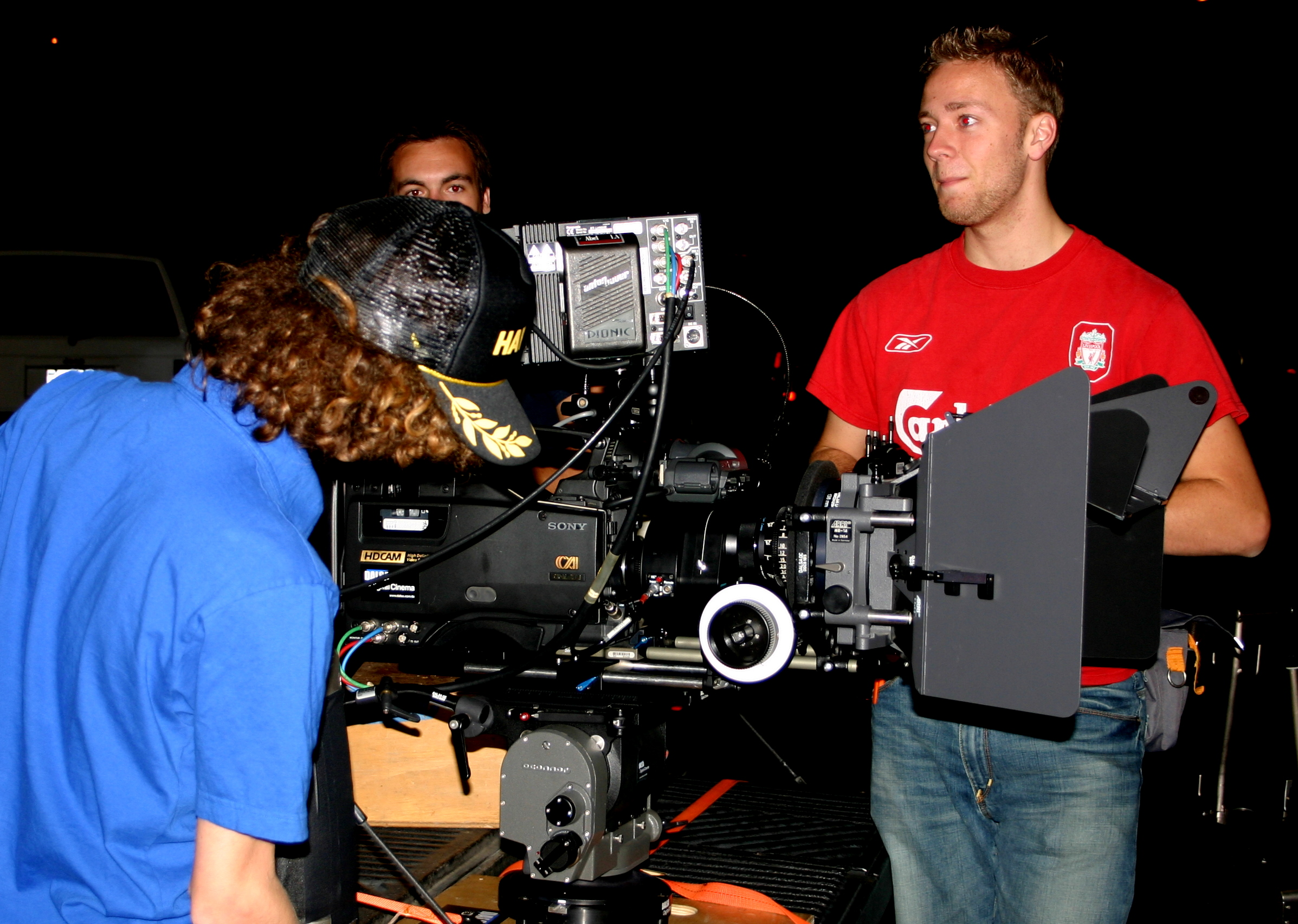
Un equip de rodatge amb una càmera d'alta definició CineAlta, creada per Sony i modificada per Panavision. Dos models d'aquest tipus de càmeres, el HDW-F900 i el HDC-F950, es van usar per filmar els episodis II i III de Star Wars.

Les sis primeres pel·lícules de Star Wars van ser rodades en una relació d'aspecte de 2.39:1. Pels episodis IV i V, es van utilitzar càmeres i lents anamòrfiques de Panavision, mentre que pels episodis VI i I es van usar càmeres Arriflex, el primer amb lents Joe Dunton Camera (JDC) i el segon amb lents Hawk, ambdues també anamòrfiques. D'altra banda, els episodis II i III es van filmar amb càmeres digitals d'alta definició CineAlta, de la companyia Sony.
George Lucas va contractar Benjamin Burtt Jr. perquè dissenyés els efectes sonors de la saga. La seva contribució a Una nova esperança va ser tal que l'Acadèmia de les Arts i les Ciències Cinematogràfiques el va condecorar amb un premi especial a la trajectòria, pel fet que no hi havia cap reconeixement en aquesta època per la feina que havia realitzat. A més, Lucasfilm va desenvolupar l'estàndard de reproducció de so THX per El retorn del Jedi. John Williams es va encarregar de compondre les bandes sonores de les sis pel·lícules. Des d'un principi Lucas va concebre peces musicals majestuoses per Star Wars, amb leitmotiv únics per a cada personatge i concepte important de la trama. El tema musical de Star Wars, compost també per Williams, és considerat des de llavors com un dels més famosos i coneguts en la història de la música contemporània.
La coreografia tècnica dels sabres de llum per a la trilogia original va ser desenvolupada per l'especialista en esgrima de Hollywood Bob Anderson. Aquest va ser qui va entrenar a l'actor Mark Hamill (Luke Skywalker) i va executar totes les escenes de combat amb sabres de llum de Darth Vader a L'Imperi contraataca i El retorn del Jedi. La participació d'Anderson en la trilogia original de Star Wars va ser destacada en el documental Reclaiming The Blade, on comparteix les seves experiències com a coreògraf de lluites i principal responsable del maneig dels sabres de llum en la saga.

### Producció

#### Trilogia original
El 1971, Universal Studios va aprovar la producció de dues pel·lícules (American Graffiti i La guerra de les galàxies) com a part d'un contracte que va fer amb George Lucas. No obstant això, La guerra de les galàxies va ser rebutjada quan es trobava en les seves primeres fases de desenvolupament. El rodatge d'American Graffiti va finalitzar el 1973 i, pocs mesos després, Lucas va escriure un esbós el qual va titular The Journal of the Whills i en el qual es relata l'entrenament de l'aprenent C. J. Thorpe com ordre espacial «Jedi-Bendu» en mans del llegendari Mace Windy. En pensar que aquesta història seria massa difícil de comprendre, va redactar un escrit de tretze pàgines el qual va anomenar «The Star Wars» i que consistia en una espècie de remake de la pel·lícula Kakushi toride no sant Akunin (en català La fortalesa amagada), dirigida per Akira Kurosawa. Per 1974 ja havia ampliat aquest idea a un guió en el qual incorporava elements com els sith, l'estrella de la mort i un jove anomenat Anakin Starkiller com a personatge principal. La segona versió va ser molt simplificada i va introduir al jove heroi, anomenat ara Luke, en una granja, a més, va convertir a Anakin al pare del protagonista i en un savi cavaller jedi, i va incorporar la força com un poder sobrenatural. En la següent versió, Lucas va eliminar el personatge patern i ho va reemplaçar per un substitut anomenat Ben Kenobi. Una quarta versió va ser acabada el 1976, sent la definitiva per començar l'etapa de rodatge. Al principi, el film portava per títol Adventures of Luke Starkiller, as taken from the Journal of the Whills, Saga I: The Star Wars. Durant la producció, Lucas va canviar el cognom de Luke a Skywalker, simplificant així mateix el títol a Star Wars.
Fins a aquest punt, Lucas no tenia al cap realitzar una sèrie de pel·lícules sobre Star Wars. De fet, el guió definitiu va passar per canvis que el van tornar més concloent i substancial alhora, concloent precisament amb l'aniquilació de l'Imperi a partir de la destrucció de l'estrella de la mort, però, poc abans Lucas va determinar que seria el primer lliurament en una sèrie d'aventures, confirmant al mateix temps que Star Wars no hauria de ser la primera a la cronologia, sinó la inaugural d'una segona trilogia en la saga completa. Això s'esmenta de forma explícita en el pròleg de la reedició de la novel·la d'Alan Dean Foster Splinter of the Mind's Eye, reedició de 1994:
| «              | (anglès) It wasn’t long after I began writing Star Wars that I realized the story was more than a single film could hold. As the saga of the Skywalkers and Jedi Knights unfolded, I began to see it as a tale that could take at least nine films to tell—three trilogies—and I realized, in making my way through the back story and after story, that I was really setting out to write the middle story. | (català) No gaire temps després que comencés a escriure Star Wars, vaig concloure que la història donava per més del que una simple pel·lícula podia donar cabuda. Mentre completava la saga dels Skywalker i els cavallers jedi, vaig començar a visualitzar un relat que prendria lloc en, almenys, nou pel·lícules -tres trilogies- i vaig decidir continuar just entre els fets precedents i els successius, partint llavors amb la història intermèdia. | » |
| — George Lucas | | |   |

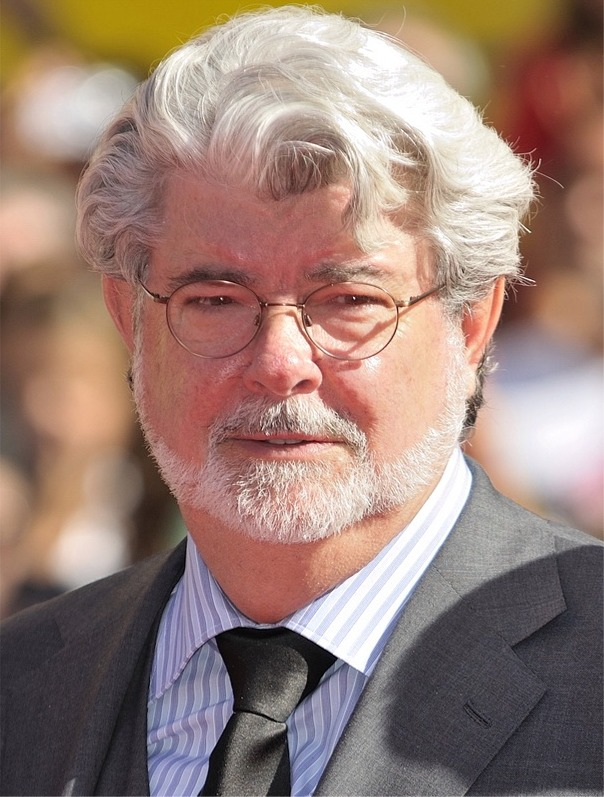
George Lucas, creador de Star Wars.

Cal assenyalar que el segon esborrany contenia l'avançament d'una continuació inèdita: La Princesa d'Ondos. Per quan va concloure la redacció del tercer escrit, mesos després Lucas va negociar un contracte per obtenir els drets corresponents per a la realització de dues seqüeles més. Més o menys en aquest mateix període, es va trobar amb l'escriptor Alan Dean Foster, a qui va contractar per adaptar aquestes seqüeles a manera de novel·les. La intenció de tot això era que si Star Wars resultava reeixida, el director podria adaptar-se a guions. Així mateix, poc després va desenvolupar un esquema general de tota la història de la saga per recolzar durant el procés de redacció de cada seqüela.
Quan La guerra de les galàxies va aconseguir l'èxit tant en les recaptacions com en les crítiques, Lucas va decidir usar el film com a base per a un serial més elaborat, però, en algun moment va optar per rebutjar aquest projecte. Malgrat això, certament la seva idea era instituir un centre independent de filmació (avui en dia, el Ranxo Skywalker). Per això, va veure en la sèrie una manera viable de finançament. D'altra banda, Foster ja havia començat a escriure la primera novel·la continuant la història de La guerra de les galàxies, així que Lucas va optar per adaptar l'obra de Foster en aquest mateix instant; el llibre va ser publicat l'any següent sota el títol Splinter of the Mind's Eye. Al principi, el cineasta no veia una sèrie amb un determinat nombre de films, sinó que la concebia simplement com una franquícia tipus James Bond. En una entrevista a la Rolling Stone l'agost de 1977, va esmentar que la seva intenció era que cadascun dels seus amics dirigís una pel·lícula al mateix temps, per tal d'oferir el seu propi estil a la sèrie. Així mateix, va dir que les escenes on Darth Vader: es converteix al costat fosc, mata el pare de Luke i baralla amb Ben Kenobi en un volcà mentre la República cau sota el domini imperial, eren bones idees per realitzar la seqüela.
Aquell mateix any, Lucas va contractar a l'escriptora de ciència-ficció Leigh Brackett perquè s'encarregués de redactar amb ell Star Wars II. A la fi de novembre de 1977, ambdós van oferir conferències de premsa per mostrar els avenços en la història, Lucas havia produït per llavors un esbós escrit a mà i anomenat L'Imperi contraataca. En realitat, aquest era molt semblant a l'última pel·lícula de la trilogia original (El retorn del jedi), excepte que, en aquest, Darth Vader mai revela que és el pare de Luke. En el primer escrit creat per Brackett, el pare de Luke apareix com un esperit que orienta el seu fill.
Brackett va acabar el seu primer esborrany a principi de 1978; Lucas va dir després que se sentia decebut amb l'escrit, tot i que no va poder discutir-ho amb la guionista, ja que va morir poc després per càncer. Sense un altre escriptor disponible en aquells moments, el cineasta va haver d'escriure el següent esborrany per compte propi. De fet, va ser en aquest on va utilitzar per primera vegada el terme «Episodi» per enumerar cadascuna de les seves cintes, així, en aquells dies, va designar L'Imperi contraataca com Episodi II. Al respecte, Michael Kaminski, a The Secret History of Star Wars, esmentà que la desil·lusió entorn del guió de Brackett va poder haver estat la causa que Lucas prengués un rumb diferent pel que fa a la historia. Així, va fer ús d'un nou gir argumental: Darth Vader revela que és el pare de Luke. Segons el mateix George Lucas, haver escrit aquest esborrany va ser una experiència agradable, en comparació a l'any passat, que va ser problemàtic pel que fa a la redacció de la primera part. Poc després, va redactar un parell d'escrits addicionals, ambdós acabats per a abril de 1978. Així mateix, va donar un toc més fosc a la història, en incorporar l'escena on Han Solo queda empresonat en carbonita, deixant la seva vida a la sort.
El nou rumb pres en el relat a partir de la designació de Darth Vader com el pare de Luke va tenir efectes dràstics en Star Wars. Segons Kaminski, en el seu llibre explica que la connexió familiar entre el dolent i l'heroi difícilment va poder haver discutit amb serietat, o fins i tot ser concebuda, abans de 1978, així que la primera pel·lícula clarament descriu esdeveniments alternatius en què Vader està lluny de ser el pare de Luke. Després d'escriure el segon i el tercer esbós de L'Imperi contraataca, en els quals es va incorporar aquest esdeveniment, Lucas va proposar noves modificacions a la història: «Anakin havia estat en un passat el brillant aprenent de Ben Kenobi, al seu torn, el primer va tenir un fill anomenat Luke, però poc abans hauria de ser cridat al costat fosc per l'emperador Palpatine (qui passa a ser un sith i no un polític ordinari). Llavors, Anakin s'enfronta al seu mestre en un volcà i resulta ferit, per després ser ressuscitat com Darth Vader. Mentrestant, Ben Kenobi oculta a Luke a Tatooine, moment per al qual la República es converteix en l'Imperi i Vader comença la cacera dels cavallers jedi».
Amb aquesta nova orientació, Lucas va decidir que la sèrie passaria a ser una segona trilogia, canviant en el següent esborrany de L'Imperi contraataca l'Episodi II a Episodi V. Lawrence Kasdan, que acabava d'acabar el guió de A la recerca de l'arca perduda, va ser contractat per escriure els següents esbossos, obtenint fins i tot més detalls de la història a partir del director Irvin Kershner. Kasdan, Kershner i el productor Gary Kurtz van concebre aquesta part en particular com més seriosa i adulta, sent ajudada en gran part per la nova història més fosca que, pràcticament, redefinia els orígens amb què havia sorgit la primera pel·lícula.
En el moment que va començar a escriure l'Episodi VI el 1981 (en aquells dies, conegut com La venjança del jedi), moltes coses havien canviat. La producció d'Empire Strikes Back es va tornar estressant i costosa, passant Lucas per moments molt delicats en la seva vida personal. Desanimat per aquesta situació, va decidir que no faria més pel·lícules de Star Wars, esmentant fins i tot públicament que la sèrie havia acabat en una entrevista oferta a la revista Time el maig de 1983. Els primers guions de Lucas per aquest nou capítol, que es remunten a 1981, mostren un Darth Vader competint amb l'emperador per la possessió de Luke. En el segon guió, consistent en una versió millorada de l'original, Vader es converteix en un personatge simpàtic. Kasdan va ser contractat novament per encarregar-se del llibret final, sent el responsable que el vilà principal es redimeixi i quedi desemmascarat en les últimes escenes. Addicionalment, aquest canvi en el personatge hauria de proporcionar un precedent per a la història tràgica de Darth Vader, la qual es convertiria en l'eix argumental de les preqüeles de Star Wars, produïdes dècades després.

#### Trilogia preqüela
Després de perdre gran part de la seva fortuna en un acord de divorci el 1987, Lucas no tenia intencions de continuar amb Star Wars, motiu pel qual va anunciar de forma no oficial la cancel·lació de les temptatives seqüeles quan es va estrenar El retorn del jedi. No obstant això, la idea de les preqüeles, que ja estava en una fase avançada de desenvolupament, continuaven interessant-li. Quan Star Wars es va tornar novament popular amb la publicació de la línia de còmics homònims de Dark House i la trilogia de novel·les de Timothy Zahn, comunament referida com Heir to Empire o Trilogia Thrawn, Lucas es va adonar que encara hi havia una considerable audiència atenta a la franquícia de les pel·lícules. Així mateix, i davant l'arribada massiva de la tecnologia CGI, va decidir finalment tornar a la direcció de Star Wars. D'aquesta manera, el 1993 es va anunciar en publicacions com Variety que ell mateix s'encarregaria de realitzar les preqüeles.
El procés de redacció de la història ara es va enfocar en un to generalment tràgic on s'examina la transformació d'Anakin Skywalker en un ésser cruel i despietat. Un aspecte important en tot això va ser la concepció de com les preqüeles es podien adaptar adequadament a les històries de les pel·lícules originals. Al principi, Lucas va suposar que simplement aniria afegint detalls a l'argument, els quals podrien ser paral·lels o tangencials als originals. No obstant això, poc després va considerar que havia de començar amb una llarga història que començaria amb la infància d'Anakin, concloent amb la seva tràgica mort. De fet, aquest va ser el pas definitiu per, finalment, convertir Star Wars en una sèrie, més enllà d'una sola trilogia.
El 1994, Lucas va començar a escriure el primer guió titulat Episode I: The Beginning. Després del debut als cinemes d'aquesta pel·lícula, va anunciar que consideraria si seria el responsable de dirigir també la segona part, en la qual ja havia començat a treballar. L'esborrany original de l'Episodi II va estar acabat tan sols setmanes abans que comencés el rodatge de L'atac dels clons. Per revisar l'escrit, Lucas va contractar a Jonathan Halis, qui prèviament havia col·laborat amb ell en la sèrie de televisió The Young Indiana Jones Chronicles. Com per llavors encara no havia pensat en el subtítol oficial de la pel·lícula, a manera de broma Lucas el va anomenar «La gran aventura de Jar Jar». Cal assenyalar que el concepte L'atac dels clons va sorgir quan Lucas es trobava escrivint el guió de L'Imperi contraataca. En un inici, el personatge de Lando Calrissian era un clon que provenia d'un planeta habitat només per clons, la qual cosa va originar la «guerra dels clons» esmentada breument per Obi-Wan a Una nova esperança; a partir d'això, Lucas va desenvolupar una estructura alternativa al voltant d'un exèrcit de milícia clon provinent d'un planeta distant, el qual va atacar la República però va ser reeixidament vençut pels cavallers jedi. Així, els elements bàsics de la trama original es van convertir en l'eix de l'Episodi II, amb la nova addició que tot l'esdeveniment relatat havia estat enterament manipulat pel mateix Palpatine.
Lucas va començar a treballar en l'Episodi III fins i tot abans que s'estrenés L'atac dels clons. En el procés, va esmentar als guionistes auxiliars que el film obriria amb un muntatge de set batalles esdevingudes en les guerres clons. Malgrat d'això, mentre realitzava una revisió al llibret, va realitzar diversos canvis en l'estructura de la història. Kaminski, a The Secret History of Star Wars, ofereix evidències que els problemes al voltant de la caiguda d'Anakin al costat fosc van fer que Lucas realitzés modificacions massives a l'argument, primerament editant l'escena inicial per tal que Palpatine aparegués com segrestat, i Dooku sent assassinat per Anakin en la següent escena. Després de concloure la filmació el 2003, Lucas va realitzar encara més canvis de forma massiva al personatge d'Anakin, reescrivint el segment de la seva conversió al costat fosc, abans l'heroi intentaria infructuosament salvar Padme de la mort, en no poder aconseguir-ho, frustrat decideix convertir-se per intentar salvar-la amb els poders d'un Sith. Anteriorment, Anakin es tornava al costat fosc simplement davant la suposició que els jedi s'estaven tornant dolents i, per tant, volien apoderar-se de la República. Aquesta modificació es va fer just en el procés d'edició del material enregistrat, així com en l'etapa de filmació de noves escenes addicionals el 2004.
En declaracions recents, Lucas ha exagerat pel que fa a la quantitat de material que va escriure en un inici sobre Star Wars, com s'ha esmentat anteriorment, gran part dels escrits van sorgir a partir de 1978, just quan la sèrie començava a tornar-se cada vegada més popular. Kaminski va explicar que aquestes exageracions consistien realment en una mesura tant publicitària com de seguretat; segons ell, des que la història de Star Wars va canviar radicalment amb el pas dels anys, sempre va ser la intenció del seu creador que la història original canviés de forma retroactiva, ja que el públic només hauria de mirar el material des de la perspectiva d'ell.

#### Tercera trilogia
Després de l'èxit d'Una nova esperança, va augmentar al mateix temps la pressió sobre Lucas pel que fa a la producció d'una seqüela immediata. El 1978, un article publicat per la revista Time va revelar que la recentment creada Star Wars Corp s'encarregaria de produir Star Wars II, «i a més, comptant a les anteriors, deu continuacions temptatives». Quan es va estrenar L'Imperi contraataca, Nicholas Wapshott va detallar que «almenys, sis pel·lícules més estaven sent planejades». En aquells dies, aquest va notar que les històries eren diferents dels serials típics de Hollywood, ja que tindrien relats individuals més enllà de seguir un mateix arc argumental: «Star Wars podria ser el primer serial de cintes format per històries consecutives». El 1983, un altre article de Time va confirmar la saga de nou pel·lícules, igual que altres publicacions com The Times (en una ressenya de El retorn del Jedi), The Washington Post sent el mateix tema referit a la fi del segle XX i començaments del segle xxi.

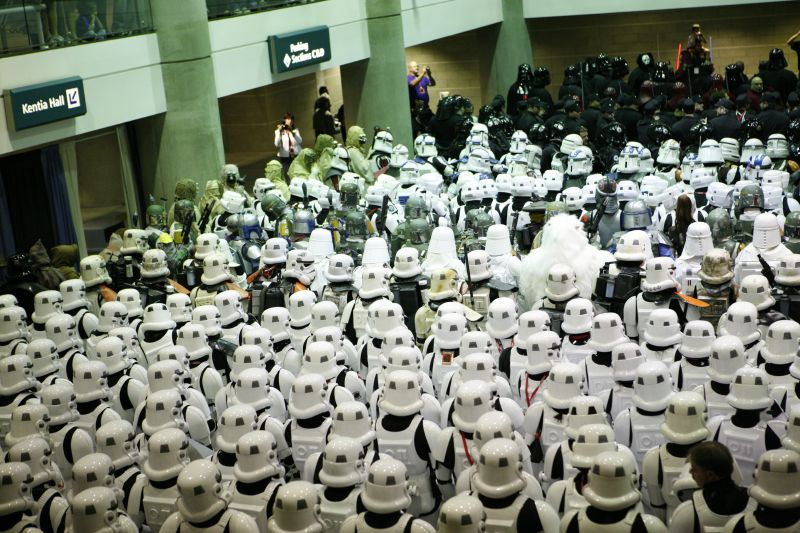
D'acord amb Lucas: «La història [de Star Wars] acaba quan Luke salva la galàxia i aconsegueix redimir al seu pare». Així, el també productor descartava fer alguna pel·lícula futura que reprengui la trama de les dues trilogies. A la imatge, un grup de persones disfressades de soldats clon a la IV Celebració de Star Wars (2007) a Los Angeles.

En el llibre Icons: Intimate Portraits (1989), escrit per Denise Worrell, s'esmenta que Lucas tenia per llavors una noció vaga del que passaria en les tres pel·lícules de la trilogia fallida. Aquí mateix, se cita la declaració del cineasta al respecte: «Si la primera trilogia aborda temes socials i polítics, tractant sobre com una societat evoluciona, Star Wars és més sobre el creixement personal i l'autorealització, mentre que la tercera trilogia lidiaria més amb problemes de tipus moral i filosòfic. Les continuacions tracten sobre la comunitat jedi, la justícia, la confrontació i sobre posar en pràctica el que has après».
En una entrevista amb TheForce.net, el productor Gary Kurtz va descriure una línia argumental per a una sèrie de fins a nou pel·lícules, en aquell llavors, va declarar que el pla original era que a El retorn del Jedi, Han Solo mor, mentre que Leia es converteix en la reina del seu poble. Fins i tot Leia no era la germana de Luke. Kurtz va afegir que, sota aquest concepte, l'Episodi VII se centrava en la vida de Luke com un jedi, mentre que l'Episodi VIII estaria marcat primordialment per l'aparició de la germana de Luke (un altre personatge que no era Leia), perquè així l'Episodi IX tingués com a antagonista principal l'emperador. En una entrevista posterior oferta a Film Threat, Kurtz va dir que la idea d'una tercera trilogia de Star Wars «era molt vaga. Tractava sobre el viatge de Luke per esdevenir una mena de cavaller jedi sota l'entrenament d'Obi-Wan Kenobi, així com el seu enfrontament final amb l'emperador. D'això es tractava en si tota la trama».
Així i tot, la idea de produir una tercera trilogia va ser rebutjada temps després. La motivació de Lucasfilm és que «les sis pel·lícules de Star Wars comprimeixen la història completa que Lucas volia relatar», més enllà, que s'hagi esmentat el contrari en la premsa i les publicacions oficials amb el temps. En una entrevista de 1997, i publicada en un exemplar de Star Wars Insider, Lucas va declarar:
| «              | (anglès) The whole story has six episodes.... If I ever went beyond that, it would be something that was made up. I really don't have any notion other than, 'Gee, it would be interesting to do Luke Skywalker later on.' It wouldn't be part of the main story, but a sequel to this thing." He further stated, "When you see it in six parts, you'll understand. It really ends at part six | (català) La història completa té sis episodis […] Si alguna vegada vaig més enllà, llavors seria una cosa irreal. De veritat, no tinc cap noció més enllà de 'Sí, seria interessant continuar amb Luke Skywalker. En aquest cas, no seria part de la història principal, sinó una seqüela d'aquesta. | » |
| — George Lucas | | |   |

Dos anys després, en una entrevista amb la revista Vanity Fair, Lucas va negar haver tingut plans de fer nou pel·lícules de Star Wars. Sobre això, va esmentar: «Quan la vegin en sis parts, la comprendran […] Certament, finalitza en el capítol sis». En ser qüestionat sobre la possibilitat que algú més s'ocupés en un futur d'estendre la sèrie, Lucas va dir: «Probablement no. És la meva creació».
El març de 2007, el director va afegir que la idea d'una trilogia de seqüeles era «interessant», però semblava «res realista» en aquesta època. Temps després, el maig de 2008, mentre oferia detalls sobre Star Wars: The Clone Wars, va mantenir la seva posició sobre la trilogia esmentada, dient que ja no hi havia més què explicar, anunciant llavors que no es produirà cap seqüela futura. En les seves mateixes paraules:
| « | (anglès) I get asked all the time, ‘What happens after Return of the Jedi?,’ and there really is no answer for that. The movies were the story of Anakin Skywalker and Luke Skywalker, and when Luke saves the galaxy and redeems his father, that’s where that story ends. | » |

El 30 d'octubre de 2012 The Walt Disney Company va adquirir Lucasfilm i va anunciar la producció d'una tercera trilogia que començaria el 2015 amb l'Episodi VII de la saga. Dies després, l'empresa Lucasfilm va anunciar de forma oficial la contractació de Michael Arndt com a guionista per a la setena entrega de la franquícia. El 1983, un altre article de Time va confirmar la saga de nou pel·lícules. Posteriorment, el 24 de gener de 2013 va confirmar com a director de la primera pel·lícula de la trilogia a J. J. Abrams. Kasdan, juntament amb Simon Kinberg, van estar a càrrec també dels llibrets dels Episodis VIII i IX, així com d'una sèrie de pel·lícules addicionals derivades de les tres trilogies de La guerra de les galàxies. Al març de 2015 Lucasfilm va anunciar que Rian Johnson dirigiria l'Episodi VIII, mentre que la direcció de l'Episodi IX va anar a càrrec novament de J. J. Abrams.

#### Antologia
Al febrer de 2013, Iger va donar a conèixer el desenvolupament d'un parell de pel·lícules derivades del cànon principal i que haurien de portar el subtítol «Una història de Star Wars» per a diferenciar-les de les trilogies cinematogràfiques. La primera d'elles, Rogue One, va sorgir el 2006 a partir d'una idea concebuda per John Knoll, supervisor d'efectes visuals de les preqüeles, per a la sèrie Star Wars: Underworld que mai va arribar a concretar-se. La seva direcció i guió van recaure en Gareth Edwards i Chris Weitz, respectivament. El títol al·ludeix al Rogue Squadron d'Una nova esperança a més de ser la primera cinta de Star Wars que no forma part de la saga principal. De la mateixa manera descriu la personalitat de la seva coprotagonista Jyn Erso. El film es va estrenar el desembre de 2016 i va comptar amb un repartiment conformat per Felicity Jones, Diego Luna, Ben Mendelsohn, Donnie Yen, Mads Mikkelsen, Alan Tudyk, Riz Ahmed, Jiang Wen i Forest Whitaker. Es centra en la gesta dels rebels per obtenir els plànols de l'Estrella de la Mort abans de els successos de l'episodi IV.
La segona producció de l'antologia, Solo, va arribar als cinemes el maig de 2018 i segueix les aventures del personatge homònim durant la seva joventut al costat de Chewbacca i Lando. Cal esmentar que el seu desenvolupament es remunta a la producció de La venjança dels Sith, ja que es va pretendre incloure en aquesta pel·lícula una versió infantil d'Han Solo que hauria de participar en la batalla de Kashyyyk. Anys després, Lucas va voler fer alguna cosa similar a la sèrie Star Wars: Underworld, per mostrar la primera trobada del contrabandista amb Chewbacca i la forma en què es va apropiar del Falcó Mil·lenari de mans de Lando. Després de l'adquisició de Lucasfilm per Disney el 2012, Jon Athan Kasdan es va fer càrrec de redactar el guió iniciat prèviament per Lawrence Kasdan, a petició del propi Lucas. El repartiment va estar conformat per Alden Ehrenreich, Woody Harrelson, Emilia Clarke, Donald Glover, Thandiwe Newton, Phoebe Waller-Bridge, Joonas Suotamo i Paul Bettany, mentre que Ron Howard es va ocupar de la direcció.

#### Futur
| Pel·lícula                                  | Data d'estrena als Estats Units | Dirigit per           | Guió de                       | Història de                   | Produït per                                 | Estat              | Refs.           |
| ------------------------------------------- | ------------------------------- | --------------------- | ----------------------------- | ----------------------------- | ------------------------------------------- | ------------------ | --------------- |
| The Mandalorian & Grogu                     | 22 de maig de 2026              | Jon Favreau           | Jon Favreau i Dave Filoni     | Jon Favreau i Dave Filoni     | Jon Favreau, Kathleen Kennedy i Dave Filoni | Preproducció       | [ 131 ] [ 132 ] |
| Pel·lícula de New Jedi Order sense títol    | TBA                             | Sharmeen Obaid-Chinoy | Steven Knight                 | Steven Knight                 | Kathleen Kennedy                            | Preproducció       | [ 133 ]         |
| Pel·lícula de Dawn of the Jedi sense títol  | TBA                             | James Mangold         | James Mangold i Beau Willimon | James Mangold i Beau Willimon | Kathleen Kennedy                            | En desenvelupament | [ 133 ]         |
| Pel·lícula de la Nova República sense títol | TBA                             | Dave Filoni           | Dave Filoni                   | Dave Filoni                   | Kathleen Kennedy i Jon Favreau              | En desenvelupament | [ 133 ]         |

L'abril de 2023, es van anunciar tres noves pel·lícules de Star Wars que estarien ambientades dins de diferents èpoques de la franquícia. Una pel·lícula sense títol escrita i dirigida per James Mangold s'ambientarà durant l'"alba de "dawn of the Jedi". Dave Filoni dirigirà una pel·lícula ambientada entre les trilogies original i la seqüela durant l'era de la Nova República, servint com a clímax de diverses sèries de televisió d'imatge real que van començar amb The Mandalorian el 2019. Sharmeen Obaid-Chinoy dirigirà una tercera pel·lícula sobre una nova ordre Jedi, ambientada quinze anys després de la trilogia seqüela.
El gener de 2024, es va anunciar que Jon Favreau dirigiria una nova pel·lícula de la saga, titulada The Mandalorian & Grogu. Al febrer del mateix any, Bob Iger va anunciar que la pel·lícula seria el primer llançament de la següent llista de pel·lícules de La guerra de les galàxies. The Mandalorian & Grogu està previst per estrenar-se el 22 de maig de 2026.

#### Altres projectes potentials
Lucasfilm té diverses pel·lícules de Star Wars en diverses etapes de desenvolupament, com ara:
- Trilogia de Rian Johnson sense títol: el novembre de 2017, es va anunciar que estarà en desenvolupament una trilogia de pel·lícules escrites per Rian Johnson, l'escriptor/director d'Els últims Jedi.[139][140] L'abril de 2023, Kennedy va declarar que la trilogia de pel·lícules encara està en desenvolupament obert a l'estudi, amb l'escriptor/director treballant en la història, tot i que actualment no és una prioritat.[141]
- Trilogia sense títol de David Benioff i D. B. Weiss: el febrer de 2018, es va anunciar que David Benioff i D. B. Weiss serien escriptors i productors d'una trilogia de noves pel·lícules de La guerra de les galàxies.[142] La trama tindria lloc cronològicament abans de la trilogia de la precuela, i se centraria en l'origen dels Jedi.[143] Al maig de 2019, el duet també estava previst que fossin codirectors de la primera entrega de les seves tres pel·lícules.[144] A l'octubre del mateix any, però, el duet de cineastes va abandonar el desenvolupament dels projectes a causa de conflictes de programació amb els projectes que estan desenvolupant per a Netflix. Kennedy va declarar que l'estudi està obert a treballar amb el duet i desenvolupar les seves pel·lícules una vegada que la seva agenda ho permeti.[145] El gener de 2024, el duet de cineastes va anunciar que el títol provisional era The First Jedi (El primer Jedi). La parella va posar en dubte el retorn a la seva trilogia prevista, comentant la seva aparent influència en la pel·lícula de James Mangold, de premissa semblant, Dawn of the Jedi.[146]
- Pel·lícula de Taika Waititi sense títol: el maig de 2020, Taika Waititi va signar el projecte que es va declarar que era la primera prioritat per a l'estudi, amb Waititi fent de director a partir d'un guió que està coescrivint amb Krysty Wilson-Cairns.[147] El maig de 2022, la pel·lícula va ser nomenada com la següent pel·lícula de La guerra de les galàxies a començar la producció abans que Rogue Squadron, amb Kennedy afirmant que l'estudi estava mirant provisionalment cap a finals de 2023 per estrenar, però encara no s'havia establert oficialment una data d'estrena.[148][149] A l'abril de 2023, va declarar que el projecte encara es trobava en desenvolupament, i Waititi continuava treballant en el guió.[150][141]
- Rogue Squadron: Una pel·lícula d'antologia, després dels esdeveniments de Rogue One, serà dirigida per Patty Jenkins amb un guió escrit per Matthew Robinson.[151] L'abril de 2023, Kennedy va declarar que el guió encara estava en desenvolupament, i l'estudi considerava canviar el projecte a una sèrie de televisió.[152] El març de 2024, Jenkins va anunciar que havia tornat a començar a treballar en el guió, confirmant el desenvolupament del projecte.[153]
- Pel·lícula de J.D. Dillard sense títol: al febrer de 2020, es va anunciar que es desenvoluparia una pel·lícula del director J. D. Dillard i l'escriptor Matt Owens;[44] però el novembre de 2022 Dillard va anunciar que ja no dirigiria aquesta pel·lícula.[154]
- Star Wars: A Droid Story: el desembre de 2020, es va anunciar que estava en desenvolupament una pel·lícula d'animació centrada en les aventures d'R2-D2 i C-3PO; la història introduiria un nou personatge heroic a la franquícia, juntament amb el retorn dels dos droides. El projecte serà una producció conjunta entre Lucasfilm Animation i Industrial Light & Magic. La pel·lícula s'està desenvolupant per estrenar-se a través de streaming, exclusivament a través de Disney+.[155][156][157]
- Pel·lícula sense títol de Shawn Levy: el novembre de 2022, Shawn Levy va entrar en converses per dirigir una pel·lícula de La guerra de les galàxies, després del seu treball a Deadpool & Wolverine (2024) i la cinquena i última temporada de Stranger Things.[158]
- Lando: el desembre de 2020, es va anunciar que estava en desenvolupament una sèrie derivada Solo: A Star Wars Story. La sèrie limitada que s'estava desenvolupant exclusivament per a Disney+ es va revelar que estava centrada al voltant de Landonis "Lando" Calrissian III, titulada Lando. En aquell moment es va confirmar que Donald Glover repetiria el paper principal, mentre que Justin Simien va ser nomenat com a creador i showrunner de la sèrie. Tanmateix, el juliol de 2020, Donald i Stephen Glover van ser contractats per substituir Simien, escriure i desenvolupar l'espectacle.[159] El setembre de 2023, la sèrie es va readaptar per ser estrenada com a pel·lícula de cinema.[160]

#### Influències
George Lucas va admetre haver-se inspirat en diversos dels seus gèneres literaris i cinematogràfics preferits, com ara el western, així com en els serials de cinema (notablement Flash Gordon) i les pel·lícules Kakushi toride no san akunin i Shichinin no Samurai, d'Akira Kurosawa:

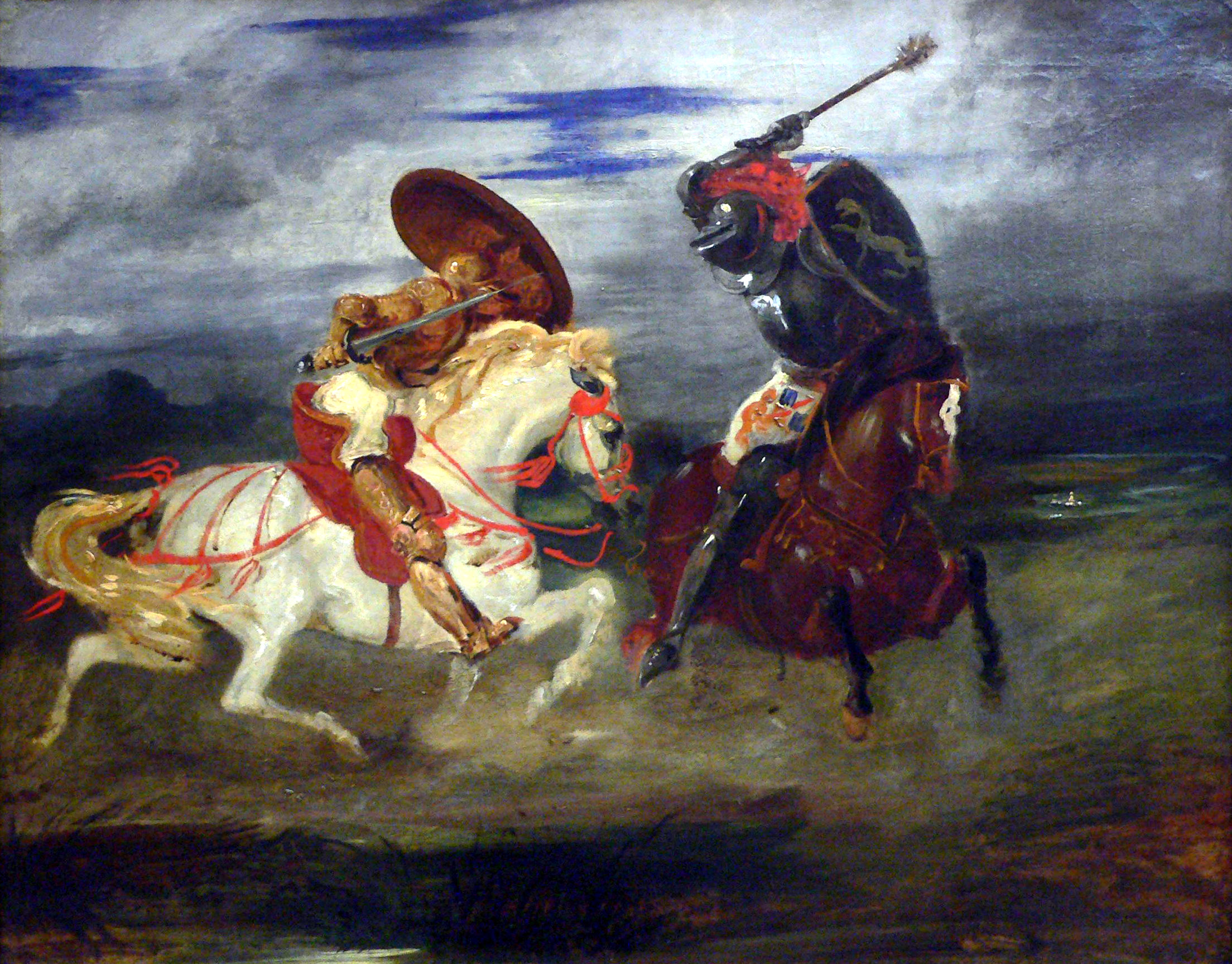
Conceptes com la cavalleria medieval i la societat feudal van servir d'inspiració per crear a diversos personatges i conceptes de Star Wars.

- El cineasta ha afirmat que les temàtiques de la cavalleria medieval i els cavallers, així com la figura del paladí i altres membres de la societat feudal inspiraren a diversos personatges i conceptes en la primera pel·lícula. Així mateix, l'obra The Hero with a Thousand Faces (L'heroi de les mil cares), de l'escriptor Joseph Campbell, va influir bastant en Lucas.[161][162]
- Una nova esperança està inspirada majoritàriament en els films de Kurosawa. La similitud més evident és la dels pagesos i els robots C-3PO i R2-D2, ja que la pel·lícula és vista des de la perspectiva d'aquests personatges. Altres fonts fílmiques d'inspiració van ser Centaures del desert i Lawrence d'Aràbia.[161]
- L'escena de la batalla final a Una nova esperança es basa en els combats aeris de la Segona Guerra Mundial, els quals poden apreciar-se en les pel·lícules de guerra dels anys 1950 i 1960.[161]
- El personatge de Jabba l'Hutt estava basat originalment en l'aspecte físic de Sydney Greenstreet, tal com apareix aquest a Casablanca.[163]
- En La venjança dels Sith, l'escena de la batalla ambientada a Kashyyyk és un tribut a les escenes inicials de Saving Private Ryan i Touch of Evil.[164]
- Les grans batalles entre els vaixells i les maniobres de flanqueig evoquen pel·lícules del gènere de la pirateria.[165]
- L'escena d'Anakin Skywalker acceptant ser l'aprenent de Palpatine per salvar la persona que més estima és una metàfora de Faust.[165]
- Sent un apassionat del cinema èpic i històric, Lucas va realitzar l'escena dels podracers inspirant-se en el famós segment de quadrigues de Ben Hur.[161]
- Per a l'escena del trasllat en falanges de les tropes robòtiques de la Federació de comerç es van inspirar en Espàrtac.[161]
- Per al segment final d'Una nova esperança, on el protagonista és recompensat amb una medalla al valor, es van inspirar en Els tres mosqueters.[161]

### Música
Les pel·lícules de Star Wars contenen un conjunt de temes musicals profunds, leitmotiv orquestrats i un toc de qualitat consistent que difícilment es poden trobar-se en conjunt a altres sèries cinematogràfiques en tota la història de Hollywood. De fet, les diferents bandes sonores de cada film de la saga constitueixen una eina d'estudi pel que fa al desenvolupament i les aplicacions temàtiques en contenir més motius individuals que qualsevol altra franquícia, amb l'excepció del soundtrack d'El Senyor dels Anells, de Howard Shore, el qual es considera que està fins i tot per sobre de les lletres escrites per Williams, si es prenen en consideració l'estructura i manipulació de cada tema.
Per recomanació del seu amic Steven Spielberg, George Lucas va contractar al compositor John Williams, qui prèviament havia treballat amb el primer realitzant la banda sonora de Jaws, treball que li va valer un premi Oscar com a compositor. Lucas sentia que la pel·lícula havia de descriure, d'una banda, mons inèdits en el pla visual, però de l'altre, havia de brindar a l'audiència una connexió emocional amb la història. Així, el març de 1977, Williams va començar a dirigir l'Orquestra Simfònica de Londres per gravar la música de Star Wars, en un període de vint dies en total. D'aquesta manera, la banda sonora es va gravar al llarg de vuit sessions en els estudis Anvil, ubicats a Denham, Anglaterra, el març de 1977. L'orquestració va recaure en Herbert W. Spencer, freqüent soci de Williams, qui també s'encarregaria de la mateixa funció en els següents dos films de Star Wars. Posteriorment, el 2005, l'American Film Institute va reconèixer la banda sonora de l'Episode IV com la música cinematogràfica més memorable de tots els temps. Així mateix, Williams va obtenir tres premis Grammy el febrer de 1978, més el seu tercer premi Oscar en la seva trajectòria com a compositor tan sols un mes després, el 3 d'abril, ambdós per la creació del material musical de la pel·lícula. Cal assenyalar que el tema principal va ser inspirat en la composició de Kings Row (1942), creada per Erich Wolfgang Korngold, mentre que la pista Dune Sea of Tatooine va ser traçada a partir de l'obra musical d'Alessandro Cicognini per Ladri di biciclette (1948). Per Filmtracks, «Cap composició orquestral ha tingut més influència en la història del cinema i en els seus elements musicals que l'original de Star Wars». Per L'Imperi contraataca, Williams va ser novament convocat per gravar la banda sonora, fet pel qual aquest va recórrer una vegada més a l'Orquestra Simfònica de Londres. D'aquesta manera, el soundtrack va aconseguir completar-se després d'un total de 18 sessions de gravació als mateixos estudis Anvil, un procés que va durar únicament tres dies de desembre de 1979, unit a sis dies més el gener de 1980. Finalment, igual que en les seves predecessores, Williams va recórrer a la Simfònica de Londres per gravar el material musical d'El retorn del jedi, el qual es va gravar als estudis Abbey Road, llançat originalment per la companyia discogràfica RSO Records. Cal assenyalar que, el 2004, l'empresa Sony Classical va comprar els drets de distribució de les bandes sonores de la trilogia original de Star Wars -això es va deure, principalment, al fet que la mateixa ja comptava per llavors amb els drets de comercialització de la música relativa a la trilogia de preqüeles. D'acord amb el lloc web Filmtracks: «Williams va mantenir un nivell de qualitat excel·lent per El retorn del jedi que molts considerarien fins i tot millor que les bandes sonores de qualsevol de les preqüeles que el segueixen. Un detall interessant sobre aquesta pel·lícula és que la qualitat del so pateix sempre d'un paisatge sonor que va aconseguir desafiar els avenços tecnològics de la seva època».

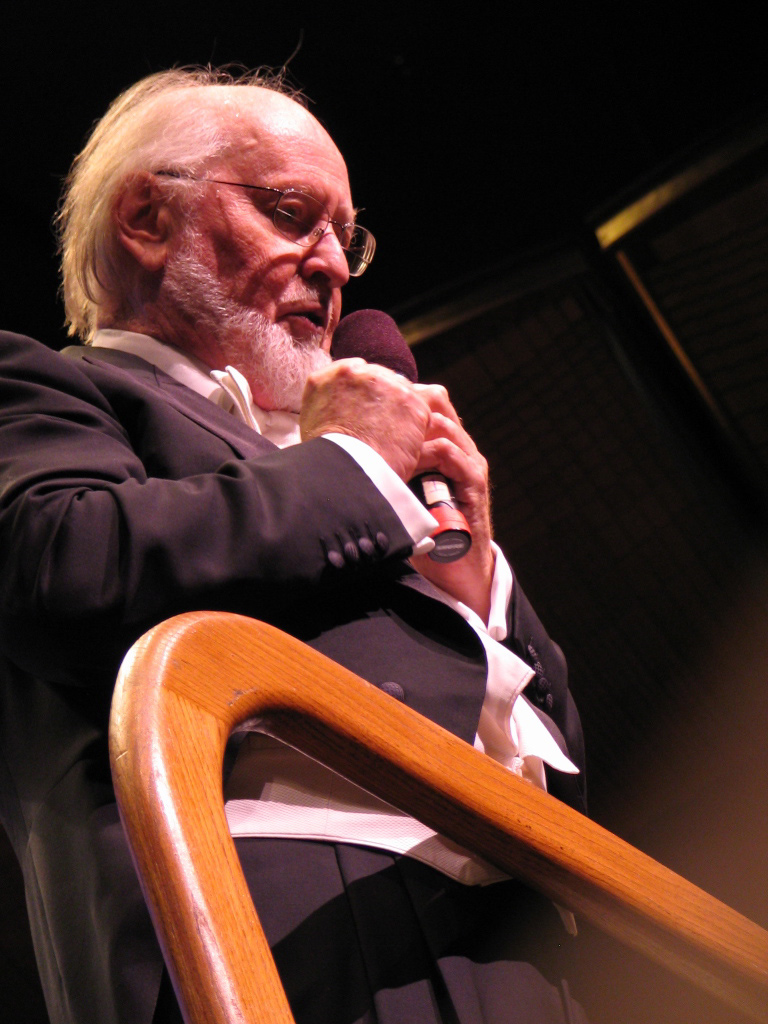
John Williams va ser el compositor de les 9 pel·lícules amb números als títols de La guerra de les galàxies.

Cal assenyalar que la segona trilogia va aconseguir definir un nou estil de redacció de les lletres, que va passar a ser extraordinàriament complex per Williams. Els soundtracks de les dues pel·lícules amprarien diversos elements prestats de les composicions incorporades en el conjunt de The Phantom Menace. D'acord amb Amazon.com, Episode I «la pel·lícula més anticipada dels anys 1990, torna als orígens de Star Wars […] La sorpresa més ambiciosa del compositor és la benvinguda addicció d'elements corals forts, els quals usa tant de forma majestuosa com amenaçadora». Sent considerada com una de les bandes sonores amb major expectativa en la història de Hollywood, va ser llançada al mercat fins i tot dues setmanes abans que s'estrenés la pel·lícula, ocasionant una forta demanda en Internet, que va acabar amb les descàrregues il·lícites d'alguns fragments de l'àlbum. Per Filmtracks, «un dels pocs defectes en aquesta col·lecció és que la seva música per a la invasió de l'exèrcit androide, així com algunes de les peces de corda més baixes, s'assembla bastant a la d'Indiana Jones i l'última croada».
D'altra banda, la banda sonora de L'atac dels clons «continuà amb les altes expectatives imposades per les seves predecessores, aconseguint amb èxit incorporar alguns nous temes musicals al mateix temps que porta la faula galàctica al punt de partida». En les mateixes paraules de Williams: «The Phantom Menace va servir com una reintroducció, o un retorn, a Star Wars després de 22 anys […] Vaig pensar que seria una transició complicada, però en realitat va ser més aviat com anar en bicicleta. Part d'aquesta banda sonora, i d'aquesta també (l'Episodi II), és musicalment incestuosa, en comparació amb els temes anteriors, i això ens ajuda a tornar de tornada a la imaginació de Lucas».
El soundtrack de La venjança dels Sith, l'última pel·lícula estrenada de Star Wars, es va gravar en un termini de cinc dies en els estudis Abbey Road, comptant de nou amb la participació de l'Orquestra Simfònica de Londres i el conjunt London Voices. El procés de gravació va començar el 3 de febrer de 2005; un matí va ser dedicada específicament a la gravació vocal de la banda sonora. D'acord amb Amazon.com, «a causa que aquesta música acompanya a la més emocionant pel·lícula de Star Wars, aquesta és més divertida, maligna, així com més malèvola i desigual». Mentrestant, Filmtracks opinar que, per John Williams, amb el llançament de la banda sonora de l'Episode III, «la seva carrera es va elevar a la fama, ja que els seus temes per a les pel·lícules persisteixen en les vides fins i tot d'aquells que no han vist cap pel·lícula de Star Wars als cinemes en vint anys». En termes generals, d'acord amb el mateix lloc web: «Un cop The Phantom Menace va reviure la saga el 1999, Williams va fer un esforç concertat per continuar amb l'exposició de les seves idees […] tot i que hi va haver fortes crítiques en la seva època contra The Phantom Menace per la seva aparent debilitat [... Va ser] llavors que va aparèixer L'atac dels clons, on més enllà de crear tres o quatre temes principals, motius o ritmes, condensar tots ells en el tema 'Across the Stars', una peça extremadament poderosa i efectiva». Finalment, en paraules del mateix Williams: «En La venjança del Sith, hi ha tres o quatre peces de nou material […] Un parell d'elles consisteixen en lamentacions, i acompanyen precisament algunes de les escenes més fosques del film. I hi ha també una mena de peça divertida, que inclou molta música de percussió, per al personatge de Grievous».
D'acord al lloc web oficial, «al final, només tres dels quatre previs llançaments de Star Wars poden ser associats amb l'evolució de la pel·lícula original de Lucas: la primera banda sonora de 20th Century Fox de 1977, el compilatori musical de la primera trilogia de Star Wars llançat en 1993 i el llançament de BMG en 1997, amb les versions remasteritzades i expandides de la primera pel·lícula de la sèrie».

## Recepció

### Recaptació
Fins al 2008, la recaptació generada de les sis pel·lícules de Star Wars va sumar un total de 4.211.593.952 dòlars, convertint-la en la tercera sèrie cinematogràfica més reeixida de tots els temps, per sota de les franquícies de James Bond i Harry Potter, sense prendre en consideració els ajustos per inflació. De fet, si es prenguessin en compte únicament les xifres recaptades en territori nord-americà, la saga de Star Wars llavors sobrepassa les de Harry Potter i James Bond, doncs va obtenir fins a 2.217.773.316 dòlars, en comparació als 1.713.082.072 de Harry Potter -total recaptat fins a la sisena pel·lícula d'aquesta sèrie-i 1.608.470.516 de Bond. Segons un estudi de la revista Forbes en 2005, s'estima que l'univers sencer de Star Wars (incloent-hi tot tipus de productes llicenciats a terceres empreses, entre els quals es troben: novel·les, llibres, jocs de tauler, ninots, etc.) ha guanyat més de 20 mil milions.
Pel que fa a la recaptació aconseguida per cadascuna de les pel·lícules es pot recórrer a la següent taula:
| Pel·lícula                                      | Estrena                                        | Recaptació (en dòlars) | Recaptació (en dòlars) | Recaptació (en dòlars) | Rànquing de recaptacions | Rànquing de recaptacions |
| Pel·lícula                                      | Estrena                                        | Estats Units           | Resta del món          | Total                  | Estats Units             | Tot el món               |
| Star Wars episodi IV: Una nova esperança        | 25 de maig de 1977                             | 460.998.007            | 314.400.000            | 775.398.007            | 4                        | 32                       |
| Star Wars episodi V: L'Imperi contraataca       | 21 de maig de 1980                             | 290.475.067            | 247.900.000            | 538.375.067            | 42                       | 68                       |
| Star Wars episodi VI: El retorn del Jedi        | 25 de maig de 1983                             | 309.306.177            | 165.800.000            | 475.106.177            | 32                       | 89                       |
| Total de la trilogia original                   |                                                | 1.060.779.251          | 728.100.000            | 1.788.879.251          |                          |                          |
| Star Wars Episode I: The Phantom Menace         | 19 de maig de 1999                             | 431.088.301            | 493.229.257            | 924.317.558            | 7                        | 13                       |
| Star Wars episodi II: L'atac dels clons         | 16 de maig de 2002                             | 310.676.740            | 338.721.588            | 649.398.328            | 30                       | 47                       |
| Star Wars episodi III: La venjança dels Sith    | 19 de maig de 2005                             | 380.270.577            | 468.728.238            | 848.998.815            | 12                       | 22                       |
| Total de la trilogia preqüela                   |                                                | 1.122.035.618          | 1.300.679.083          | 2.422.714.701          |                          |                          |
| Star Wars: The Clone Wars (pel·lícula)          | 15 d'agost de 2008                             | 35.161.554             | 33.121.290             | 68.282.844             | 2263                     | -                        |
| Total de la trilogia de precueles i Clone Wars  | Total de la trilogia de precueles i Clone Wars | 1.200.653.548          | 1.392.827.069          | 2.593 480.617          |                          |                          |
| Total d'ambdues trilogies                       | Total d'ambdues trilogies                      | 2.261.432.799          | 2.120.927.069          | 4.382.359.868          |                          |                          |
| Star Wars episodi VII: El despertar de la força | 18 de desembre de 2015                         | 936.662.225            | 1.131.561.399          | 2.068.223.624          | 1                        | 3                        |
| Rogue One: A Star Wars Story                    | 10 de desembre de 2016                         | 532.177.324            | 523.879.949            | 1.056.057.273          | 8                        | 23                       |
| Star Wars: Episodi VIII - Els últims Jedi       | 15 de desembre de 2017                         | 620.181.382            | 712.358.507            | 1.332.539.889          | 6                        | 10                       |
| Solo: A Star Wars Story                         | 25 de maig de 2018                             | 213.767.512            | 179.157.295            | 392.924.807            | 176                      | 287                      |
| Star Wars: Episode IX - L'ascens de Skywalker   | 20 de desembre de 2019                         | 362.186.406            | 363.326.978            | 725.513.384            |                          |                          |
| Total de la trilogia de seqüeles i spin-offs    | Total de la trilogia de seqüeles i spin-offs   | 2.064.396.133          | 2.328.841.348          | 5.366.855.459          |                          |                          |
| Total de la triple trilogia                     | Total de la triple trilogia                    | 4.325.828.932          | 4.449.768.417          | 9.760.431.632          | 2                        | 2                        |

### Crítica

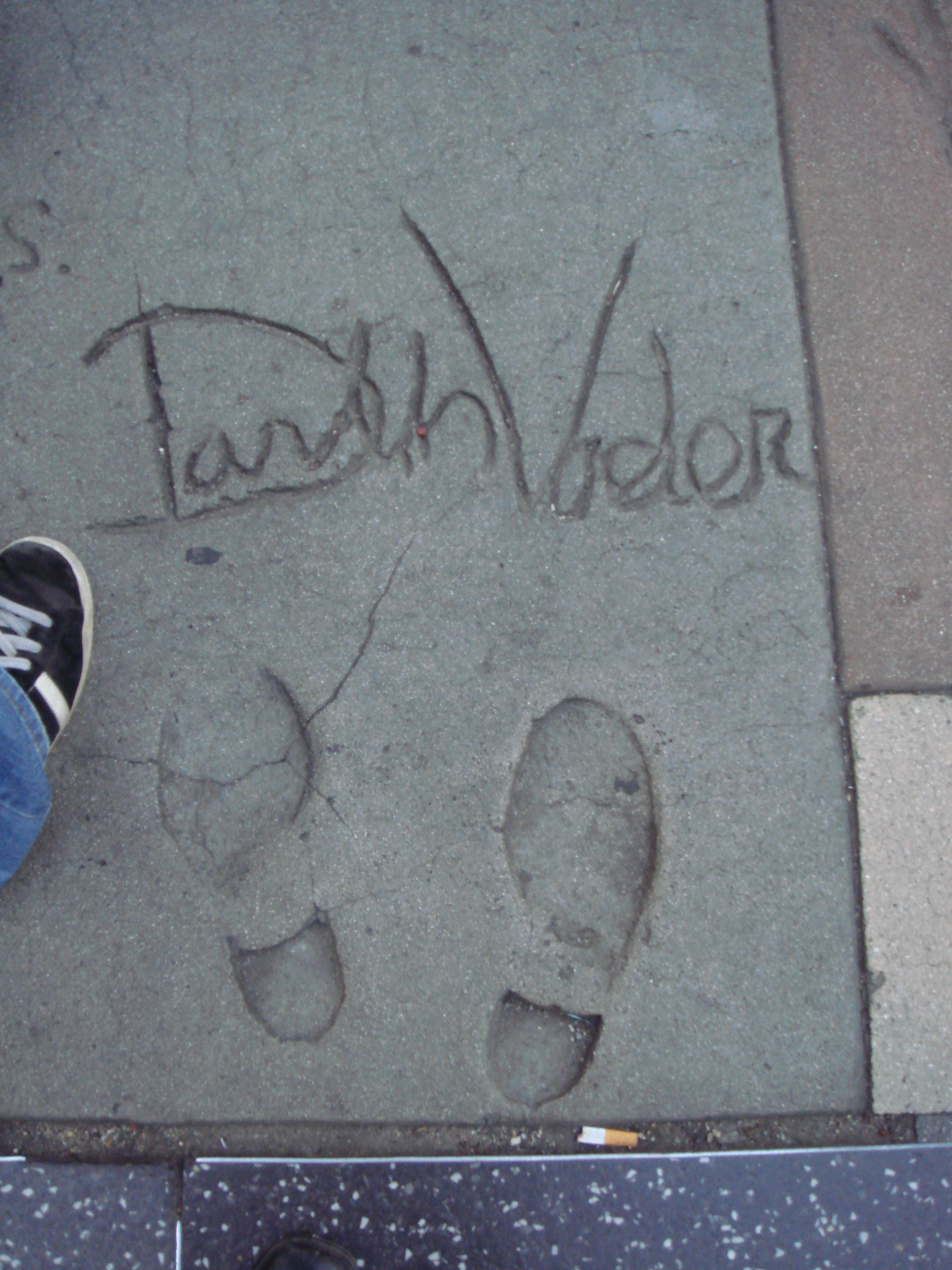
La petjada de Darth Vader impresa al Grauman del Chinese Theatre, tot just uns mesos després del debut d'Una nova esperança.

Tan aviat es va estrenar Una nova esperança, Star Wars va aconseguir redefinir el gènere cinematogràfic de la ciència-ficció gràcies als seus efectes especials innovadors, iniciant així mateix el concepte de «pel·lícula taquillera de l'estiu» i, a trets generals, l'enfocament i l'atenció que les produccions fílmiques posteriors van dirigir cap a l'audiència més jove. Descrits com «innovadors» per gran part de la crítica contemporània, la producció de cada pel·lícula va ser rebuda posteriorment amb opinions oposades: es va reconèixer la sofisticació tècnica, en tot cas, però es va criticar l'argument feble, els diàlegs i els personatges estereotipats.
En una ressenya de 1977, Roger Ebert va descriure Una nova esperança com «una experiència extra-corporal», comparant els efectes visuals amb els de 2001: una odissea de l'espai. Contràriament, Pauline Kael, de la revista The New Yorker, va criticar la pel·lícula dient: «No hi ha alè, ni poesia, ni adherència emocional». Al seu torn, Jonathan Rosenbaum, de Chicago Reader, va apuntar: «Cap dels personatges té profunditat, i s'usen com a elements secundaris», mentre que per Stanley Kauffmann, de la publicació The New Republic: «El treball de Lucas en Star Wars resulta encara més inventiu que el de THX 1138». Alguns consideren que un dels principals assoliments tècnics d'aquesta producció va ser la millora de la tecnologia del so a les sales de cinema, ja que «popularitzar el sistema Dolby de reducció de soroll i va donar lloc a la creació del sistema THX i a la introducció del so digital».
D'altra banda, la crítica va elogiar L'imperi contraataca -considerada com la millor pel·lícula de Star Wars-, encara que alguns detalls com l'estructura de la història van ser avaluats de manera negativa, assenyalant que aquesta no presenta ni un principi ni un final. El retorn del jedi, de forma contrària, va ser rebuda amb crítiques variades, queixant-se alguns especialistes que l'últim capítol de la sèrie és el menys original i el més antiestètic de la trilogia original. Chris Gore va comentar al respecte: «Desafortunadament, els problemes dels jedi no es poden arreglar ni tan sols amb el millor programari digital a la galàxia: la història feble (un altre assalt a una nova Estrella de la mort, una visita més a Dagobah, l'exòtic planeta dels arbres, i ossos de peluix enutjosos), les males actuacions (Carrie Fisher va admetre que en realitat ella estava com «perduda» durant el rodatge de la cinta), les bromes amb els eructes (tres a la primera mitja hora. Crec que vaig perdre el sentit de l'humor en els primers dos) i l'estrany pentinat de Luke tipus pal de fregar. És lamentable».
Malgrat el gran èxit de recaptacions de la trilogia de preqüela (The Phantom Menace va trencar diversos rècords de taquilla, incloent-hi el de major guany en el primer cap de setmana d'exhibició), les crítiques no van ser tan benèvoles: tot i que les primeres dues pel·lícules d'aquesta nova trilogia van ser aclamades pels seus efectes especials, hi va haver descontentament general respecte a les males actuacions i un guió mediocre. Poc després, Hayden Christensen va ser nominat a un premi Razzie com «Pitjor actor de repartiment» per la seva actuació en La venjança dels Sith, mentre que les dues primeres pel·lícules van resultar nominades igualment en la categoria de «Pitjor pel·lícula».
The Phantom Menace va ser criticada particularment pel personatge de Jar Jar Binks, el maldestre aliat de Qui-Gon i Obi-Wan dissenyat amb un aspecte caricaturesc. Tant l'audiència com la crítica van mostrar el seu menyspreu cap al mateix, sent considerat com un pretext per utilitzar bromes infantils, i qualificat d'estereotip afroamericà o jamaicà de tipus racista. Respecte a aquesta última acusació, Lucas va negar qualsevol intenció discriminatòria en el personatge, dient: «Com pots comparar un amfibi taronja i dir que és un jamaicà? És completament absurd. Creguin-me, Jar Jar no va ser concebut a partir d'un jamaicà, ni tan sols em va passar per la meva imaginació […] Hi ha un grup de cinèfils que no els agraden els companys còmics del personatge estel·lar. Volen que les pel·lícules siguin serioses com The Terminator, i es deceben bastant, mostrant-se obstinats amb qualsevol cosa que tingui a veure amb alguna cosa infantil».
Mentrestant, L'atac dels clons, tot i que els crítics van considerar que presenta greus defectes i incongruències en el llibret, certament és millor que la seva predecessora, sent un producte més equilibrat i millor estructurat. A diferència de les anteriors, La venjança dels Sith va obtenir les millors avaluacions de la trilogia: si bé es va criticar l'actuació de Christensen, els especialistes van elogiar les participacions d'Ewan McGregor com Obi-Wan, i de Ian McDiarmid com Palpatine, a més de ressaltar la qualitat del guió, en el qual va col·laborar Tom Stoppard. Pel que fa al guió, es va criticar fortament les escenes de diàlegs romàntics entre Anakin i Padmé. Al seu torn, Roger Ebert va afegir: «Anakin té una cita amb Padmé, en la pel·lícula anterior, es van casar en secret, i ara ella li revela que està embarassada. La reacció d'aquest és la d'un nen en una comèdia adolescent, tractant de semblar content, mentre es pregunta com això afectarà les coses que ell sol fer. Només dir que George Lucas no pot escriure una escena d'amor és una atenuació, les targetes de felicitació fins i tot presenten més passió». Finalment, alguns crítics van assenyalar que la pel·lícula incorpora una forta crítica contra George W. Bush i la guerra d'Iraq.
Tot i que la trilogia original es considera, en l'actualitat, superior a les preqüeles, el lloc web Rotten Tomatoes, en una anàlisi de les dues trilogies, conclou que la superioritat de la nova trilogia és a causa que la majoria dels comentaris de les pel·lícules originals, aplicant-se el mateix a les opinions dels fanàtics, va ser emesa el 1997 (a causa de les reedicions de les pel·lícules), per crítics que eren nens per quan debutar la sèrie original i, per tant, mantenien els seus records de la infància. D'aquesta manera, les seves avaluacions poden veure més o menys afectades per aquest detall. A més, algunes ressenyes d'aquesta època entraven en conflicte entre si, en comparació amb les crítiques de les preqüeles, on es van presentar opinions més similars.
| Pel·lícula               | Rotten Tomatoes     | Rotten Tomatoes    | Metacritic        |
| Pel·lícula               | General             | Cream of the Crop  | Metacritic        |
| ------------------------ | ------------------- | ------------------ | ----------------- |
| Una nova esperança       | 92% (133 ressenyes) | 88% (17 ressenyes) | 90 (24 ressenyes) |
| L'Imperi contraataca     | 94% (105 ressenyes) | 88% (16 ressenyes) | 82 (25 ressenyes) |
| El retorn del jedi       | 82% (97 ressenyes)  | 71% (17 ressenyes) | 58 (24 ressenyes) |
| The Phantom Menace       | 52% (234 ressenyes) | 39% (46 ressenyes) | 51 (36 ressenyes) |
| L'atac dels clons        | 65% (252 ressenyes) | 38% (39 ressenyes) | 54 (39 ressenyes) |
| La venjança del Sith     | 80% (301 ressenyes) | 68% (41 ressenyes) | 68 (40 ressenyes) |
| El despertar de la Força | 93% (446 ressenyes) | N/D                | 88 (55 ressenyes) |
| Rogue One                | 84% (461 ressenyes) | N/D                | 65 (51 ressenyes) |
| Els últims Jedi          | 91% (485 ressenyes) | N/D                | 84 (56 ressenyes) |
| Solo                     | 69% (483 ressenyes) | N/D                | 62 (54 ressenyes) |
| L'ascens de Skywalker    | 52% (516 ressenyes) | N/D                | 53 (61 ressenyes) |
| Mitjana                  | 77%                 | 65%                | 69                |

### Premis
Les nou pel·lícules de les trilogies de La guerra de les galàxies van rebre un total de trenta-quatre nominacions als premis Oscar de l'Acadèmia de les Arts i les Ciències Cinematogràfiques i tres premis especials al mèrit, un per Benjamin Burtt Jr per la creació de les veus d'alienígenes, criatures i robots a Una nova esperança i dos per l'equip d'efectes visuals a L'Imperi contraataca i El retorn del jedi. Les dues pel·lícules d'antologies amb actors reals van obtenir tres nominacions més. D'altra banda, la sèrie va obtenir un total de vint-i-dues nominacions als premis BAFTA, aconseguint triomfar en quatre categories, entre les quals s'inclouen dos reconeixements Anthony Asquith per a la millor música de pel·lícula (per a Una nova esperança i L'Imperi contraataca, totes dues de John Williams). Pel que fa als premis Globus d'Or, únicament van ser nominats els episodis IV i V, el primer va rebre en total quatre nominacions, de les quals va obtenir un únic guardó en la categoria de «Millor banda sonora». Finalment, L'Imperi contraataca es va fer creditor a una sola nominació en la categoria de «Millor banda sonora». A continuació, s'assenyala el nombre de premis i nominacions que va obtenir en total cadascuna de les pel·lícules de Star Wars (en la taula posterior, es mostren únicament els resultats obtinguts en els premis Oscar, BAFTA i Globus d'Or de les pel·lícules de les trilogies, els quals són els més populars en la indústria del cinema):
- Star Wars episodi IV: Una nova esperança: 33 premis i 21 nominacions.[249]
- Star Wars episodi V: L'Imperi contraataca: 11 premis i 12 nominacions.[250]
- Star Wars episodi VI: El retorn del jedi: 11 premis i 14 nominacions.[251]
- Star Wars Episode I: The Phantom Menace: 11 premis i 52 nominacions.[252]
- Star Wars episodi II: L'atac dels clons: 10 premis i 36 nominacions.[253]
- Star Wars episodi III: La venjança dels Sith: 13 premis i 27 nominacions.[254]
- Star Wars episodi VII: El despertar de la Força: 62 premis i 136 nominacions.[255]
- Rogue One: A Star Wars Story: 24 premis i 83 nominacions.[247]
- Star Wars episodi VIII: Els últims Jedis: 25 premis i 105 nominacions.[256]
- Solo: A Star Wars Story: 6 premis i 25 nominacions.[248]
- Star Wars episodi IX: L'ascens de Skywalker: 10 premis i 57 nominacions.[257]

| Premis             | Categoria                                                          | Resultat                  | Resultat                  | Resultat           | Resultat           | Resultat          | Resultat              | Resultat                 | Resultat  | Resultat         | Resultat  | Resultat              |
| Premis             | Categoria                                                          | Una nova esperança        | L'Imperi contraataca      | El retorn del jedi | The Phantom Menace | L'atac dels clons | La venjança dels Sith | El despertar de la Força | Rogue One | Els últims Jedis | Solo      | L'ascens de Skywalker |
| ------------------ | ------------------------------------------------------------------ | ------------------------- | ------------------------- | ------------------ | ------------------ | ----------------- | --------------------- | ------------------------ | --------- | ---------------- | --------- | --------------------- |
| Premis Oscar       | Millor actor secundari                                             | Nominació (Alec Guinness) |                           |                    |                    |                   |                       |                          |           |                  |           |                       |
| Premis Oscar       | Millor direcció artística                                          | Guanyador                 | Nominació                 | Nominació          |                    |                   |                       |                          |           |                  |           |                       |
| Premis Oscar       | Millor vestuari                                                    | Guanyador                 |                           |                    |                    |                   |                       |                          |           |                  |           |                       |
| Premis Oscar       | Millor director                                                    | Nominació (George Lucas)  |                           |                    |                    |                   |                       |                          |           |                  |           |                       |
| Premis Oscar       | Millor muntatge                                                    | Guanyador                 |                           |                    |                    |                   |                       | Nominació                |           |                  |           |                       |
| Premis Oscar       | Millor maquillatge                                                 |                           |                           |                    |                    |                   |                       | Nominació                |           |                  |           |                       |
| Premis Oscar       | Millor banda sonora                                                | Guanyador                 | Nominació                 | Nominació          |                    |                   |                       | Nominació                |           | Nominació        |           | Nominació             |
| Premis Oscar       | Millor fotografia                                                  | Nominació                 |                           |                    |                    |                   |                       |                          |           |                  |           |                       |
| Premis Oscar       | Millor guió original                                               | Nominació                 |                           |                    |                    |                   |                       |                          |           |                  |           |                       |
| Premis Oscar       | Millor edició de so                                                |                           |                           | Nominació          | Nominació          |                   |                       | Nominació                |           | Nominació        |           | Nominació             |
| Premis Oscar       | Millor so                                                          | Guanyador                 | Guanyador                 | Nominació          | Nominació          |                   |                       | Nominació                | Nominació | Nominació        |           |                       |
| Premis Oscar       | Millors efectes visuals                                            | Guanyador                 |                           |                    | Nominació          | Nominació         |                       | Nominació                | Nominació | Nominació        | Nominació | Nominació             |
| Premis BAFTA       | Reconeixement Anthony Asquith per a la millor música de pel·lícula | Guanyador (John Williams) | Guanyador (John Williams) |                    |                    |                   | Nominació             | Nominació                |           |                  |           | Nominació             |
| Premis BAFTA       | Millor so                                                          | Guanyador                 | Nominació                 | Nominació          | Nominació          |                   |                       | Nominació                |           | Nominació        |           | Nominació             |
| Premis BAFTA       | Millor vestuari                                                    | Nominació                 |                           |                    |                    |                   |                       |                          |           |                  |           |                       |
| Premis BAFTA       | Millor pel·lícula                                                  | Nominació                 |                           |                    |                    |                   |                       |                          |           |                  |           |                       |
| Premis BAFTA       | Millor muntatge                                                    | Nominació                 |                           |                    |                    |                   |                       |                          |           |                  |           |                       |
| Premis BAFTA       | Millor direcció artística                                          | Nominació                 | Nominació                 | Nominació          |                    |                   |                       | Nominació                |           |                  |           |                       |
| Premis BAFTA       | Millors efectes visuals                                            |                           |                           | Guanyador          | Nominació          |                   |                       | Guanyador                | Nominació | Nominació        |           | Nominació             |
| Premis BAFTA       | Millor maquillatge i perruqueria                                   |                           |                           | Nominació          |                    |                   |                       |                          | Nominació |                  |           |                       |
| Premis Globus d'Or | Millor banda sonora original                                       | Guanyador (John Williams) | Nominació (John Williams) |                    |                    |                   |                       |                          |           |                  |           |                       |
| Premis Globus d'Or | Millor director                                                    | Nominació (George Lucas)  |                           |                    |                    |                   |                       |                          |           |                  |           |                       |
| Premis Globus d'Or | Millor pel·lícula dramàtica                                        | Nominació                 |                           |                    |                    |                   |                       |                          |           |                  |           |                       |
| Premis Globus d'Or | Millor actor secundari                                             | Nominació (Alec Guinness) |                           |                    |                    |                   |                       |                          |           |                  |           |                       |

## Altres mitjans
De 1977 a 2014 el terme Univers expandit (de l'anglès Expanded Universe) anomenava a tots aquells productes autoritzats per Lucasfilm que estenien la història de Star Wars més enllà de les dues trilogies cinematogràfiques, abastant altres pel·lícules així com còmics, novel·les, programes de televisió i nombrosos jocs. A octubre de 2012, The Walt Disney Company va adquirir Lucasfilm per 4,06 mil milions de dòlars (4,06 bilions americans). Posteriorment, Lucasfilm va formar el "Star Wars Story Group" (grup de la història de Star Wars), que va ser creat per fer un seguiment i definir el cànon i unificar les pel·lícules, els llibres, els còmics i els altres mitjans. El 25 d'abril de 2014 la companyia va anunciar que totes les obres de l'Univers expandit deixarien de produir-se. Les obres existents ja no es podrien considerar canònics per a la franquícia i les reimpressions posteriors serien modificades sota l'etiqueta de "Star Wars Legends", amb contingut descarregable per al joc en línia multijugador The Old Republic, l'únic material de Legends que encara es produirà. El cànon de Star Wars es va reestructurar posteriorment per incloure només els sis llargmetratges existents fins llavors, la pel·lícula d'animació The Clone Wars (2008) i la sèrie animada homònima. Tots els projectes futurs i els desenvolupaments creatius en tots els tipus de mitjans serien supervisats i coordinats per una divisió de Lucasfilm creada per mantenir la continuïtat i una visió coherent sobre la narració de la franquícia. Després de l'anunci es van produir diverses sèries de còmics de Marvel i novel·les publicades per Del Rey.
El temps en què se situaven aquests còmics retrocedia fins uns 25.000 anys abans dels esdeveniments narrats a Una nova esperança (any 0 ABY) i avançava fins 140 anys després. El primer còmic sobre Star Wars es va publicar abans de l'estrena de la pel·lícula per promocionar-la i era l'inici d'una sèrie publicada per Marvel Comics, que va tenir un gran èxit. Els sis primers números eren una adaptació literal de la pel·lícula posteriorment coneguda com Una nova esperança tot i que va incloure material que finalment no es va incloure a la pel·lícula. El material nou en aquesta col·lecció no va arribar fins al nº7 de la sèrie, amb data de portada gener de 1978 (a la venda l'11 d'octubre de 1977) continuant la història dels protagonistes de la pel·lícula després dels esdeveniments de la primera entrega de la sèrie. Aquest còmic va portar per títol «New Planets, New Perils». Tanmateix, poc abans d'aquest número 7 es va publicar en forma de serial «The Keeper s World» a la revista Pizzazz. El primer número tenia data de portada d'octubre de 1977 i va veure la llum el 22 de setembre de 1977. D'aquesta manera, aquest últim és considerat com el primer material inèdit que va estendre els relats presentats a les pel·lícules,. Només incloïa tres pàgines de còmics dedicades als personatges i la primera història es va completar al nº9 de la sèrie. Tot just un mes després del llançament de «New Planets, New Perils», va aparèixer la novel·la Splinter of the Mind's Eye, d'Alan Dean Foster, la qual va ser seguida directament pel programa de televisió Star Wars Holiday Special que, malgrat les seves desfavorables crítiques, va incorporar idees que després serien usades en les següents pel·lícules de Star Wars (com per exemple, la família de Chewbacca i el caça-recompenses Boba Fett).
George Lucas conservava el control creatiu sobre l'univers expandit, sent alguns dels seus elements usats després en les pel·lícules. Així, per exemple, el planeta capital Coruscant va aparèixer per primera vegada en la novel·la Heir to the Empire (1991), de Timothy Zahn, abans de ser utilitzat a The Phantom Menace, mentre que la jedi Aayla Secura va aparèixer en la sèrie de còmics de Dark Horse Comics, Star Wars: Republic, abans que Lucas decidís incorporar-la com personatge secundari en L'atac dels clons. Cal afegir que aspectes com, per exemple, la mort d'algun personatge principal ha de ser aprovada per Lucas abans que puguin ser incorporats en qualsevol tipus de material alternatiu. La funció de Lucasfilm és assegurar una espècie de continuïtat en els diversos treballs creats per diversos autors en el pas del temps.
Lucas ha tingut així mateix un paper significatiu en la producció de diversos projectes televisius, apareix usualment com a guionista o productor executiu d'aquests. A més a més, Star Wars ha donat lloc a diverses adaptacions de ràdio, la primera d'elles, basada en La nova esperança, la qual es va transmetre per primera vegada a National Public Radio el 1981. Aquesta va ser creada per l'escriptor de ciència-ficció Brian Daley i dirigida per John Madden. Poc després, va ser seguida per les adaptacions de L'Imperi contraataca (1983) i El retorn del Jedi (1996). Peculiarment, totes elles van incloure material original de Lucas que no va ser inclòs en les pel·lícules. Mark Hamill, Anthony Daniels i Billy Dee Williams van aparèixer en aquestes adaptacions, interpretant els seus personatges de Luke Skywalker, C-3PO i Lando Calrissian, respectivament, amb excepció de El retorn del Jedi, on Luke va ser interpretat per Joshua Fardon, mentre que Lando va ser personificat per Arye Gross.
Com a màxim responsable de les decisions preses al voltant de Star Wars, Lucas estava pendent que qualsevol material relacionat amb l'opereta espacial no es reproduís sense la seva autorització. Aquest va ser el cas de l'empresa tecnològica jedi mind, la qual va ser demandada l'agost de 2010 per Lucasfilm a l'«infringir els drets d'autor i promocionar els seus productes sota un concepte creat originalment per Lucas». La demanda va sorgir davant l'ús del concepte de la força i la filosofia jedi en programes programari.
Amb l'entrada del nou cànon, es van reintroduir alguns elements de "Llegendes", de la mateixa manera com Lucas ja havia portat prèviament de l'Univers Expandit a la continuïtat de les pel·lícules. Outrider de Dash Rendar a Shadows of the Empire va aparèixer en el llançament de la versió especial d'"Una nova esperança". També va utilitzar Coruscant, el planeta de la capital de la Nova República creat per Zahn a la trilogia Thrawn, en la seva precuela trilogia de pel·lícules i a l'Edició especial de "El retorn del Jedi". Thrawn va ser reintroduït al cànon a la tercera temporada de la sèrie Star Wars Rebels.
La primera nova novel·la canònica va ser Star Wars: A New Dawn de John Jackson Miller, publicada a setembre de 2014, seguit per la sèrie animada Star Wars Rebels un mes més tard. Marvel va tornar a publicar sèries de Star Wars el gener de 2015. La pel·lícula El despertar de la força es va estrenar a desembre de 2015 i va marcar el començament de la seqüela de les pel·lícules. Des de llavors, s'han publicat diverses pel·lícules, incloent spin-offs Rogue One a 2016 i Solo: A Star Wars Story, 2018; i la segona pel·lícula de la trilogia de seqüela Els últims Jedi, a 2017, així com dotzenes de novel·les.

### Televisió
Diversos telefilms i sèries de televisió basats en l'univers de Star Wars han estat produïts des de l'estrena del primer lliurament de la saga el 1977. La cadena CBS va estrenar el 17 de novembre de 1978, el cap de setmana anterior al dia d'acció de gràcies, la primera pel·lícula derivada oficial, Star Wars Holiday Special, un film per a televisió dirigida per Steve Binder, escrita per Pat Proft, Leonard Ripps, Bruce Vilanch i Rod Warren, i amb un limitat suport de George Lucas a la producció. Amb una durada de dues hores (anuncis publicitaris inclosos), la seva trama se situa dos anys després dels successos esdevinguts a Una nova esperança i se centra en la visita de Chewbacca i Han Solo al planeta natal del primer, Kashyyyk, per celebrar el «Dia de la vida» (Life Day), una festa anàloga al Nadal. Inclou l'aparició d'altres personatges com Luke Skywalker, C-3PO, R2-D2, Darth Vader i Leia Organa, tots ells interpretats pels mateixos actors que en la trilogia, així com la introducció de tres membres de la família de Chewbacca: el seu pare Attichitcuk, la seva esposa Mallatobuck i el seu fill Lumpawarrump. La pel·lícula no va ser ben rebuda, ni pel públic ni per la crítica, i no va ser posada a la venda cap còpia de manera oficial, el mateix Lucas va afirmar no estar content amb els resultats i a partir de llavors va supervisar personalment la resta de projectes, intervenint en el guió o exercint-se com a productor.
L'èxit del qual van gaudir entre els més joves els nous personatges introduïts en El retorn del jedi, els ewoks, va donar lloc a la creació d'altres dues pel·lícules per a televisió, emeses en el dia d'acció de gràcies per la cadena ABC: The Ewok Adventure: Caravan of Courage (1984) i Ewoks: The Battle for Endor (1985), les trames tenen lloc entre L'Impri contraataca i El retorn del jedi. The Ewok Adventure se centra en l'accident d'una família humana a la lluna d'Endor i en el rescat que els dos fills, Cindel i Mace, han de dur a terme al costat dels nadius ewoks després del segrest dels seus pares a mans de la criatura Gorax. En Ewoks: The Battle for Endor, un exèrcit de sanyassan i la bruixa Charal ataquen el poblat ewok, Mace i els seus pares són assassinats, Cindel i l'ewok Wicket W. Warrick, que aconsegueixen escapar, es troben amb l'ancià Noa, qui també es va estavellar a la lluna, i junts aconsegueixen rescatar els ewoks captius, vèncer els invasors i reparar una nau danyada per marxar d'Endor. Les dues pel·lícules van guanyar un premi Primetime Emmy als millors efectes visuals, que van estar a càrrec d'Industrial Light and Magic, i una nominació al millor programa infantil.
Dos mesos abans de l'emissió d'Ewoks: The Battle for Endor, el setembre de 1985, ABC va estrenar dues sèries d'animació produïdes per Lucasfilm i Nelvana Limited: Star Wars: Droids, amb R2-D2 i C-3PO com a protagonistes i emesa fins a juny de 1986, i Ewoks, amb els ewoks com a protagonistes i emesa fins a desembre de 1986. Cal assenyalar que la primera va donar lloc a un especial televisiu transmès aquest mateix any i denominat The Great Heep.
Cartoon Network Studios va produir Star Wars: Clone Wars entre 2003 i 2005, una sèrie de dibuixos animats centrada en el període de les guerres clon esdevingut entre les pel·lícules L'atac dels clons i La venjança del Sith. Amb un total de tres temporades, els vint primers episodis tenen una durada aproximada de tres minuts, mentre que els cinc últims, dissenyats per enllaçar directament amb La venjança del Sith, duren entre dotze i quinze minuts. Tres anys després i després de l'estrena en cinemes de Star Wars: The Clone Wars, Cartoon Network va iniciar l'emissió d'una sèrie homònima que continuava la història començada en el llargmetratge. Després del seu parèntesi després de sis temporades, es va llançar una nova sèrie d'animació el 2014: Star Wars Rebels. La sèrie va recuperar per al cànon el personatge del Gran Almirall Thrawn creat a les novel·les de Llegendes conegudes com la trilogia de Thrawn.
Durant una convenció de fans el 2005, George Lucas va anunciar l'arribada d'una nova sèrie, amb actors reals, que tindria lloc entre els episodis III i IV. Es va preveure per primer cop el 2009, es va posposar, mentre que el seu guió s'espessava. El 2011, Lucas 
va declarar que, per raons econòmiques, la sèrie finalment no veuria la llum abans de 3 anys. El 2012, es va fer públic el títol de la sèrie: Star Wars Underworld. Tanmateix, el 2016 es va anunciar que el projecte estava en espera. A mars de 2018 Lucasfilm i Walt Disney Pictures van anunciar que el cineasta Jon Favreau seria al capdavant d'aquesta nova sèrie derivada de l'univers de La guerra de les galàxies que s'emetria en línia a la nova plataforma a la carta de Disney. Escriuria i produiria aquesta nova sèrie anunciada a finals de 2019. The Mandalorian es va estrenar el 12 de novembre 2019. La història se situa entre els episodis VI i VII i narra les aventures d'un mercenari mandalorià.
L'agost del 2019, es va informar que una sèrie centrada en el personatge de l'Obi-Wan Kenobi estava en desenvolupament i que Ewan McGregor estava en negociacions per reprendre el seu paper de la trilogia de preqüeles. En un principi, la sèrie havia de ser una pel·lícula, però després del poc èxit comercial de la pel·lícula Solo ((2018), la idea va ser descartada. Durant el D23 del 2019, Lucasfilm va anunciar oficialment que la sèrie estava en fases de desenvolupament i que McGregor reprendria el paper i que seria el personatge principal. La sèrie tindrà lloc deu anys després de La venjança dels Sith i explorarà l'exili de Kenobi a Tatooine, abans dels fets d'Una nova esperança. El setembre de 2019, Deborah Chow i Hossein Amini van ser anunciats com a directora i guionista, respectivament, i com a productors executius, juntament amb McGregor. L'abril de 2020, es va informar que Joby Harold seria el guionista i que, per tant, faria la feina d'Amini. L'agost de 2020, Kennedy va dir a The Wrap que seria una minisèrie. El rodatge va començar el maig de 2021 i McGregor va dir que el rodatge, a dia 19 de setembre de 2021, ja havia acabat.
Al Disney Investor Day del 2020, es va revelar que Hayden Christensen reprendria el seu paper de Darth Vader i que la sèrie portaria de títol Obi-Wan Kenobi. Està previst que la sèrie s'estreni a Disney+ el dia 27 de maig de 2022 i s'estrenaran dos episodis. La sèrie constarà de sis episodis i s'acabarà d'emetre el 22 de juny.

#### Pel·lícules de televisió i especials
| Pel·lícula                                     | Data d'emissió         | Director(s)                 | Guionista(s)            | Argument        | Xarxa           | Situació                                        |                 |
| Holiday Special                                | Holiday Special        | Holiday Special             | Holiday Special         | Holiday Special | Holiday Special | Holiday Special                                 | Holiday Special |
| ---------------------------------------------- | ---------------------- | --------------------------- | ----------------------- | --------------- | --------------- | ----------------------------------------------- | --------------- |
| The Star Wars Holiday Special                  | 17 de novembre de 1978 | David Acomba i Steve Binder | Bruce Vilanch           | Bruce Vilanch   | CBS             | Entre Una nova esperança i L'Imperi Contraataca |                 |
| Ewok television films                          |                        |                             |                         |                 |                 |                                                 |                 |
| La caravana del valor: Una aventura dels Ewoks | 25 de novembre de 1984 | John Korty                  | Bob Carrau              | George Lucas    | ABC             | Abans d'El Retorn del Jedi                      |                 |
| Ewoks: The Battle for Endor                    | 24 de novembre de 1985 | Jim Wheat and Ken Wheat     | Jim Wheat and Ken Wheat | George Lucas    | ABC             | Abans d'El Retorn del Jedi                      |                 |

#### Sèries de televisió
| Sèrie                           | No. Temp.       | No. de Capítols | Dates d'emisió (als EE.UU.) | Dates d'emisió (als EE.UU.) | Plataforma                        |
| Sèrie                           | No. Temp.       | No. de Capítols | Primera emissió             | Última emissió              | Plataforma                        |
| Series animades                 | Series animades | Series animades | Series animades             | Series animades             | Series animades                   |
| ------------------------------- | --------------- | --------------- | --------------------------- | --------------------------- | --------------------------------- |
| Star Wars: Droids               | 1               | 14              | 7 de setembre de 1985       | 7 de juny de 1986           | ABC                               |
| Star Wars: Ewoks                | 2               | 26              | 7 de setembre de 1985       | 13 de desembre de 1986      | ABC                               |
| Star Wars: The Clone Wars       | Pel·lícula      | Pel·lícula      | 15 d'agost de 2008          | 15 d'agost de 2008          | Estrena en cinemes                |
| Star Wars: The Clone Wars       | 7               | 133             | 3 d'octubre de 2008         | 4 de maig de 2020           | Cartoon Network, Netflix, Disney+ |
| Star Wars Rebels                | Curts           | 4               | 11 d'agost de 2014          | 1 de setembre de 2014       | Disney XD                         |
| Star Wars Rebels                | 4               | 75              | 3 d'octubre de 2014         | 5 de març de 2018           | Disney XD                         |
| Star Wars Resistance            | Curts           | 12              | 10 de desembre de 2018      | 31 de desembre de 2018      | Disney Channel                    |
| Star Wars Resistance            | 2               | 40              | 7 d'octubre de 2018         | 26 de gener de 2020         | Disney Channel                    |
| Star Wars: The Bad Batch        | 2               | 32              | 4 de maig de 2021           | 29 de març de 2023          | Disney+                           |
| Star Wars: Visions              | 1               | 9               | 22 de setembre de 2021      |                             | Disney+                           |
| Tales of the Jedi               | 1               | 6               | 26 d'octubre de 2022        |                             | Disney+                           |
| Young Jedi Adventures           | Curts           | 6               | 27 de març de 2023          | 27 de març de 2023          | YouTube                           |
| Young Jedi Adventures           | 1               | -               | 4 de maig de 2023           |                             | Disney+ Disney Junior             |
| Minisèries animades             |                 |                 |                             |                             |                                   |
| Star Wars: Clone Wars           | 3               | 25              | 7 de novembre de 2003       | 25 de març de 2005          | Cartoon Network                   |
| Star Wars: Blips                | 1               | 8               | 3 de maig de 2017           | 4 de setembre de 2017       | Youtube                           |
| Star Wars: Forces of Destiny    | 2               | 32              | 3 de setembre de 2017       | 25 de maig de 2018          | Youtube                           |
| Star Wars: Galaxy of Adventures | 2               | 55              | 30 de novembre de 2018      | 27 d'agost de 2020          | Youtube                           |
| Star Wars Roll Out              | 1               | 8               | 9 d'agost de 2019           | 1 d'abril de 2020           | Youtube                           |
| Galaxy of Creatures             | 1               | 24              | 14 d'octubre de 2021        | 21 de febrer de 2023        |                                   |
| Galactic Pals                   | 1               | 12              | 12 d'abril de 2022          | 1 de novembre de 2022       |                                   |
| Zen – Grogu and Dust Bunnies    | 1               | 1               | 12 de novembre de 2022      |                             |                                   |
| Fun with Nubs                   | 1               | 10              | 14 de juny de 2024          | 26 de juliol de 2024        | StarWarsKids.com                  |
| Sèries en imatge real           |                 |                 |                             |                             |                                   |
| The Mandalorian                 | 3               | 24              | 12 de novembre de 2019      | 19 d'abril de 2023          | Disney+                           |
| The Book of Boba Fett           | 1               | 7               | 29 de desembre de 2021      | 9 de febrer de 2022         | Disney+                           |
| Obi-Wan Kenobi                  | 1               | 6               | 27 de maig de 2022          | 22 de juny de 2022          | Disney+                           |
| Andor                           | 2               | 24              | 21 de setembre de 2022      | TBA                         | Disney+                           |
| Ahsoka                          | 1               | 18              | 23 d'agost de 2023          | 10 d'octubre de 2023        | Disney+                           |
| The Acolyte                     | 1               | 8               | 4 de juny de 2024           | 16 de juny de 2024          | Disney+                           |
| Skeleton Crew                   | 1               | 18              | 2 de desembre de 2024       | TBA                         | Disney+                           |
| Concurs televisiu               |                 |                 |                             |                             | Disney+                           |
| Jedi Temple Challenge           | 1               | 10              | 10 de juny de 2020          | 5 d'agost de 2020           | StarWarsKids.com                  |

### Novel·les

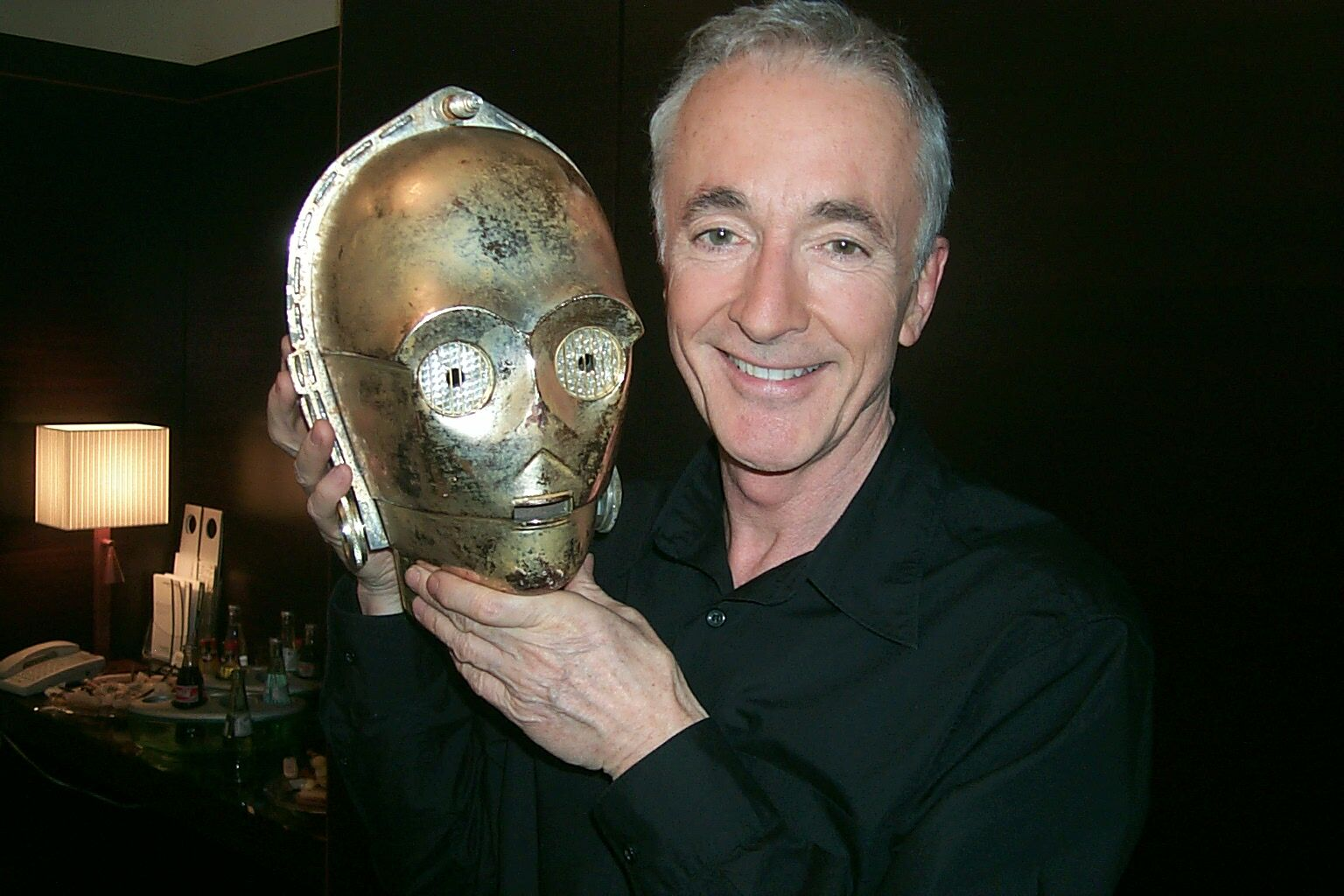
Anthony Daniels, actor que interpreta a C-3PO en les pel·lícules.

L'univers fictici de Star Wars es va començar a ampliar -fins i tot abans que s'estrenés la primera pel·lícula de la sèrie- a partir de la novel·la Una nova esperança, del 1976 (escrita per Alan Dean Foster i acreditada per Lucas). La novel·la de Foster, Splinter of the Mind's Eye (1978), va esdevenir la primera obra de l'univers expandit a ser comercialitzada. La seva trama se situa entre Una nova esperança i L'Imperi contraataca, i expandeix considerablement la cronologia de la sèrie abans i després dels esdeveniments presentats en les dues pel·lícules. Certament, es pot dir que el material alternatiu va començar a produir-se durant l'època en què es va estrenar la trilogia original (1977-1983), però el seu desenvolupament va decaure en els anys vinents. Malgrat això últim, el 1992 es va posar a la venda la trilogia de Thrawn, de Timothy Zahn, la qual va despertar novament l'interès en l'univers de Star Wars. Des de llavors, diversos centenars de novel·les tipus tie-in han estat publicades per Bantam i Del Rei. Un ressorgiment semblant va passar a l'univers expandit en 1996, després de l'aparició de la novel·la Shadows of the Empire de Steve Perry, la trama se situa entre L'Imperi contraataca i El retorn del Jedi.
LucasBooks va modificar de manera radical l'univers de Star Wars amb la introducció de la sèrie New Jedi Order, la qual té lloc aproximadament vint anys després d'El retorn del Jedi, sent protagonitzada per un elenc integrat per personatges inèdits. Per a les audiències més joves, s'han publicat tres sèries: Jedi Apprentice, segueix les aventures de Qui-Gon Jinn i el seu aprenent Obi-Wan abans de The Phantom Menace; Jedi Quest relata les experiències viscudes per Obi-Wan i el seu aprenent Anakin entre The Phantom Menace i L'atac dels clons i, finalment, The Last of the Jedi, reprèn les aventures d'Obi-Wan i un altre jedi supervivent gairebé immediatament després de La venjança dels Sith.
Tot i que Thrawn es va convertir en personatge de Legends el 2014, va ser reintroduït al cànon a la tercera temporada de Rebels al 2016, amb Zahn tornant a escriure més novel·les basades en el personatge, ara establert en el nou cànon. Altres autors que han escrit diverses novel·les originales canòniques inclouen a James Luceno, Christie Golden, Claudia Gray i E. K. Johnston.

### Còmics
A causa del poc suport que va rebre per part de 20th Century Fox, més enllà de la concessió de llicències per a la comercialització de samarretes i pòsters, la productora Lucasfilm va contractar a Charles Lippincott com a director de màrqueting d' Una nova esperança, i aquest va aconseguir un tracte amb l'editorial Marvel Comics per adaptar la pel·lícula a un còmic. El primer còmic de la sèrie va ser el primer en superar el milió de còpies des de l'any 1960, mitjançant tres reimpressions. Almenys els tres primers números de la sèrie van superar el milió de còpies.
Marvel Comics va publicar diverses sèries de còmics basades en Star Wars entre 1977 i 1986. En aquestes, va treballar una gran varietat d'escriptors i dibuixants, entre els quals es troben Roy Thomas, Archie Goodwin, Howard Chaykin, Al Williamson, Carmine Infantino, Gene Day, Walt Simonson, Michael Golden, Chris Claremont, Whilce Portacio, Jo Duffy i Ron Frenz. Així mateix, Marvel va llançar una tira de premsa creada per Russ Manning, Steve Gerber i Archie Goodwin (aquest últim apareix en els crèdits amb un pseudònim). A la fi dels anys 1980, Marvel va anunciar que publicaria un nou còmic de Star Wars a càrrec de Tom Veitch i Cam Kennedy. Tanmateix, al desembre de 1991, Dark Horse Comics va adquirir la llicència corresponent per usar els drets de Star Wars i va incorporar així en un nombre considerable de seqüeles literàries a la trilogia original, incloent-hi la popular sèrie Dark Empire. A partir de llavors, Dark Horse va publicar dotzenes de sèries situades després, entremig i abans de la trilogia de la pel·lícula original, incloent Tales of the Jedi (1993–1998), X-wing: Rogue Squadron (1995–1998), Republic (1998–2006), Tales (1999–2005), Empire (2002–2006), Knights of the Old Republic (2006–2010), i Legacy (2006–2010) unit al llançament d'alguns còmics com Tag and Bink.
Després de l'adquisició de Lucasfilm a Disney, el gener de 2014 es va anunciar que el 2015 la llicència de Star Wars tornaria a Marvel, la companyia matriu de la qual, Marvel Entertainment, Disney, havia comprat el 2009. El 2015, la primera publicació van ser una nova sèrie titulada símplement Star Wars, que com la publicada el 1977 va superar el milió de còpies al seu primer número. La sèrie arranca al final d'Una nova esperança i en paral·lel a ella transcorria la següent sèrie oberta que va iniciar Marvel de la franquícia, al mes següent: Darth Vader, que va tenir 25 números i dos Anuals. Al mes següent va començar la primera sèrie limitada, Princess Leia, de 5 números, que se situa entre Una nova esperança i l'inici de les altres sèries obertes. Al mes següent va començar la maxisèrie Kanan, la primera sèrie de Marvel que se situa en una época anterior a Una nova esperança, entre les temporades 1 i 2 de la sèrie de televisió Rebels. Marvel ha continuat publicant sèries succeint unes sèries limitades per unes altres, publicant one-shots i començant noves sèries obertes situades en diferents époques. Poe Dameron, de 31 números i 2 anuals se situa abans de l'inici de la trilogia Seqüela, Star Wars: Darth Vader: Dark Lord of the Sith, de 25 números i 1 anual, després de la Revenja dels Sith i Doctor Aphra, de 40 números, que transcorria de forma paral·lela a la sèrie Star Wars.
A l'agost de 2019, Marvel va anunciar que la principal sèrie de Star Wars començada el 2015, havia arribat narrativament al calendari dels esdeveniments de L'Imperi Contraataca i acabaria el novembre de 2019 amb el número 75. Un One-shot de 56 pàgines anomenat Star Wars: Empire Ascendant, escrit per Charles Soule, Greg Pak, Simon Spurrier i Ethan Sacks, es va publicar el desembre de 2019 per acabar la sèrie. A la New York Comic Con, a octubre del 2019, Lucasfilm i Marvel van anunciar que el títol principal de Star Wars es rellançaria amb una nova sèrie en curs a partir de gener del 2020.

### Videojocs
Des de 1982, dotzenes de videojocs basats en Star Wars han estat publicat sent el primer de tots Star Wars: L'Imperi Contraataca, llançat per a Atari 2600 per la companyia Parker Brothers. Des de llavors Star Wars ha estat traslladat a una multitud de jocs d'acció, relacionats amb diversos jocs de simulació de vol espacial, trets en primera persona, rol, ETR, i similars. Els jocs més venuts fins ara són els Lego Star Wars i la sèrie Battlefront (formada principalment per Battlefront I i Battlefront II), amb 12 i 10 milions d'unitats, respectivament. A més, cal assenyalar que Star Wars: Knights of the Old Republic és també un joc molt conegut dins del gènere.
Els últims jocs llançats a la venda són Lego Star Wars: The Complete Saga, Star Wars: The Force Unleashed i Star Wars: The Force Unleashed II, per a PlayStation 3, PSP, PlayStation 2, Xbox 360, Nintendo DS i Wii. Si bé The Complete Saga se centra en els sis episodis de la sèrie, The Force Unleashed, el nom és el mateix al del projecte multimèdia del qual forma part, pren lloc en el període inexplorat situat entre La venjança del Sith i Una nova esperança i fa que els jugadors assumeixin el paper de l'«aprenent secret» de Darth Vader, el qual té la missió de caçar els jedis supervivents. El joc presenta un nou motor de joc en l'aspecte gràfic, i va ser llançat el 16 de setembre de 2008 als Estats Units. Hi ha dos títols més, basats en les Guerres Clon, que van ser posats a la venda durant el novembre de 2008 per Nintendo DS (Star Wars: The Clone Wars – Jedi Alliance) i per a Wii (Star Wars: The Clone Wars – Lightsaber Duels). A més, hi ha una sèrie de videojocs de rol titulada Star Wars: Knights of the Old Republic, la qual està formada per Star Wars: Knights of the Old Republic (2003; Xbox i PC), Star Wars: Knights of the Old Republic II – The Sith Lords (2005; Xbox i PC) i Star Wars: The Old Republic (2011).
Els últims videojocs que van sortir a la venda a partir de la dècada de 2010 són: Star Wars: The Force Unleashed II (2010), Star Wars: The Old Republic (2011), Lego Star Wars III: The Clone Wars (2011) i Kinect Star Wars (2012).
Després de l'adquisició de la franquícia per part de Disney, es va reassignar la llicència per desenvolupar videojocs a EA. Aquests videojocs es consideren canònics i tenen més influència dels desenvolupadors de la frnquícia. Disney es va associar amb Lenovo per crear el videojoc de realitat augmentada Jedi Challenges, publicat el novembre de 2017. L'agost de 2018, es va anunciar que Zynga publicaria jocs per a mòbil gratuïts. Els jocs de Battlefront van rebre un reboot amb Star Wars: Battlefront el novembre de 2015, que va ser seguit per una seqüela, Battlefront II, el novembre de 2017. Un joc d'acció i aventura per a un sol jugador, Star Wars Jedi: Fallen Order, amb una història original, es va estrenar el novembre de 2019. Un joc de combat espacial titulat Star Wars: Squadrons, que es basa en les batalles espacials de Battlefront, es va publicar l'octubre de 2020. La seqüela de Fallen Order, Star Wars Jedi: Survivor, es va publicar el 2023. Aquest mateix any es va anunciar Star Wars Outlaws, publicat per Ubisoft.

### Pel·lícules fetes per fans

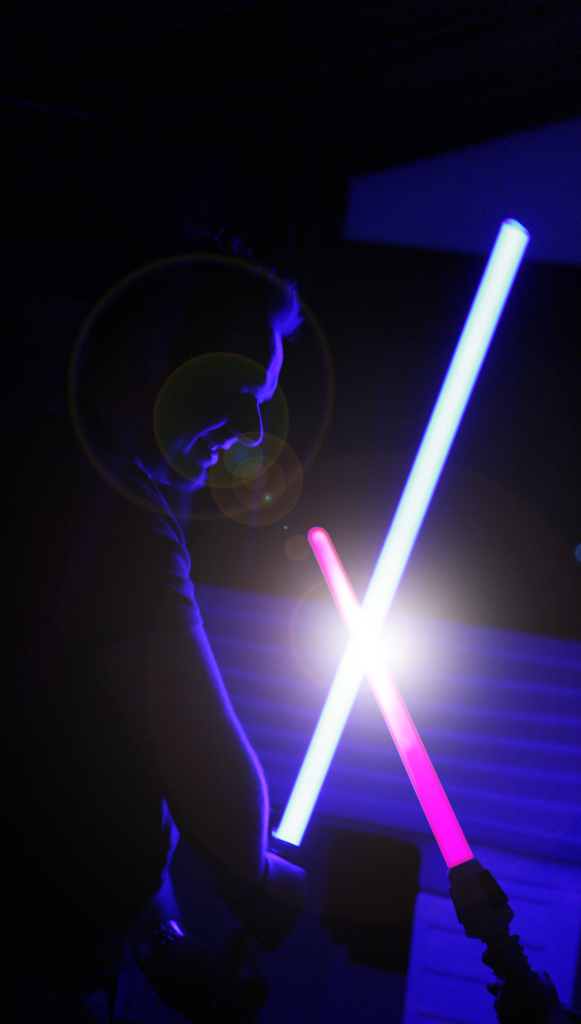
L'univers de Star Wars també ha donat lloc a la producció de pel·lícules de baix pressupost realitzades pels mateixos fans.

Star Wars ha sigut d'inspiració per a molts fans de la sèrie que han optat per produir els seus propis projectes apòcrifs. En anys recents, s'han interessat encara més a crear pel·lícules casolanes (la majoria de baix pressupost), en comptes de només redactar novel·les o llibres. El 2002, Lucasfilm va patrocinar la primera cerimònia del premi anomenada The Official Star Wars Fan Film Awards, amb el que va reconèixer oficialment als directors involucrats així com al gènere naixent («pel·lícules de fans»). A causa de qüestions de problemes legals relacionats amb els drets d'autor i marques registrades, l'esdeveniment inicialment estava destinat a abordar només paròdies, falsos documentals i programes tipus documental. Les pel·lícules de fans situades en l'univers de Star Wars no podien resultar electes, però en 2007 Lucasfilm va modificar els estàndards de submissió per permetre que participessin tots aquells projectes d'aquesta temàtica.
Encara que diverses pel·lícules de fans han incorporat elements de l'univers expandit per abordar les seves trames, aquestes no es consideren com a part oficial del cànon de Star Wars. Tanmateix, el personatge estel·lar de la sèrie Pink Five va ser incorporat en la novel·la Allegiance (2007) de Timothy Zahn, sent la primera vegada que un personatge creat per un aficionat era usat en material oficial de la franquícia. Si bé la majoria de les ocasions Lucasfilm ha permès la creació de material creat per fans, el mateix mai ha estat aprovat com a part de Star Wars.

### Star Wars Celebration
El 30 d'abril de 1999, amb motiu de l'estrena de The Phantom Menace, Lucasfilm va dur a terme a Denver, Colorado una convenció inspirada en l'univers de Star Wars. La mateixa va tenir una durada de 3 dies (va finalitzar el 2 de maig d'aquell any), i va comptar amb una assistència de 12.000 seguidors de la franquícia. Des de llavors, s'han celebrat cinc esdeveniments més: Celebration II, esdeveniment al qual van acudir 27.000 assistents, va esdevenir en maig de 2002, a Indianapolis, i es va realitzar amb motiu de l'estrena L'atac dels clons; Celebration III es va celebrar a l'abril de 2005 novament a Indianapolis, va tenir una assistència de 29.000 fans i va ser realitzat amb motiu del debut als cinemes de La venjança del Sith. Mentrestant, els esdeveniments Celebration IV (maig de 2007; va tenir un total de 35.000 assistents, i es va situar a Los Angeles), Celebration Europe (juliol de 2007, en el Centre d'Exposicions ExCeL, a Londres, amb una assistència de 29.000 seguidors de Star Wars) i Celebration Japan (juliol de 2008, en el Makuhari Messe, a Tòquio, amb un total de 17.000 assistents) es van dur a terme per celebrar el 30 aniversari del llançament d'Una nova esperança. L'agost de 2010, amb motiu del 30 aniversari de l'estrena de L'Imperi contraataca i per festejar la continuïtat de la sèrie animada Star Wars: The Clone Wars, es va dur a terme Celebration V a Orlando, Florida. Aquest últim va tenir una concurrència estimada en 32.000 assistents.
D'acord amb el lloc web oficial, Star Wars Celebration es defineix com «l'esdeveniment oficial de Lucasfilm que celebra totes les coses relacionades amb Star Wars, produïdes per i per a fans».

### Star Wars: In Concert
El 2009, es va estrenar Star Wars: In Concert, una producció de Lucasfilm en associació amb Another Planet Touring, dissenyada per Steve Cohen i dirigida per Dirk Brosse, la qual es tracta d'un esdeveniment musical de dues hores de durada on la Royal Philharmonic Orchestra i un cor en viu interpreten els temes musicals compostos per John Williams, mentre es projecten de forma sincronitzada una sèrie d'escenes editades de les pel·lícules de Star Wars en una gran pantalla Led d'alta definició de fins a «tres pisos d'altura». Star Wars: In Concert és narrat per l'actor Anthony Daniels, que va donar veu al personatge C-3PO a les pel·lícules. Originalment, l'esdeveniment es va denominar Star Wars: a Musical Journey en la seva gira per Europa, i més de les interpretacions orquestrals, va consistir en una exhibició d'artefactes inèdits usats en les pel·lícules, com ara: vestuaris, esbossos i una varietat d'utillatge. Aquest esdeveniment va debutar a l'abril de 2009, a l'O₂, a Londres. La seva gira pel continent americà va començar l'1 d'octubre de 2009, presentant-se en l'Honda Center, d'Anaheim, Califòrnia, i va continuar al llarg de 2010 en recórrer diverses ciutats dels estats de Florida, Tennessee, Los Angeles, Kansas, Texas, Arizona, Califòrnia i Nevada, als Estats Units. Així mateix, el 9 de juny l'espectacle va arribar a Monterrey, Mèxic, on es va presentar en l'Arena Monterrey, Mentre que el 12 del mateix mes es va exhibir a l'Auditori Nacional del Districte Federal. Després d'un total de 140 exhibicions en un centenar de ciutats d'11 països diferents, els responsables de l'esdeveniment van decidir prendre una lleugera pausa en el seu tour fins nou avís.
| «             | He vist algunes presentacions d'orquestres en viu amb clips de vídeo de Star Wars i aquest tipus de coses. Però això [Star Wars: In Concert] és molt més que això: és molt més emocional, ja que el que han fet és agafar el contingut emocional de les bandes sonores... un és òbviament la 'Marxa Imperial', un altre és òbviament romàntic... i han editat pel seu compte totes les imatges de les pel·lícules, així que el que veuen aquí és en veritat un ampli rang d'escenes que van d'acord amb la música […] El que vull dir és que això realment funciona, perquè va ser editat específicament per fer ressaltar les emocions. | » |
| — Gorge Lucas | |   |

Després de la seva primerenca presentació a Londres, la revista The Hollywood Reporter va detallar en la seva ressenya: «Si creuen que el món no necessita una altra variació de Star Wars a part de les sis pel·lícules, les animacions, videojocs i joguines, estan oblidant l'extraordinària força que posseeix la música de John Williams, escrita específicament per a aquesta èpica de ciència-ficció».

### Teatre
El novembre de 2019 es va confirmar que se'n faria una versió teatral kabuki a Tòquio, en un indret que de moment era secret, tot i que l'oficina de Disney al Japó, productora de l'espectacle, va declarar que els fans podrien seguir-la en streaming. L'obra en qüestió, Kabuki-Rennosuke and the Three Light Sabers, canviaria les espases samurais per sables làser i els guerrers feudals per les forces de la llum i de la foscor. La protagonitzarà Ichikawa Ebizo XI en el paper de Kylo Ren, un dels actors de teatre més aclamats del Japó.

## Marxandatge
Star Wars també va marcar una important innovació en el domini del marxandatge, que, fins llavors, era considerat com una part essencial per a la promoció d'una pel·lícula. De fet, per llavors només hi havia una productora, o més aviat un sol estudi cinematogràfic orientat a aquesta activitat: Universal. En qualsevol cas, gairebé era segur que únicament The Walt Disney Company podia obtenir bons guanys amb aquesta pràctica. Tanmateix, Lucas en comptes de demanar un augment de sou per la direcció d'Una nova esperança, li va demanar a la Fox els drets de llicència de la major part del marxandatge i els ingressos derivats de la pel·lícula. Aquests últims van acceptar independentment del potencial comercial que tenia la pel·lícula. No obstant això, ningú volia produir aquests productes, uns quants pòsters eren l'únic tipus de producte que es podia adquirir respecte a les pel·lícules. Kenner només va tractar de produir una línia de figures d'acció, i hi va haver una alta demanda per part dels col·leccionistes quan van començar a ser produïts el 1985. No obstant això, no eren suficients els exemplars que sortien a la venda per llavors, ja que a partir de l'estrena d'Una nova esperança, la demanda es va incrementar. Per tant, es va adoptar una mesura especial per part de l'empresa: posar al mercat una sèrie d'envasos anomenats «Early Bird», els quals contenien cadascun una butlleta, amb el qual podrien adquirir el producte, comprometent llavors a enviar al client la figura d'acció tan aviat com es produïssin. Des de llavors, el marxandatge relacionat amb la saga es va tornar cada vegada més gran, va arribar a expandir-se en una àmplia varietat de productes: des de bustos, estàtues i rèpliques d'utillatge, fins a videojocs, còmics, llibres i cartells, els quals són només una fracció del vast imperi de productes vinculats amb Star Wars. El gener de 2010, l'empresa Adidas va llançar al mercat una col·lecció de sabates i roba dedicats a la saga.
Avui en dia, la venda de productes derivats de la saga ha estat fructífera, tan sols als Estats Units, s'arriben a consumir prop de 100 milions de dòlars a l'any, i des de 1977 es calculen guanys per un total de 9 mil milions de dòlars en tot el món.

### Joguines i figures d'acció
La saga Star Wars ha donat lloc a nombroses joguines de col·lecció des de l'estrena de la seva primera pel·lícula. Les primeres col·leccions de figures d'acció, a les que avui dia es denomina amb l'anglicisme vintage van ser comercialitzades de 1977 a 1985. Posteriorment van sortir a la venda altres col·leccions, com Power of the Force, Power of the Jedi, Original Trilogy Collection, Saga Collection, 30th Anniversary, Unleashed, entre d'altres.

### Jocs de construcció (Lego)
L'univers de Star Wars ha estat també reproduït en una sèrie de jocs de construcció de la famosa marca Lego. Una de les últimes sèries de productes de Lego adaptades a la saga de George Lucas reprodueix els personatges de la sèrie Star Wars: The Clone Wars.

### Jocs de rol de taula
Fins al dia d'avui hi ha tres jocs de rol de taula ambientats en l'univers de Star Wars:
- El primer va ser editat entre 1987 i 1999 per l'editorial West End Games amb el títol original en anglès Star Wars: The Roleplaying Game.[362]
- El segon va ser editat entre 2000 i 2010 per Wizards of the Coast, amb el títol original en anglès Star Wars Roleplaying Game. El 2002 es va publicar en anglès una revisió del primer manual de dos anys abans. Aquesta revisió és l'anomenat «manual bàsic revisat» (Revised Core Rulebook en l'edició original).[363]
- El tercer, titulat en anglès igual que el precedent, Star Wars Roleplaying Game, va ser publicat a l'agost de 2012 per Fantasy Flight Games, qui va adquirir la llicència de jocs de cartes, de miniatures i de rol de Star Wars a 2011[364] després que Wizards of the Coast l'hagués abandonat el 2010. El joc de rol de Star Wars de Fantasy Flight Games està dividit en tres standalone games (tres manuals bàsics independents que no necessiten els altres dos), i cadascun d'ells està especialitzat en la interpretació d'un tipus particular de personatge. Els tres manuals són els següents: Star Wars: Edge of the Empire,[365] per jugar amb personatges contrabandistes, caça-recompenses, pirates, etc., Star Wars: Age of Rebellion, per jugar amb personatges de l'Aliança Rebel, i Star Wars: Force and Destiny, per jugar amb cavallers jedi que s'amaguen de l'Imperi.

### Jocs de taula
El primer joc de tauler derivat de les pel·lícules de la saga va ser Star Wars: Escape from the Death Star, editat i distribuït en l'any mateix de l'estrena de l'episodi IV:
- Star Wars: Escape from the Death Star. (1977)[366]

Amb la sortida al mercat el 1987 del seu joc de rol, West End Games també va editar, successivament, els següents jocs de tauler:
- Star Wars: Star Warriors (1987)[367]
- Star Wars: Assault on Hoth (1988)[368]
- Star Wars: Battle for Endor (1989)[369]
- Star Wars: Escape from the Death Star (1990, no confondre amb el joc homònim de 1977)[370]

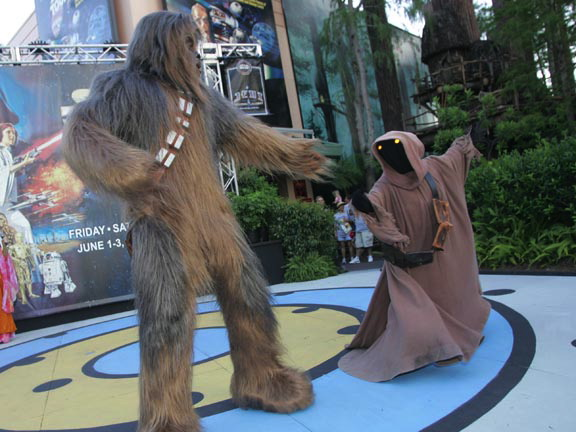
Persones disfressades com a Chewbacca i una criatura jawa, el 2007.

Altres jocs de tauler d'altres editors i també relacionats amb la temàtica Star Wars són els següents:
De la col·lecció Battleship:
- Battleship: Star Wars Advanced Mission (2002)[371]

De la col·lecció Monopoly:
- Monopoly Star Wars Limited Collector s Edition (1996)[372]
- Monopoly Star Wars (1997)[373]
- Monopoly Star Wars Episode I (1999)[374]
- Monopoly: Star Wars Episode II (2002)[375]
- Monopoly Star Wars Saga Edition (2005)[376]
- Monopoly Clone Wars (2008)[377]

De la col·lecció Risk Star Wars:
- Risk Star Wars The Clone Wars Edition (2005)[378]
- Risk Star Wars Original Trilogy Edition (2006)[379]

De la col·lecció Stratego:
- Stratego: Star Wars (2002)[380]
- Stratego: Star Wars Saga Edition (2005)[381]

De la col·lecció Trivial Pursuit:
- Trivial Pursuit: Star Wars Classic Trilogy Collector s Edition (1998)[382]
- Trivial Pursuit Star Wars - Episode I (1999)[383]
- Trivial Pursuit - Star Wars, Bite Size (2005)[384]
- Trivial Pursuit DVD: Star Wars Saga Edition (2005)[385]
- Trivial Pursuit DVD: Star Wars Saga Edition (2006)[386]

Altres:
- Star Wars: Destroy the Death Star (1977; Kenner)[387]
- Star Wars: Return of the Jedi: Battle at Sarlacc s Pit (1983; Hasbro)[388]
- Star Wars: The Queen's Gambit (2000; Hasbro)[389]
- Star Wars: Silent Death Starfighter Combat Game (2001; Wizards of the Coast)[390]
- Star Wars: Epic Duels (2002; Hasbro)[391]
- Star Wars: Jedi Unleashed (2002; Hasbro)[392]

### Jocs de miniatures
- El 1991 West End Games va editar un joc de miniatures titulat Star Wars Miniatures Battles.[393]
- El 2004 Wizards of the Coast va editar un joc de miniatures col·leccionables titulat Star Wars Miniatures.[394]

### Cromos
Els cromos col·leccionables de Star Wars han estat publicats des de la primera sèrie «blau», realitzada per Topps, en 1977. Des d'aleshores, desenes de sèries han estat produïdes, amb Topps sent el creador autoritzat en territori nord-americà. Algunes sèries de targetes són de fotogrames de les pel·lícules, mentre que altres són obres artístiques originals. A més, moltes d'aquestes targetes s'han convertit en peces altament col·leccionables referents a la saga, amb algunes «promos» molt estranyes, com per exemple la targeta enumerada com «P3» d'un «Yoda flotant» que va acompanyar a la Galaxy Sèries II del 1993. En general aquestes cartes s'arribaven a vendre a 1000 dòlars o més. Cal assenyalar que els sets de «cartes base» (és a «cartes comunes») eren abundants, encara que molts «cromos» tipus «insert card» eren molt difícils d'adquirir en el mercat.

### Star Wars: Frames
A la primeria de 2011, Lucas va donar a conèixer una col·lecció de fotografies titulada Star Wars: Frames, la qual consisteix en diverses imatges preses directament de cadascuna de les escenes de les pel·lícules de Star Wars i seleccionades específicament per Lucas. Aquestes edicions impreses (una per cada pel·lícula) van ser posades a la venda després del llançament de la saga en format de vídeo Blu-ray, al setembre de 2011, en un compilatori protegit amb una coberta de fusta i van tenir un tiratge limitat a 1138 còpies, amb un preu d'adquisició de 3.000 dòlars.

## Edició domèstica
La sèrie de pel·lícules de Star Wars s'ha distribuït en diversos formats des de la seva estrena. La majoria d'aquests productes presenta diversos canvis implementats pel mateix Lucas per tal d'apropar cada pel·lícula encara més a la seva visió original. Tot i que Star Wars es va llançar inicialment en format VHS, prèviament, el 1977, Ken Films va treure a la venda als Estats Units una sèrie de clips de vídeo amb escenes selectes d'Una nova esperança en format Súper 8, mateixos que es podien veure a través d'un canó projector. A l'inici, es distribuïen fragments de nou minuts de durada de la cinta (els quals podien incloure o no, so durant la seva reproducció), per després donar pas a escenes de gairebé 20 minuts. No obstant això, la Fox, en el seu moment, va usar aquests productes com una tècnica de màrqueting per promocionar Star Wars, en comptes de catalogar-los com un producte de consum.
Pel que fa a la nova trilogia, si bé The Phantom Menace i L'atac dels clons es van llançar tant en format VHS com en DVD, a partir de La venjança dels Sith únicament es van distribuir els DVD de les dues entregues (la versió VHS només es va posar a la venda a Austràlia i Regne Unit). D'acord al lloc web Counting Down: «20th Century Fox i Lucasfilm llançaran La venjança dels Sith, la qual s'espera que es converteixi en un dels films més reeixits de la temporada, exclusivament en DVD. Star Wars serà la primera gran producció en acomiadar-se del VHS, encara que alguns diuen que això no resulta sorprenent, ja que hi ha una gran comunitat de seguidors del DVD».
Ambdues trilogies van ser llançades novament a la venda en dos paquets diferents de DVD, un per cada trilogia, disponibles en territori nord-americà a partir del 4 de novembre de 2008. Cal afegir que els discos en el seu interior no contenen cap bonus o material addicional inèdit. El desembre de 2011, les sis pel·lícules seran distribuïdes en format Blu-ray.

### VHS, CED, Betamax i LaserDisc
A la darreria dels anys 1970, el VHS no va resultar ser un fenomen generalitzat: diverses pel·lícules es van distribuir fins i tot molt temps després de la seva exhibició en cinemes. Per tant, el VHS de Star Wars va començar a comercialitzar-se a partir de 1980, quan el format ja gaudia d'una gran popularitat. La primera vegada que la saga va estar disponible oficialment a la venda en format de vídeo va ser l'1 de setembre de 1982; tres mesos abans, la Fox va enviar un comunicat a tots els distribuïdors de vídeo confirmant que els cassets VHS disponibles a partir de maig d'aquest any, només s'oferirien en lloguer, ja que les còpies en si començarien a vendre's a partir de setembre. Això va ocórrer a causa que possiblement la Fox era conscient que el llançament dels vídeos en plena temporada estiuenca podria competir amb l'estrena als cinemes de Star Wars. No obstant això, diversos distribuïdors es van queixar d'aquesta determinació, ja que sabien que la demanda dels vídeos de la trilogia era molt alta, així que van optar en canvi per oferir als seus clients el que van catalogar com «un lloguer de per vida», en la que cada consumidor als Estats Units pagava 120 dòlars per adquirir el VHS. Pel que fa a possibles problemes legals, com que eren diverses les distribuïdores que van realitzar aquesta estratègia, la Fox no va poder intervenir en l'assumpte. El desembre de 1984, es va estrenar L'Imperi contraataca en VHS i Betamax, s'estima que en el seu primer any de debut, es van vendre fins a 375.000 unitats només en territori estatunidenc. L'any següent, el 1985, es van llançar les dues primeres cintes de la trilogia original en format LaserDisc, mentre que a l'any següent s'estrenà El retorn del Jedi format de vídeo casolà.
Amb el pas del temps, es van llançar fins a tres versions diferents de la trilogia original en VHS: una cap a la fi de 1990 (va ser la primera vegada que la trilogia apareixia en compilatori, incorporant algunes característiques addicionals), una altra el 1994 (la qual va comptar amb una remasterització de l'àudio) i una altra més el 1995 (l'última previ a l'aparició de les edicions especials, a més, per a aquesta edició, es va utilitzar màrqueting viral per promocionar el recopilatori en crear un lloc web exclusiu per part de Fox). Precedides pel lema «Ara o mai», referint-se al període limitat durant el qual es van vendre, van aparèixer les versions VHS dels LaserDisc distribuïts uns anys abans. Alhora, es comercialitzaven edicions de la trilogia en format CED, l'única diferència, respecte al VHS, era el seu cost reduït. El 1992, la trilogia va debutar en format de pantalla ampla en VHS, en el paquet Star Wars Trilogy Special Letterbox Collector's Edition, contenint el vídeo titulat From Star Wars to Jedi: The Making of a Saga a manera de material addicional.
El 1993, es va llançar el recompilatori de Laserdiscs titulat Star Wars Trilogy: The Definitive Collection, la qual contenia la trilogia original en format de vídeo de pantalla ampla i remasteritzada amb tecnologia THX, comentaris d'àudio, així com diverses característiques especials, juntament amb una còpia del llibre George Lucas: The Creative Impulse, el qual conté les vivències del director en els seus primers vint anys de trajectòria cinematogràfica. Mesos després, l'octubre de 1995, va aparèixer novament el mateix paquet, només que aquesta vegada no incorporava el llibre, i contràriament venia acompanyat d'un parell de discos addicionals, els quals abordaven la producció de la trilogia. A causa de limitacions tècniques, la versió Laserdisc de L'Imperi contraataca va ser comprimida, motiu pel qual la seva durada va ser limitada a només dues hores. Fins a la data, no hi ha versions disponibles en format VHS de la saga al mercat.
El 2000, es va estrenar The Phantom Menace en format VHS, sent l'únic format de vídeo disponible de la pel·lícula als Estats Units. Remasteritzat amb tecnologia THX, el casset es va fer acompanyar d'un documental especial sobre el procés de filmació de la cinta, a més d'un llibre de 48 pàgines amb il·lustracions, dibuixos i esbossos usats originalment en la producció.

#### Edició especial de 1997
El 1997, la trilogia va ser remasteritzada i es va redistribuir a les sales de cinema (a unes quantes setmanes de diferència entre cada pel·lícula, a partir de gener), i més tard en VHS sota el nom d'«Edicions Especials». A més d'una neteja feta als negatius, Lucas va afegir i va canviar la majoria de les escenes per convertir cada pel·lícula en el que originalment havia planejat. Segons les mateixes paraules de Lucas:

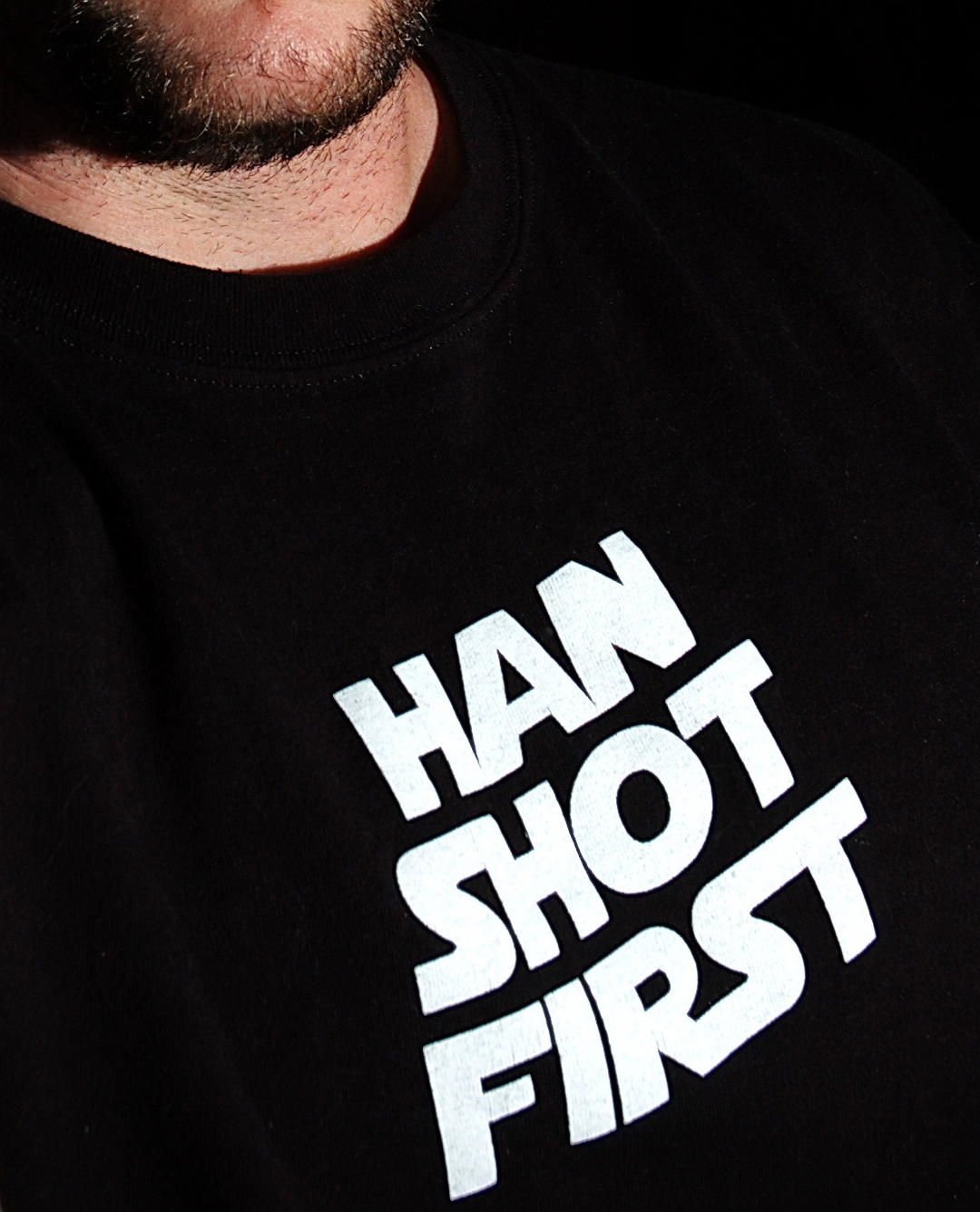
Samarreta amb la inscripció «Han shot first» («Han disparà primer») que es va comercialitzar a causa d'un canvi en l'edició especial d'Una nova esperança, estrenada el 1997.

Molts dels canvis van consistir en addicions digitals, com l'ampliació dels ambients, l'increment dels personatges addicionals o de neteja de fons. Tanmateix, això va despertar cert descontentament entre molts fans, la més famosa, que va engendrar a diversos llocs de protesta, va ser una escena a Una nova esperança, que presentava a Han Solo sent perseguit per un caça-recompenses anomenat Greedo, en la qual aquest negocia la seva libertat. En la versió original, Han dispara al caçarrecompenses, causant-li la mort, mentre que en la modificació, poc abans que han disparés, Greedo tracta de matar-lo, però fracassa. L'escena canvia, en certa manera, el caràcter de Han Solo, ja que si en la primera versió el personatge és mostrat amb una actitud gairebé dolenta i ambigua, en la segona versió, ell sembla defensar l'enemic d'una manera legítima. Fins i tot, l'escena en què Han Solo es troba amb Jabba el Hutt al port espacial, trepitjant la seva cua sense que aquest es molesti, no coincideix amb la caracterització de Jabba, la qual és descrita com algú que es troba poc disposat a acceptar qualsevol tipus d'insult. Aquest tipus de canvis no va ser ben rebut pels fans, i temps després aquests van mostrar la seva preferència per les versions originals de les pel·lícules.

### DVD
El 16 d'octubre de 2001, Star Wars va debutar en format DVD amb el llançament de The Phantom Menace en un set de dos discos, contenint diverses característiques addicionals. A més a més, va ser la primera vegada que es van incloure escenes eliminades de Star Wars en format de vídeo domèstic. L'any següent, es va llançar l'Episodi II en el mateix format, contenint una sèrie de materials extra igual que el seu predecessor.

#### Edició de 2004

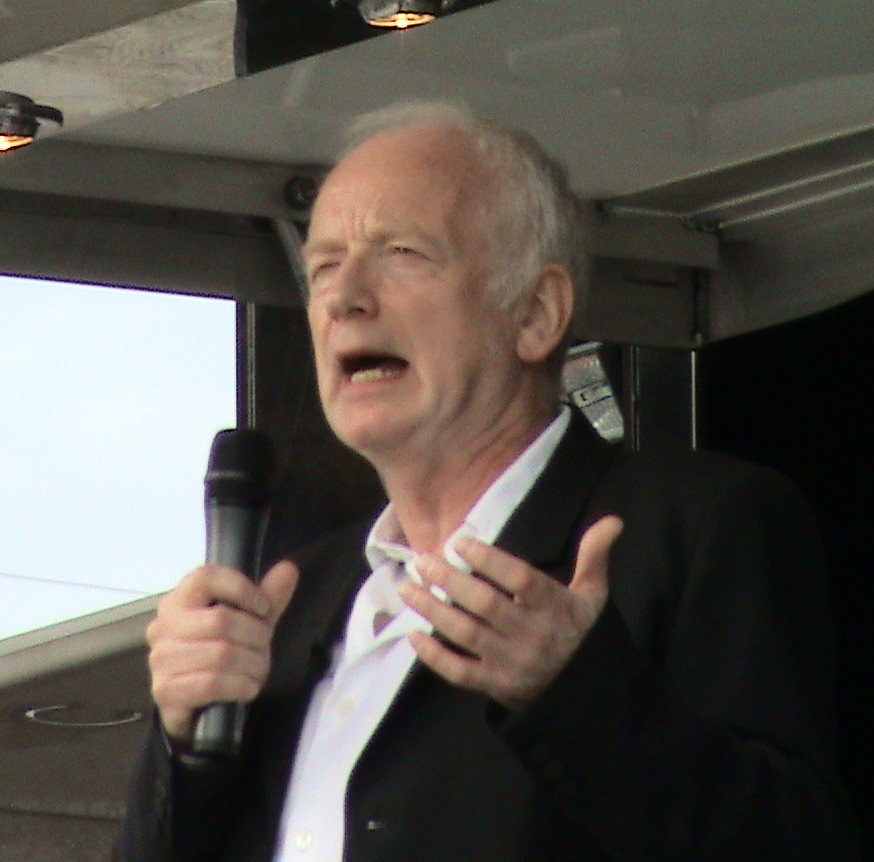
Ian McDiarmid, qui va interpretar a Palpatine a El retorn del Jedi i en la trilogia preqüela, va gravar una escena per a l'edició de L'imperi contraataca llançada el 2004 que va substituir la introducció original del seu personatge en la saga.

L'empresa Lowry Digital Images va realitzar un llarg treball per millorar la trilogia original de Star Wars, tant en l'àmbit de l'àudio com del vídeo, i el 24 de setembre de 2004 va ser distribuïda en format DVD. El paquet va incloure quatre discos: els tres primers amb les pel·lícules i un addicional amb diverses característiques especials.
Un dels canvis més visibles és l'escena introductòria de Palpatine a L'Imperi contraataca: l'actor Ian McDiarmid, qui va interpretar al personatge a El retorn del Jedi i en la trilogia de preqüeles, va gravar aquesta escena durant la producció de La venjança dels Sith i va ser afegida en substitució de l'original. Així mateix, Lucas va modificar part del diàleg entre Vader i Palpatine perquè fos més d'acord amb els esdeveniments de les preqüeles. De manera similar, es va editar l'escena final de El retorn del Jedi en la qual apareixen els esperits d'Anakin, Yoda i Obi-Wan: l'actor original que va interpretar a Anakin per aquesta única escena, Sebastian Shaw, va ser reemplaçat amb un arxiu de vídeo de Hayden Christensen, intèrpret d'Anakin en la trilogia de preqüeles, causant descontent entre els seguidors de la saga.
Altres modificacions menors que es poden evidenciar en el DVD d'Una nova esperança: l'escena de l'enfrontament entre Han Solo i Greedo va ser editada novament, només que en aquesta versió els dos disparen pràcticament de forma simultània (Greedo segueix sent el primer que dispara). Mentrestant, a L'Imperi contraataca, l'actor Temuera Morrison va gravar alguns diàlegs de Boba Fett i es va eliminar pràcticament l'escena en la qual Luke crida una vegada que salta per escapar de Vader a Ciutat Nuvol. D'acord amb declaracions del mateix Lucas, l'edició en DVD de 2004 constitueix la versió canònica de la trilogia original.

#### Edició de 2006
El 12 de setembre de 2006, es van llançar en DVD les «versions inalterades» de les pel·lícules originals de Star Wars, contenint l'edició original projectada en cinemes de cada film, juntament amb l'edició remasteritzada de 2004. Cal afegir que aquesta edició va estar disponible a la venda per un temps limitat, concloent la seva distribució el 31 de desembre de 2006. Tanmateix, poc després es va aclarir que el terme «versió inalterada» no es refereix en si als negatius originals de cada cinta, sinó més aviat a l'edició LaserDisc de 1993, d'acord amb un document expedit per Lucasfilms.

### Blu-Ray
A l'inici de 2010, Lucasfilm va confirmar que s'havia estat treballant durant anys en l'edició d'alta definició Blu-ray de Star Wars. L'agost de 2010, durant l'esdeveniment Celebration V, George Lucas va anunciar el llançament de les sis pel·lícules de la franquícia en format Blu-Ray en un box set que sortiria a la venda al setembre de 2011. Així mateix, s'inclou material inèdit addicional, com per exemple una escena eliminada d'El retorn del Jedi, on Luke utilitza per primera vegada el seu nou sabre de llum de color verd per infiltrar al palau de Jabba the Hutt. Després d'acabar d'acoblar el seu sabre, Luke l'amaga a la cúpula de R2-D2. A principi de 2011, StarWars.com va donar a conèixer que hi hagué tres edicions de Star Wars Blu-ray: una amb 9 discos amb les sis pel·lícules de la sèrie, una altra amb la trilogia preqüela i amb 3 discos d'extres, i una més amb les tres seqüeles en 3 discos Blu-ray. També es troben disponibles les sis pel·lícules per separat en aquest format.
Finalment, l'edició Blu-ray va debutar el 13 de setembre de 2011 a Londres, Anglaterra, i l'endemà va arribar a Hispanoamèrica i Catalunya. El 16 de setembre va començar a distribuir-se als Estats Units. Tot just en la seva primera setmana de llançament, es va vendre un milió de còpies de les edicions Blu-ray, convertint-se en la franquícia que més ingressos va generar en aquest format des del debut del Blu-ray al mercat. Tanmateix, algunes edicions realitzades per Lucas en aquesta nova versió van provocar reaccions variades dels seguidors de la sèrie. Una de les escenes modificades que van ser objecte de crítica inclou l'addició d'un diàleg de Darth Vader a l'Episodi VI, quan aquest es redimeix i mata Palpatine.

## Llegat i impacte cultural

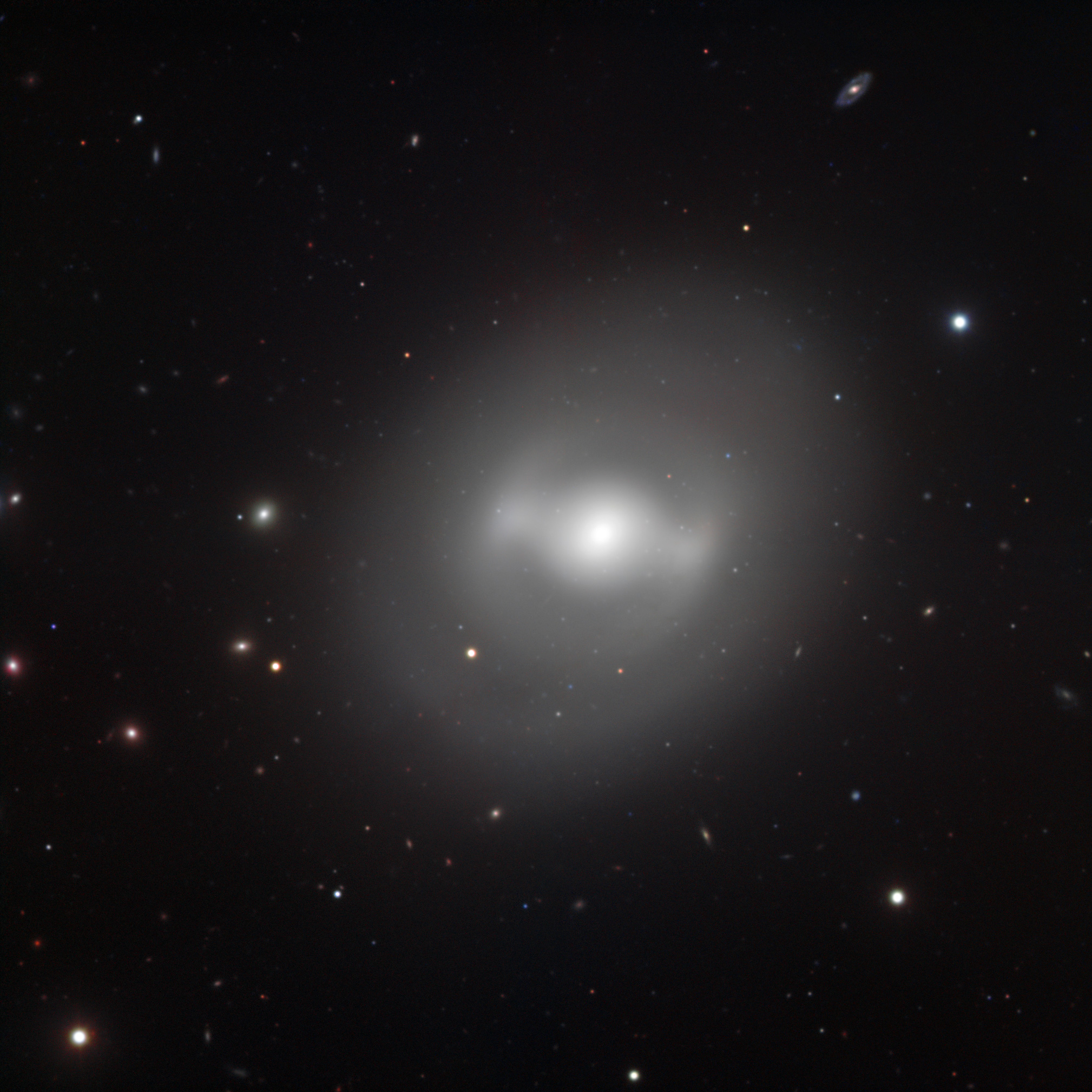
Cadascuna de les pel·lícules de Star Wars comença amb el popular pròleg «Fa molt temps, en una galàxia molt, molt llunyana [...]». A la fotografia, la galàxia NGC 936, la imatge guarda semblança amb l'escena que apareixen els vehicles TIE Fighter, enviats per Darth Vader en una de les cintes.

La saga de Star Wars ha tingut un impacte significatiu en la cultura popular moderna. La saga ha influït sovint en altres obres de ciència-ficció i les tècniques i innovacions que va introduir han millorat la realització cinematogràfica. A ella s'atribueix també el ressorgiment de l'interès popular en la ciència-ficció i l'establiment de la mateixa com un gènere que pot resultar en un èxit de taquilla (això últim aconseguit juntament amb la pel·lícula Jaws, de 1975). D'acord al lloc web The Cult: «Hi ha moltes pel·lícules d'èxit. Hi ha moltes pel·lícules que són enormement populars i han estat vistes per milions d'espectadors a tot el món. Però són molt poques les que s'han fet un lloc en l'imaginari col·lectiu com el que ha conquistat la saga Star Wars».
Així mateix, Star Wars va canviar de manera significativa les pel·lícules que es produïen a Hollywood en aquells dies, fent que els productors passessin d'abordar històries profundes, serioses i dramàtiques per enfocar-se en èxits de taquilla en els quals els efectes especials cobrarien especial importància en el desenvolupament de la trama. Es pot dir llavors que el món dels efectes especials es va revolucionar amb l'estrena del primer lliurament, un aspecte que no havia progressat molt des dels anys 1950, per a la qual George Lucas va crear l'empresa Industrial Light & Magic i que des de llavors no ha deixat d'aportar novetats en aquest camp. Igualment, Lucasfilm va introduir innovacions en el so i el muntatge amb la creació d'EditDroid, que va canviar la forma de muntar les pel·lícules i que va precedir els sistemes que s'usen en l'actualitat. Cal afegir que també va crear el model de producció de trilogies cinematogràfiques, mostrant-ho com un sistema que, gràcies als seus drets de marxandatge, pot generar més guanys que una sola pel·lícula. Quan la 20th Century Fox (productora de les pel·lícules), després de l'èxit de la primera pel·lícula, que va obtenir fins a 100 milions de dòlars nord-americans en només tres mesos, les accions de l'empresa van passar de 6 a 25 milions de dòlars per acció, generant guanys d'1,2 milions de dòlars per dia per a l'estudi. Amb això, la Fox va poder adquirir les corporacions Aspen skiing i Pebble Beach Golf, i encara va gaudir d'un considerable excedent el 1977. A partir dels rellançaments, continuacions i productes comercials, l'estudi va continuar evolucionant a tal grau que va passar de ser una productora a punt de fer fallida a un conglomerat estable a la indústria.

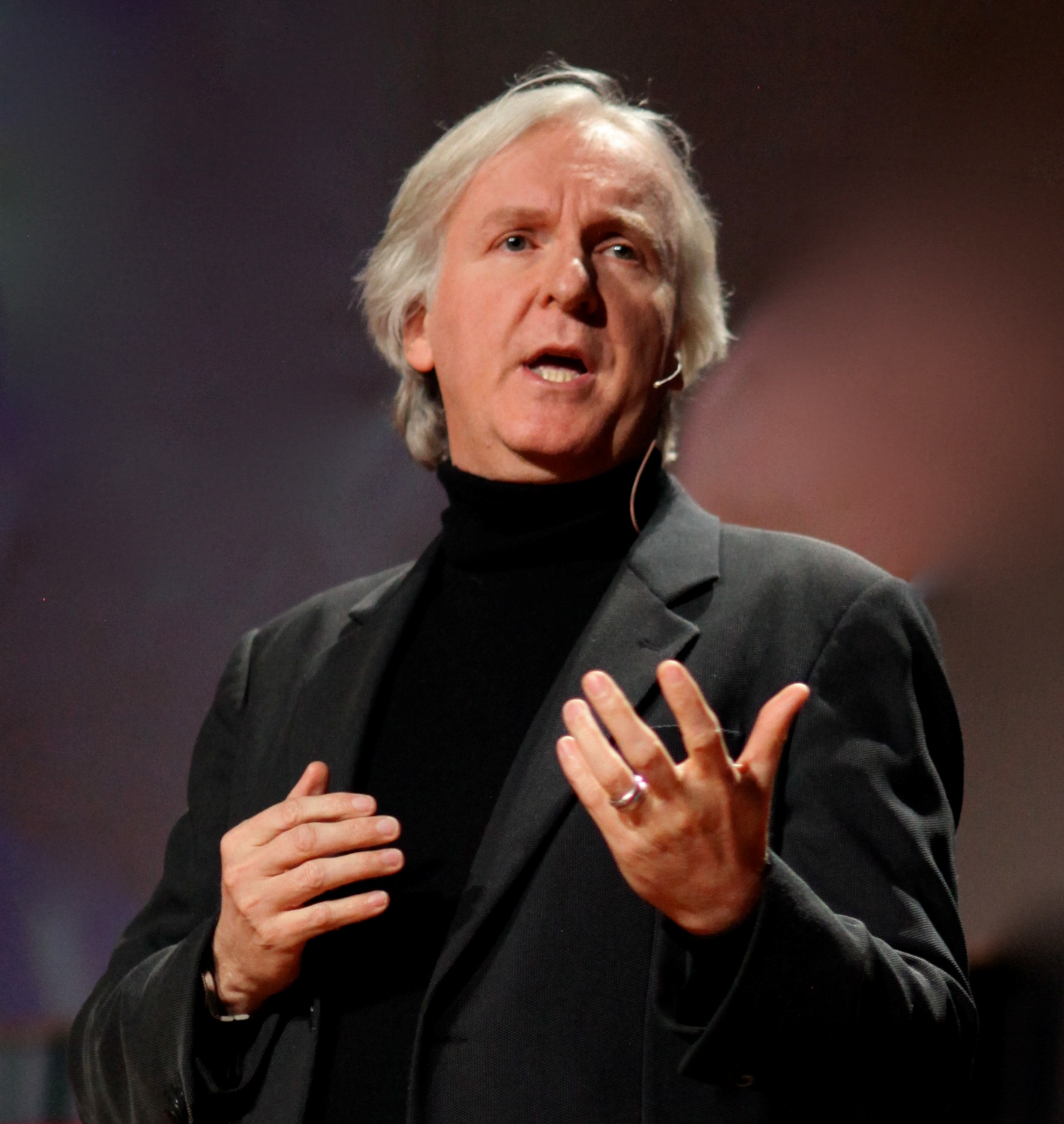
Star Wars ha influenciat en diverses personalitats del cinema, com per exemple James Cameron (director de films com Aliens i Avatar).

Diversos cineastes han reconegut que Star Wars els va impulsar a dedicar-se al cinema, com James Cameron que va deixar la feina de camioner després de veure el primer lliurament el 1977, i altres han citat la seva influència en algunes de les seves pel·lícules, com John Singleton, Roland Emmerich, Ridley Scott i Peter Jackson. Aquests dos últims van destacar especialment un concepte que van utilitzar, respectivament, en Alien i en la trilogia cinematogràfica del Senyor dels Anells: el «futur usat», anomenat així pel mateix George Lucas i consistent a mostrar tot amb un aspecte brut, com si fes anys que era en ús enfront de la neteja i perfecció que anteriorment mostraven totes les pel·lícules de ciència-ficció. Scott el va descriure com «un toc meravellós» i Jackson va afirmar que el realisme que aquest concepte aportava a les pel·lícules ajudava més al fet que l'espectador s'acostés als personatges. Segons les mateixes paraules de John Lasseter, director de films com Toy Story i A Bug's Life: «Hi ha pocs moments a la vida que mai oblidaré i un d'ells és haver vist Star Wars al Teatre Xinès - feia només dos dies que estava en cartellera. Recordo que mentre la veia no podia creure que una pel·lícula pogués emocionar tant algú. Al final, em va donar una sacsejada. Vaig mirar cap a l'audiència i tots estaven cridant».
Les pel·lícules i els personatges han estat parodiats a televisió, cinema i música en nombroses ocasions, i alguns termes com «Imperi maligne» i frases com «Que la Força t'acompanyi» s'han convertit en part del lèxic popular i audiovisual, fins a tal grau que aquesta última va ser enllistada com la vuitena millor frase en la història del cinema nord-americà per l'American Film Institute.
D'altra banda, quan Ronald Reagan va proposar la Iniciativa de Defensa Estratègica (SDI), que és un sistema basat en làsers i míssils per interceptar ICBMs enemics entrants cap als Estats Units, el pla va ser etiquetat amb rapidesa sota el nom de «Star Wars», implicant que aquesta gesta era qüestió de ciència-ficció i que això també es relacionava amb la carrera d'actuació de Reagan. D'acord amb Frances FitzGerald, Reagan es va molestar per això, però el subsecretari de Defensa, Richard Perle, va dir als seus col·legues que «el nom no era tan dolent», «Per què no?», va respondre. «És una bona pel·lícula. A més, els bons van guanyar». Això va guanyar més ressò quan Reagan va descriure a la Unió Soviètica com un «Imperi maligne».
El 31 d'octubre de 1997, es va estrenar una exhibició en el Museu Nacional de l'Aire i l'Espai titulada Star Wars: The Magic of Myth, on es mostraven models de producció originals, així com accessoris i vestuaris usats en les primeres tres pel·lícules de la sèrie. Aquesta instal·lació va ser clausurada el 31 de gener de 1999, després d'això va realitzar una gira per territori nord-americà a través del Smithsonian Institution Traveling Exhibition Services. Des de llavors, l'única forma en què es pot accedir a ella és per mitjà de la pàgina web oficial de l'institut, fent un «recorregut virtual». Cal assenyalar que hi ha una exhibició similar, creada pel Boston Museum of Science, que no té cap vincle amb Star Wars: The Magic of Myth. A l'octubre de 2007, la NASA va llançar un transbordador espacial que portava al seu interior el sabre de llum originalment usat per Luke Skywalker a El retorn del Jedi, amb el propòsit de posar-lo en òrbita; l'accessori va passar dues setmanes en l'espai exterior, després de les quals va ser tornat a la Terra el 7 de novembre de 2007. A més, l'efecte de vídeo hologràfic associat amb Star Wars va servir a manera d'eina tecnològica per a la cadena CNN durant la cobertura especial de les eleccions presidencials nord-americanes de 2008. En el mateix, la reportera Jessica Yellin i el cantant Will.i.am semblaven estar en els estudis de la CNN (radicats a Nova York), parlant en persona amb els conductors Anderson Cooper i Wolf Blitzer, quan en realitat es trobaven a Chicago, específicament en el míting de Barack Obama. L'efecte es va aconseguir a partir de l'enregistrament de Yellin i Will.i.am amb càmeres 35 HD, davant un panell blau. És important afegir que aquest efecte hologràfic inspirar a un grup de científics de la Universitat d'Arizona per desenvolupar una tecnologia capaç de visualitzar una persona distant en temps real, tal com es veu en les pel·lícules de Star Wars. Inicialment, es va considerar usar aquesta tecnologia per desenvolupar un nou tipus de videoconferències, però encara s'estudia la seva aplicació per a fins més consumistes i també en cirurgies i manufactura de mitjans de transport.
Temps després de l'estrena de la pel·lícula Avatar, James Cameron va esmentar el seu desig que aquesta es converteixi en un fenomen de la cultura popular, tal com a Star Wars, Star Trek i les obres de J. R. R. Tolkien. En les seves pròpies paraules: «Has de competir mà a mà amb aquests altres treballs èpics de fantasia i ficció, els Tolkiens, Star Wars i Star Trek. La gent vol una realitat alternativa que sigui constant per submergir-se en ella i volen els detalls que l'enriqueixen i fan que valgui la pena invertir el seu temps». Després de l'èxit d'Avatar en format 3-D, George Lucas va reconsiderar la possibilitat d'adaptar la totalitat de les sis pel·lícules a aquest mateix format, i va dir: «L'èxit que va obtenir el monstre de James Cameron m'ha convençut que la tecnologia ha evolucionat fins al punt que ara estic disposat a reconfigurar la sèrie que atorga aquesta atmosfera extraterrestre perquè pugui ser vista en tres dimensions».
Pel que fa a la terminologia usada en les pel·lícules, la filosofia dels cavallers jedi ha servit d'inspiració per obrir fins i tot escoles dedicades exclusivament a la impartició d'aquestes tècniques de meditació, i en alguns casos, els instructors responsables decideixen vestir-se com els personatges de Star Wars per tal de resultar més distingibles per als seus alumnes. Existeixen 3 escoles d'aquest tipus a tot el món: una a Nova York, una altra a Romania i una més a Xile.

### Paròdies
Les pel·lícules i els personatges de Star Wars han estat parodiats en nombroses ocasions, tant en televisió com en cinema. Entre les paròdies fílmiques destaca principalment Hardware Wars (1977), un curtmetratge dirigit i escrit per Ernie Fosselius i al qual el mateix George Lucas va donar el seu vistiplau. Amb un pressupost de 8.000 dòlars, va ser filmat en bars, platges i garatges de San Francisco en tan sols quatre dies i va aconseguir recaptar mig milió de dòlars, s'ha situat com el curtmetratge amb més èxit de tots els temps.
Lucasfilm va realitzar dos falsos documentals dedicats a la saga, tots dos convertits en obres de culte: Return of the Ewok (1982) i R2-D2: Beneath the Dome (2001). El primer va ser dirigit i escrit per David Tomblin, assistent del director Richard Marquand, i explica una història fictícia sobre com l'actor Warwick Davis va aconseguir el paper de l'ewok Wicket W. Warrick en El retorn del jedi. El segon va ser dirigit per Don Bies i Spencer Susser durant el rodatge de L'Atac dels clons i compta amb la participació de l'equip de la saga com George Lucas i Francis Ford Coppola o els actors Carrie Fisher, Harrison Ford, Ewan McGregor, Hayden Christensen i Natalie Portman. La seva trama se centra en una història fictícia sobre la vida de R2-D2 com un robot real. Així mateix, hi ha una paròdia oficial del film The Clone Wars estrenada el 2009 i denominada Lego Star Wars: The Quest for R2-D2, la qual es va transmetre al canal Cartoon Network «amb motiu de la celebració dels primers deu anys de LEGO Star Wars».
En 1982 va ser estrenada a Turquia la pel·lícula del director Çetin İnanç, Dünyayı Kurtaran Adam, també coneguda com la Star Wars turca o per la seva traducció literal a l'anglès The Man Who Saves the World («L'home que salva el món»). El seu guió, escrit per Cüneyt Arkin, feia ús de material pres il·legalment de les pel·lícules de Star Wars i fins i tot van ser incloses algunes de les seves pròpies escenes, però pel seu to còmic va ser considerada una paròdia de la saga i va ser catalogada com una pel·lícula de culte temps després de la seva estrena.
Spaceballs (1987), una pel·lícula de Mel Brooks, és una altra de les paròdies realitzades sobre la saga, encara que també inclou referències a pel·lícules com El planeta dels simis o Star Trek.
El 2007 i 2008 respectivament, s'estrenaren dues paròdies que van comptar amb la col·laboració de Lucasfilm, Robot Chicken: Star Wars i la seva seqüela Robot Chicken:Star Wars - Episode II, totes dues amb una durada de mitja hora, dirigides per Seth Green i amb actors de la saga que van prestar la seva veu als personatges, com Fisher, Billy Dee Williams, Mark Hamill i el mateix Lucas. A principi de 2010, es va anunciar la producció d'una nova sèrie animada de comèdia, la qual serà escrita per Brendan hi ha (responsable de les notícies còmiques de The Daily Show), i comptarà amb l'assistència dels creadors de Robot Chicken, Seth Green i Matthew Senreich. Així mateix, aquesta sèrie, encara sense nom, prendrà lloc durant la trilogia original.
A més, els guions de pel·lícules com Toy Story 2, Back to the Future, Clerks, Hot Shots! 2, Looney Tunes: De nou en acció, ET, l'extraterrestre i gran part de les obres de Kevin Smith inclouen al·lusions a la saga, així com nombroses sèries de televisió, entre ells Lost, Doctor Who, The Big Bang Theory, 30 Rock, Tiny Toons, Muppet Babies, The Simpsons, Futurama, i South Park, de la qual es va originar el terme Defensa Chewbacca.
La sèrie d'animació Family Guy li va dedicar tres episodis a la saga: Blue Harvest (2007), basat en Una nova esperança, Something, Something, Something, Dark Side (2010), basat en L'Imperi contraataca i It's a Trap (2010), basat en El retorn del Jedi.
La sèrie d'animació de 1995 Pinky and the Brain va destinar el seu últim episodi a ser una paròdia d'Una nova esperança i El retorn del Jedi on a més apareixien la majoria dels personatges de la sèrie Animaniacs, tots representant a algun personatge de les pel·lícules originals (aquest episodi es diu Star Warners, de 1998).

### Temes musicals
Diversos músics han rendit homenatge a l'univers de Star Wars i han inclòs referències a la saga en les seves cançons. El músic i productor discogràfic Meco va contactar el 1977 amb Casablanca Records, la companyia propietària dels drets d'autor de la banda sonora, per crear un àlbum de versions d'aquesta que finalment va llançar sota el títol Star Wars and Other Galactic Funk i en el qual va comptar amb l'ajuda de l'arranjador Harold Wheeler. Posteriorment va llançar altres treballs inspirats en la saga com Star Wars, Meco Plays Music from the Empire Contraataca i Music Inspired by Star Wars.
L'humorista i cantant Weird Al Yankovic va crear dues paròdies sobre Star Wars: «Yoda», basada en el tema «Lola» de The Kinks, i «The Saga Begins», basada en «American Pie» de Don McLean i en la que torna a explicar la història de l'amenaça fantasma des de la perspectiva d'Obi-Wan Kenobi. El 2000, Jason Brannon i Chris Crawford van crear un tema basat en la trilogia original, «Star Wars Gangsta Rap», que es va popularitzar a través d'un vídeo musical realitzat íntegrament en tecnologia Flash i que va ser llistat per la revista Time com la millor comèdia en línia de 2001.
Així mateix, el duo nord-americà The Carpenters, va esmentar que la cançó de «Space Encounter» tenia certes al·lusions a Star Wars, ja que, d'acord amb les paraules de Richard Carpenter, líder del duo, va comentar que aquest treball representa «una veritable peça bombàstica en honor de John Williams».

### Política
El paral·lelisme que hi ha entre la política nord-americana i Star Wars té el seu origen en la primera pel·lícula de la sèrie, Una nova esperança. Aquests ressons polítics de la sèrie han demostrat el fet que Lucas va transportar parteix de la idea d'Apocalypse Now, a la saga de ciència-ficció, tal com afirma Walter Murch:
| « | George Lucas tenia previst dirigir Apocalypse Now. Després de l'èxit d'American Graffiti, va ressuscitar la pel·lícula, però el tema seguia calent i ningú volia invertir en un projecte com aquest. Així que George revalorar la qüestió, preguntant el que volia dir amb Apocalypse Now i va reduir el missatge de la pel·lícula en la capacitat d'un grup de persones per derrotar un poderós gegant només amb la força de les seves idees. Això va influir en l'essència de la història en un context relacionat amb la política i l'ambient de la pel·lícula fa molt de temps, en un lloc molt llunyà. Així va donar origen a Star Wars. Els vietnamites es van convertir en els rebels i els Estats Units es van convertir en l'Imperi. Star Wars és la versió de Lucas d'Apocalypse Now. | » |

Logotip de la Iniciativa de Defensa Estratègica (SDI), coneguda també com a Star Wars.

La premissa de Les guerres clon ha estat, sovint, juxtaposada amb la de la Segona Guerra Mundial. Hi ha diverses similituds històriques que existeixen entre Palpatine i Hitler, ja que tots dos van usar la guerra i diversos bocs expiatoris per tal de manipular les emocions i els sentiments de la societat, i tots dos es caracteritzen per ser líders forts i carismàtics. En qualsevol cas, Lucas va ser citat en diverses entrevistes, i la principal font de complot polític darrere de Les guerres clon i altres intrigues de la saga és la guerra del Vietnam i l'era de Watergate, durant el qual els líders polítics van optar per la corrupció i el parany. A més, es pot dir que hi ha amb certesa una sèrie de semblances històriques entre Les guerres clon i la guerra de l'Iraq.
| «                | Des de l'11 de setembre, l'administració de Bush ha fet servir la nostra por col·lectiva cap al terrorisme tal com l'Emperador Palpatine va usar les Guerres Clon: per incrementar a nivell intern el poder executiu i augmentar el poder dels Estats Units a l'exterior. | » |
| — Brian Fanelli. | |   |

La pel·lícula, malgrat les seves afirmacions que la història té ressons de la política americana, Lucas va argumentar que va escriure la història abans de la guerra a l'Iraq: «Les semblances entre el Vietnam i el que estem fent ara a l'Iraq són increïbles. Vaig escriure la història en temps del Vietnam, no de l'Iraq». En diverses entrevistes, però, diu que Bush no va influir en cap aspecte en la història de les pel·lícules, sinó que va ser el mateix president Richard Nixon qui va inspirar l'escriptura dels guions. Lucas va dir que fa molt temps en una galàxia molt llunyana, havia llegit una mica d'història i es va qüestionar «per què, després d'haver assassinat a Juli César, el senat romà va deixar les coses al seu nebot també assedegat de poder, Cèsar August o, per què després d'afrontar una revolució, França va donar els seus dominis a Napoleó, un dictador».
Fins i tot en la política moderna, la saga ha deixat la seva empremta. Un exemple és quan Ronald Reagan va proposar la Iniciativa de Defensa Estratègica (SDI) per utilitzar els sistemes d'armes amb base a terra i l'espai per protegir els Estats Units dels atacs de míssils balístics amb ogives nuclears; dit projecte es va denominar Star Wars, generant una sèrie de crítiques.

## Efectes especials
El sector dels efectes especials era gairebé inexistent a Hollywood quan George Lucas va començar a rodar Star Wars: Episode IV - A New Hope. Per aquest motiu, Lucas va decidir crear la seva pròpia companyia d'efectes especials. La companyia, batejada com Industrial Light & Magic (ILM), va llogar un gran magatzem a la vall de San Fernando, Los Angeles, i es va posar a treballar en el disseny de les maquetes, les preses amb efectes i l'equip. La tecnologia necessària per aconseguir els efectes que Lucas volia no existia, així que va fer falta molt treball de recerca i desenvolupament abans de poder rodar un sol fotograma. Aquesta llarga fase de preproducció es va convertir en un tema controvertit els mesos previs al rodatge principal de La guerra de les galàxies, ja que es van retardar centenars de preses mentre es perfeccionava l'equip.
El primer dispositiu que va crear la companyia va ser la càmera de control de moviment o càmera Dykstraflex. Es tractava de la primera càmera totalment controlada per ordinador que permetia set eixos de moviment i podia reproduir els mateixos moviments en preses múltiples. Tal innovació va ser crucial per aconseguir les preses del Falcó Mil·lenari fugint de l'Estrella de la Mort o de l'al·lucinant desfilada aèria del Destructor Estel·lar amb què comença la pel·lícula.
També va ser fonamental aconseguir l'aspecte gastat i realista que Lucas volia que tingués aquella llunyana galàxia. Els maquetistes d'ILM i el departament artístic britànic, dirigits pel dissenyador de producció John Barry, van dissenyar les maquetes, els decorats i els vehicles de mida real amb cremades i taques de pol·lució, el que els donava credibilitat sobre el teló de fons irreal de astres, planetes i una estació espacial de la mida de la Lluna. A principis de 1977, quan només faltaven uns mesos per a l'estrena de la pel·lícula, les preses dels efectes especials encara anaven amb retard. No obstant això, ILM va lliurar el gènere just a temps i, finalment, tant el públic com la crítica van rebre amb entusiasme els pioners efectes de La guerra de les galàxies.
La primera Pel·lícula de la saga Star Wars va combinar moderns efectes especials de l'època amb tradicionals: els miniatures que es movien manualment. En aquest llargmetratge de Lucas hi havia maquetes a mida real com, per exemple, una part del Falcó Mil·lenari el moviment del qual simulaven diversos operaris agitant-la. A més, també es van construir maquetes en miniatura i les màscares que portaven uns quants personatges, especialment els que apareixien a l'escena de la cantina de Mos Eisley.
El personatge de Yoda, el Mestre Jedi, és un bon exemple per analitzar l'evolució dels efectes especials a Star Wars, i a la pròpia història del cinema, ja que apareix a cinc de les sis primeres pel·lícules de la saga. La seva primera aparició va ser a L'Imperi contraataca (1980) i va ser també la més primitiva pel que fa als efectes. En aquesta pel·lícula, Yoda és un titella mogut amb fils, creat per Stuart Freeborn i accionat per Frank Oz, que va donar veu al Mestre Jedi en totes les pel·lícules.
Els escenaris de Dagobah estaven situats metre i mig per sobre del plató perquè Oz, amagat, pogués manejar al petit Yoda, que no realitzava moviments massa complexos en aquesta pel·lícula ni a la següent, El retorn del Jedi. El cas de Yoda, a la trilogia original, va ser similar al d'altres personatges com Jabba el Hutt, que també era un titella gegant.
En L'amenaça fantasma (1999), Yoda va passar a ser un personatge creat per ordinador, igual que molts altres com Jar Jar Binks. Els canvis del seu aspecte físic són notables perquè se suposa que el personatge és una mica més jove i no duu 20 anys exiliat a un planeta pantanós. No obstant això, sense tenir en compte el factor més purament estètic, els canvis més importants de Yoda van ser a nivell de moviments. De ser un personatge estàtic, va passar a ser un personatge molt més actiu en Star Wars Episodi II: L'atacs dels Clons. En el seu duel contra el comte Dooku, el seu antic padawan, vam descobrir que Yoda és capaç de moure’s molt ràpid i donar increïbles salts, malgrat la seva baixa estatura, mentre agafa el sabre làser.
Per L'Imperi contraataca es va crear un Falcó Mil·lenari a escala real. El decorat pesava 23 tones i mesurava gairebé 5 metres d'alçada i 20 de diàmetre. En els episodis I, II i III la major part dels decorats es van realitzar amb ordinador, i quan aquests tenien una base real, com la Plaça d'Espanya (Sevilla), que simula ser un edifici del planeta Naboo a L'atac dels clons, les imatges eren retocades digitalment.
A diferència de l'Episodi IV, que tan sols tenia 365 preses amb efectes especials, Star Wars episodi III: La venjança dels Sith, compta amb 2.200 preses amb efectes especials. És més, en aquesta pel·lícula, tots els plànols van ser retocats digitalment, independentment que fossin combats de naus o escenes de diàleg.
La Dykstraflex no va ser l'única creació tecnològica creada a propòsit de la saga Star Wars. En la trilogia original, per animar les criatures, ILM va millorar la tècnica del "stop-motion" i va néixer així el "go motion", on se seguien utilitzant els models usats en l'animació tradicional però amb les articulacions motoritzades perquè realitzessin els moviments en el temps en què la càmera rodava una escena de la pel·lícula. Més tard, es van difuminar els contorns per donar una major sensació de velocitat.
La tècnica emprada per als vehicles va seguir sent la del "stop-motion", amb el moviment dels vehicles realitzat de forma manual fotograma a fotograma. En l'atac dels AT-AT al planeta nevat Hoth, per exemple, cada moviment d'una pota del vehicle implicava molts moviments manuals, ja que un segon de gravació comprèn 24 fotogrames.
El 2012 The Walt Disney Company va comprar Lucasfilm i els drets de les pel·lícules a Lucas per 3125 milions d'euros i es va posar mans a l'obra per rellançar la saga Star Wars. Tot i que el director de Star Wars episodi VII: El despertar de la força, J. J. Abrams, va dir que volia tornar a l'esperit de la trilogia clàssica, ni Abrams ni Disney van renunciar a les noves tecnologies a l'hora de crear efectes. L'actriu Lupita Nyong'o, per exemple, va donar vida a un personatge anomenat Maz Kanata, fet per mitjà de la tècnica del "motion capture" o captura del moviment. Aquesta tècnica consisteix a recobrir la cara i el vestit de l'actor de sensors per captar tots els seus gestos i moviment, que després es traslladen a un personatge creat per ordinador.
Un altre dels efectes especials utilitzat a la primera trilogia de Star Wars va ser el matte painting, una tècnica artística molt utilitzada per crear escenaris. Consisteix a aplicar capes de pintura opaca (generalment oli) sobre un vidre o panell de plexiglàs per després il·luminar el resultat des del darrere. Les zones que es desitgin més il·luminades es cobreixen amb tons més clars o amb menys quantitat de pintura i, les més fosques, es saturen de pigment perquè no passi la llum. Si l'escenari té focus o punts de llum com estrelles, es deixen petits punts sense pintura perquè deixin passar la llum. En el cas de Star Wars, els recòndits interiors de l'Estrella de la Mort o algunes de les escenes a Tatooine i Endor es van rodar utilitzant aquesta tècnica.
A més clar recalcar la innovació que van aportar al primer spin-off de la saga (Rogue One: A Star Wars Story) es va recórrer a la imatge generada per ordinador per a poder portar a la vida al personatge Grand Moff Tarkin (Peter Cushing) i a una jove Leia (Carrie Fisher), personatges de la trilogia original. La recreació dels seus rostres va ser a càrrec d'Industrial Light & Magic, els quals han afirmat que va ser una tasca complicada. Després de la seva estrena, part dels seguidors de la saga van criticar l'ús d'aquesta tecnologia, però és clar que sorgeix el dubte de quins personatges eren reals i quins altres estaven recreats en CGI. Des d'un punt moral, va sorgir la qüestió si era ètic o no “reviure” a persones difuntes, fet que es va veure reforçat després de la mort de l'actriu Carrie Fisher, la qual va ser anterior al rodatge de Star Wars: L'ascens de Skywalker, en què tenia confirmada una aparició. Posteriorment van recórrer a aquesta tècnica per a rejovenir al Luke Skywalker (Mark Hamill) i de nou a la seva germana.